# 1960
Portal Geschichte | Portal Biografien | Aktuelle Ereignisse | Jahreskalender | Tagesartikel

◄ |
19. Jahrhundert |
20. Jahrhundert
| 21. Jahrhundert

◄ |
1930er |
1940er |
1950er |
1960er
| 1970er | 1980er | 1990er | ►

◄◄ |
◄ |
1956 |
1957 |
1958 |
1959 |
1960
| 1961 | 1962 | 1963 | 1964 | ► | ►►
Staatsoberhäupter · Wahlen · Nekrolog   · Musikjahr · Filmjahr · Rundfunkjahr · Sportjahr
| Januar | Januar | Januar | Januar | Januar | Januar | Januar | Januar |
| Kw     | Mo     | Di     | Mi     | Do     | Fr     | Sa     | So     |
| ------ | ------ | ------ | ------ | ------ | ------ | ------ | ------ |
| 53     |        |        |        |        | 1      | 2      | 3      |
| 1      | 4      | 5      | 6      | 7      | 8      | 9      | 10     |
| 2      | 11     | 12     | 13     | 14     | 15     | 16     | 17     |
| 3      | 18     | 19     | 20     | 21     | 22     | 23     | 24     |
| 4      | 25     | 26     | 27     | 28     | 29     | 30     | 31     |

| Februar | Februar | Februar | Februar | Februar | Februar | Februar | Februar |
| Kw      | Mo      | Di      | Mi      | Do      | Fr      | Sa      | So      |
| ------- | ------- | ------- | ------- | ------- | ------- | ------- | ------- |
| 5       | 1       | 2       | 3       | 4       | 5       | 6       | 7       |
| 6       | 8       | 9       | 10      | 11      | 12      | 13      | 14      |
| 7       | 15      | 16      | 17      | 18      | 19      | 20      | 21      |
| 8       | 22      | 23      | 24      | 25      | 26      | 27      | 28      |
| 9       | 29      |         |         |         |         |         |         |

| März | März | März | März | März | März | März | März |
| Kw   | Mo   | Di   | Mi   | Do   | Fr   | Sa   | So   |
| ---- | ---- | ---- | ---- | ---- | ---- | ---- | ---- |
| 9    |      | 1    | 2    | 3    | 4    | 5    | 6    |
| 10   | 7    | 8    | 9    | 10   | 11   | 12   | 13   |
| 11   | 14   | 15   | 16   | 17   | 18   | 19   | 20   |
| 12   | 21   | 22   | 23   | 24   | 25   | 26   | 27   |
| 13   | 28   | 29   | 30   | 31   |      |      |      |

| April | April | April | April | April | April | April | April |
| Kw    | Mo    | Di    | Mi    | Do    | Fr    | Sa    | So    |
| ----- | ----- | ----- | ----- | ----- | ----- | ----- | ----- |
| 13    |       |       |       |       | 1     | 2     | 3     |
| 14    | 4     | 5     | 6     | 7     | 8     | 9     | 10    |
| 15    | 11    | 12    | 13    | 14    | 15    | 16    | 17    |
| 16    | 18    | 19    | 20    | 21    | 22    | 23    | 24    |
| 17    | 25    | 26    | 27    | 28    | 29    | 30    |       |

| Mai | Mai | Mai | Mai | Mai | Mai | Mai | Mai |
| Kw  | Mo  | Di  | Mi  | Do  | Fr  | Sa  | So  |
| --- | --- | --- | --- | --- | --- | --- | --- |
| 17  |     |     |     |     |     |     | 1   |
| 18  | 2   | 3   | 4   | 5   | 6   | 7   | 8   |
| 19  | 9   | 10  | 11  | 12  | 13  | 14  | 15  |
| 20  | 16  | 17  | 18  | 19  | 20  | 21  | 22  |
| 21  | 23  | 24  | 25  | 26  | 27  | 28  | 29  |
| 22  | 30  | 31  |     |     |     |     |     |

| Juni | Juni | Juni | Juni | Juni | Juni | Juni | Juni |
| Kw   | Mo   | Di   | Mi   | Do   | Fr   | Sa   | So   |
| ---- | ---- | ---- | ---- | ---- | ---- | ---- | ---- |
| 22   |      |      | 1    | 2    | 3    | 4    | 5    |
| 23   | 6    | 7    | 8    | 9    | 10   | 11   | 12   |
| 24   | 13   | 14   | 15   | 16   | 17   | 18   | 19   |
| 25   | 20   | 21   | 22   | 23   | 24   | 25   | 26   |
| 26   | 27   | 28   | 29   | 30   |      |      |      |

| Juli | Juli | Juli | Juli | Juli | Juli | Juli | Juli |
| Kw   | Mo   | Di   | Mi   | Do   | Fr   | Sa   | So   |
| ---- | ---- | ---- | ---- | ---- | ---- | ---- | ---- |
| 26   |      |      |      |      | 1    | 2    | 3    |
| 27   | 4    | 5    | 6    | 7    | 8    | 9    | 10   |
| 28   | 11   | 12   | 13   | 14   | 15   | 16   | 17   |
| 29   | 18   | 19   | 20   | 21   | 22   | 23   | 24   |
| 30   | 25   | 26   | 27   | 28   | 29   | 30   | 31   |

| August | August | August | August | August | August | August | August |
| Kw     | Mo     | Di     | Mi     | Do     | Fr     | Sa     | So     |
| ------ | ------ | ------ | ------ | ------ | ------ | ------ | ------ |
| 31     | 1      | 2      | 3      | 4      | 5      | 6      | 7      |
| 32     | 8      | 9      | 10     | 11     | 12     | 13     | 14     |
| 33     | 15     | 16     | 17     | 18     | 19     | 20     | 21     |
| 34     | 22     | 23     | 24     | 25     | 26     | 27     | 28     |
| 35     | 29     | 30     | 31     |        |        |        |        |

| September | September | September | September | September | September | September | September |
| Kw        | Mo        | Di        | Mi        | Do        | Fr        | Sa        | So        |
| --------- | --------- | --------- | --------- | --------- | --------- | --------- | --------- |
| 35        |           |           |           | 1         | 2         | 3         | 4         |
| 36        | 5         | 6         | 7         | 8         | 9         | 10        | 11        |
| 37        | 12        | 13        | 14        | 15        | 16        | 17        | 18        |
| 38        | 19        | 20        | 21        | 22        | 23        | 24        | 25        |
| 39        | 26        | 27        | 28        | 29        | 30        |           |           |

| Oktober | Oktober | Oktober | Oktober | Oktober | Oktober | Oktober | Oktober |
| Kw      | Mo      | Di      | Mi      | Do      | Fr      | Sa      | So      |
| ------- | ------- | ------- | ------- | ------- | ------- | ------- | ------- |
| 39      |         |         |         |         |         | 1       | 2       |
| 40      | 3       | 4       | 5       | 6       | 7       | 8       | 9       |
| 41      | 10      | 11      | 12      | 13      | 14      | 15      | 16      |
| 42      | 17      | 18      | 19      | 20      | 21      | 22      | 23      |
| 43      | 24      | 25      | 26      | 27      | 28      | 29      | 30      |
| 44      | 31      |         |         |         |         |         |         |

| November | November | November | November | November | November | November | November |
| Kw       | Mo       | Di       | Mi       | Do       | Fr       | Sa       | So       |
| -------- | -------- | -------- | -------- | -------- | -------- | -------- | -------- |
| 44       |          | 1        | 2        | 3        | 4        | 5        | 6        |
| 45       | 7        | 8        | 9        | 10       | 11       | 12       | 13       |
| 46       | 14       | 15       | 16       | 17       | 18       | 19       | 20       |
| 47       | 21       | 22       | 23       | 24       | 25       | 26       | 27       |
| 48       | 28       | 29       | 30       |          |          |          |          |

| Dezember | Dezember | Dezember | Dezember | Dezember | Dezember | Dezember | Dezember |
| Kw       | Mo       | Di       | Mi       | Do       | Fr       | Sa       | So       |
| -------- | -------- | -------- | -------- | -------- | -------- | -------- | -------- |
| 48       |          |          |          | 1        | 2        | 3        | 4        |
| 49       | 5        | 6        | 7        | 8        | 9        | 10       | 11       |
| 50       | 12       | 13       | 14       | 15       | 16       | 17       | 18       |
| 51       | 19       | 20       | 21       | 22       | 23       | 24       | 25       |
| 52       | 26       | 27       | 28       | 29       | 30       | 31       |          |

| Januar | Januar | Januar | Januar | Januar | Januar | Januar | Januar |
| Kw     | Mo     | Di     | Mi     | Do     | Fr     | Sa     | So     |
| ------ | ------ | ------ | ------ | ------ | ------ | ------ | ------ |
| 53     |        |        |        |        | 1      | 2      | 3      |
| 1      | 4      | 5      | 6      | 7      | 8      | 9      | 10     |
| 2      | 11     | 12     | 13     | 14     | 15     | 16     | 17     |
| 3      | 18     | 19     | 20     | 21     | 22     | 23     | 24     |
| 4      | 25     | 26     | 27     | 28     | 29     | 30     | 31     |

| Februar | Februar | Februar | Februar | Februar | Februar | Februar | Februar |
| Kw      | Mo      | Di      | Mi      | Do      | Fr      | Sa      | So      |
| ------- | ------- | ------- | ------- | ------- | ------- | ------- | ------- |
| 5       | 1       | 2       | 3       | 4       | 5       | 6       | 7       |
| 6       | 8       | 9       | 10      | 11      | 12      | 13      | 14      |
| 7       | 15      | 16      | 17      | 18      | 19      | 20      | 21      |
| 8       | 22      | 23      | 24      | 25      | 26      | 27      | 28      |
| 9       | 29      |         |         |         |         |         |         |

| März | März | März | März | März | März | März | März |
| Kw   | Mo   | Di   | Mi   | Do   | Fr   | Sa   | So   |
| ---- | ---- | ---- | ---- | ---- | ---- | ---- | ---- |
| 9    |      | 1    | 2    | 3    | 4    | 5    | 6    |
| 10   | 7    | 8    | 9    | 10   | 11   | 12   | 13   |
| 11   | 14   | 15   | 16   | 17   | 18   | 19   | 20   |
| 12   | 21   | 22   | 23   | 24   | 25   | 26   | 27   |
| 13   | 28   | 29   | 30   | 31   |      |      |      |

| April | April | April | April | April | April | April | April |
| Kw    | Mo    | Di    | Mi    | Do    | Fr    | Sa    | So    |
| ----- | ----- | ----- | ----- | ----- | ----- | ----- | ----- |
| 13    |       |       |       |       | 1     | 2     | 3     |
| 14    | 4     | 5     | 6     | 7     | 8     | 9     | 10    |
| 15    | 11    | 12    | 13    | 14    | 15    | 16    | 17    |
| 16    | 18    | 19    | 20    | 21    | 22    | 23    | 24    |
| 17    | 25    | 26    | 27    | 28    | 29    | 30    |       |

| Mai | Mai | Mai | Mai | Mai | Mai | Mai | Mai |
| Kw  | Mo  | Di  | Mi  | Do  | Fr  | Sa  | So  |
| --- | --- | --- | --- | --- | --- | --- | --- |
| 17  |     |     |     |     |     |     | 1   |
| 18  | 2   | 3   | 4   | 5   | 6   | 7   | 8   |
| 19  | 9   | 10  | 11  | 12  | 13  | 14  | 15  |
| 20  | 16  | 17  | 18  | 19  | 20  | 21  | 22  |
| 21  | 23  | 24  | 25  | 26  | 27  | 28  | 29  |
| 22  | 30  | 31  |     |     |     |     |     |

| Juni | Juni | Juni | Juni | Juni | Juni | Juni | Juni |
| Kw   | Mo   | Di   | Mi   | Do   | Fr   | Sa   | So   |
| ---- | ---- | ---- | ---- | ---- | ---- | ---- | ---- |
| 22   |      |      | 1    | 2    | 3    | 4    | 5    |
| 23   | 6    | 7    | 8    | 9    | 10   | 11   | 12   |
| 24   | 13   | 14   | 15   | 16   | 17   | 18   | 19   |
| 25   | 20   | 21   | 22   | 23   | 24   | 25   | 26   |
| 26   | 27   | 28   | 29   | 30   |      |      |      |

| Juli | Juli | Juli | Juli | Juli | Juli | Juli | Juli |
| Kw   | Mo   | Di   | Mi   | Do   | Fr   | Sa   | So   |
| ---- | ---- | ---- | ---- | ---- | ---- | ---- | ---- |
| 26   |      |      |      |      | 1    | 2    | 3    |
| 27   | 4    | 5    | 6    | 7    | 8    | 9    | 10   |
| 28   | 11   | 12   | 13   | 14   | 15   | 16   | 17   |
| 29   | 18   | 19   | 20   | 21   | 22   | 23   | 24   |
| 30   | 25   | 26   | 27   | 28   | 29   | 30   | 31   |

| August | August | August | August | August | August | August | August |
| Kw     | Mo     | Di     | Mi     | Do     | Fr     | Sa     | So     |
| ------ | ------ | ------ | ------ | ------ | ------ | ------ | ------ |
| 31     | 1      | 2      | 3      | 4      | 5      | 6      | 7      |
| 32     | 8      | 9      | 10     | 11     | 12     | 13     | 14     |
| 33     | 15     | 16     | 17     | 18     | 19     | 20     | 21     |
| 34     | 22     | 23     | 24     | 25     | 26     | 27     | 28     |
| 35     | 29     | 30     | 31     |        |        |        |        |

| September | September | September | September | September | September | September | September |
| Kw        | Mo        | Di        | Mi        | Do        | Fr        | Sa        | So        |
| --------- | --------- | --------- | --------- | --------- | --------- | --------- | --------- |
| 35        |           |           |           | 1         | 2         | 3         | 4         |
| 36        | 5         | 6         | 7         | 8         | 9         | 10        | 11        |
| 37        | 12        | 13        | 14        | 15        | 16        | 17        | 18        |
| 38        | 19        | 20        | 21        | 22        | 23        | 24        | 25        |
| 39        | 26        | 27        | 28        | 29        | 30        |           |           |

| Oktober | Oktober | Oktober | Oktober | Oktober | Oktober | Oktober | Oktober |
| Kw      | Mo      | Di      | Mi      | Do      | Fr      | Sa      | So      |
| ------- | ------- | ------- | ------- | ------- | ------- | ------- | ------- |
| 39      |         |         |         |         |         | 1       | 2       |
| 40      | 3       | 4       | 5       | 6       | 7       | 8       | 9       |
| 41      | 10      | 11      | 12      | 13      | 14      | 15      | 16      |
| 42      | 17      | 18      | 19      | 20      | 21      | 22      | 23      |
| 43      | 24      | 25      | 26      | 27      | 28      | 29      | 30      |
| 44      | 31      |         |         |         |         |         |         |

| November | November | November | November | November | November | November | November |
| Kw       | Mo       | Di       | Mi       | Do       | Fr       | Sa       | So       |
| -------- | -------- | -------- | -------- | -------- | -------- | -------- | -------- |
| 44       |          | 1        | 2        | 3        | 4        | 5        | 6        |
| 45       | 7        | 8        | 9        | 10       | 11       | 12       | 13       |
| 46       | 14       | 15       | 16       | 17       | 18       | 19       | 20       |
| 47       | 21       | 22       | 23       | 24       | 25       | 26       | 27       |
| 48       | 28       | 29       | 30       |          |          |          |          |

| Dezember | Dezember | Dezember | Dezember | Dezember | Dezember | Dezember | Dezember |
| Kw       | Mo       | Di       | Mi       | Do       | Fr       | Sa       | So       |
| -------- | -------- | -------- | -------- | -------- | -------- | -------- | -------- |
| 48       |          |          |          | 1        | 2        | 3        | 4        |
| 49       | 5        | 6        | 7        | 8        | 9        | 10       | 11       |
| 50       | 12       | 13       | 14       | 15       | 16       | 17       | 18       |
| 51       | 19       | 20       | 21       | 22       | 23       | 24       | 25       |
| 52       | 26       | 27       | 28       | 29       | 30       | 31       |          |

Das Jahr 1960 wird auch als Afrikanisches Jahr bezeichnet, weil gleich 18 afrikanische Kolonien die Unabhängigkeit von ihren Kolonialmächten erlangten: Kamerun, Togo, Madagaskar, die Republik Kongo, Benin, Niger, Burkina Faso, Elfenbeinküste, Tschad, die Zentralafrikanische Republik, Gabun, Senegal, Mali, Nigeria, Mauretanien sowie Britisch-Somaliland und Italienisch-Somaliland, die sich zum heutigen Somalia vereinigten.
In den USA beginnt mit der Wahl von John F. Kennedy zum Präsidenten eine neue Ära.

## Ereignisse

### Jahreswidmungen
- Afrikanisches Jahr

### Politik

#### Januar
- 01. Januar: Max Petitpierre wird zum dritten Mal Bundespräsident der Schweiz
- 01. Januar: Das Atomgesetz zur friedlichen Kernenergieverwendung tritt in der Bundesrepublik Deutschland in Kraft
- 01. Januar: Währungsreform in Frankreich: 1 Franc hat den Wert von 100 alten Franc
- 01. Januar: Ostkamerun (Kamerun) erhält die Unabhängigkeit von Frankreich
- 12. Januar: Die Tätigkeit der Parteien in Indonesien werden drastisch eingeschränkt
- 20. Januar: Aufnahme diplomatischer Beziehungen zwischen Honduras und der Bundesrepublik Deutschland
- 24. Januar–1. Februar: Algerienkrieg: Sogenannte „Barrikadenwoche“ in Algier. Überzeugt, von De Gaulle verraten worden zu sein und im festen Glauben an die Unterstützung des populären, von De Gaulle aus Algier abberufenen General Massu beginnen rechtsgerichtete Franzosen angeführt von Pierre Lagaillarde und Jean-Jacques Susini mit der Vorbereitung eines Aufstandes in Algier. Die französische Armee verhängt daraufhin über die Stadt den Belagerungszustand. In Frankreich kommt es zu zahlreichen Hausdurchsuchungen, darunter gegen Jean-Marie Le Pen.
- 27. Januar–1. Februar: Besuch des britischen Premierministers Harold Macmillan in Südafrika; er warnt vor der Fortsetzung der bisherigen Rassentrennungspolitik; dies wird als Einmischung in die inneren Angelegenheiten Südafrikas zurückgewiesen
- 29. Januar: In einer Fernsehansprache ruft der französische Staatspräsident Charles de Gaulle die Armee zur Loyalität auf, worauf der Aufstandsversuch in Algier in sich zusammenbricht und dessen Anführer die Organisation de l’armée secrète (OAS) gründen.

#### Februar
- 01. Februar: In Greensboro (North Carolina) veranstalten afroamerikanische Studenten das weltweit erste Sit-in. Mit dem Sitzstreik protestieren sie gegen das Reservieren eines Restaurants ausschließlich für Weiße.
- 02. Februar: Guinea wird Mitglied in der UNESCO
- 13. Februar: Algerien „Gerboise bleue“ („blaue Wüstenspringmaus“) In der algerischen Sahara zündete Frankreich zum ersten Mal eine Atombombe siehe Französische Kernwaffentests in Algerien.

#### März
- 04. März: Im Hafen von Havanna ereignen sich auf dem Frachtschiff La Coubre, das Kuba belgische Waffen anliefert, Explosionen, deren Ursache nicht geklärt werden kann. Zwischen 70 und 100 Menschen sterben, etwa 200 Verletzte sind zu versorgen.
- 06. März: Im Kanton Genf (Schweiz) erhalten nach einer Volksabstimmung die Frauen das Stimmrecht
- 17. März–26. April: Tagung der UNO-Seerechtskonferenz in Genf mit 88 Ländern
- 21. März: Im südafrikanischen Township Sharpeville werden 69 Schwarze bei einer Demonstration erschossen (Sharpeville-Massaker)
- 30. März: Die Regierung von Südafrika verbietet den Afrikanischen Nationalkongress sowie die Panafrikanische Bewegung zunächst für ein Jahr

#### April
- 01. April: Der UNO-Sicherheitsrat fordert Südafrika auf, die Rassentrennung zu beenden.
- 02. April: Unterzeichnung des Vertrags über die Unabhängigkeit Madagaskars (Madagassische Republik). In Kraft am 26. Juni
- 08. April: Unterzeichnung des deutsch-niederländischen Ausgleichsvertrags über den endgültigen Grenzverlauf nach dem Zweiten Weltkrieg; die von den Alliierten 1949 unter niederländische Verwaltung gestellten Gebiete Elten und Selfkant fallen an Deutschland zurück.
- 21. April: Brasília wird fertiggestellt und löst damit Rio de Janeiro als Hauptstadt von Brasilien ab.
- 23. April: Bundeskanzler Konrad Adenauer und der französische Premierminister Michel Debré eröffnen die bislang einzige Deutsch-Französische Gartenschau in Saarbrücken. Das Gelände entwickelt sich in der Folge als Deutsch-Französischer Garten zu einem gut besuchten Naherholungsort.
- 27. April: Der südkoreanische Staatspräsident Rhee Syng-man tritt nach Vorwürfen des Wahlbetrugs auf Druck der USA zurück.
- 27. April: Togo wird von Frankreich unabhängig.

#### Mai
- 01. Mai: Abschuss eines US-Aufklärungsflugzeugs vom Typ U-2 über Swerdlowsk durch sowjetische Streitkräfte. Bekanntgegeben am 5. Mai. Der US-Pilot Francis Gary Powers überlebt; er wird am 10. Februar 1962 gegen den Spion Rudolf Abel ausgetauscht
- 01. Mai: Mit dem Bombay Reorganisation Act wird der indische Bundesstaat Bombay in die beiden Nachfolgestaaten Maharashtra und Gujarat aufgeteilt.
- 03. Mai: Das Übereinkommen zur Errichtung der EFTA tritt in Kraft
- 05. Mai: Ahmadou Ahidjo wird erster Präsident der Republik Kamerun
- 07. Mai: Der Oberste Sowjet wählt Leonid Breschnew zum neuen Vorsitzenden seines Präsidiums, nachdem Kliment Woroschilow zurückgetreten war
- 11. Mai: Der israelische Geheimdienst Mossad ergreift Adolf Eichmann in Buenos Aires
- 27. Mai: Das türkische Militär putscht unter Führung von General Cemal Gürsel gegen die Regierung von Adnan Menderes, der hingerichtet wird. Eine neue Verfassung, die liberaler ist als die vorherige, wird verabschiedet, garantiert aber keine erweiterten Rechte für Kurden. Der kurdische Separatismus (türkisch: „Kürtcülük“) wird zum Staatsverbrechen erklärt
- Mai: Ein von Argentinien aus unternommener Putschversuch gegen das Regime von General Alfredo Stroessner in Paraguay scheitert nach kurzer Zeit

#### Juni
- 05. Juni: In einer Volksabstimmung in Kambodscha stimmen mehr als 99 % (1,3 Mio.) für den Prinzen Norodom Sihanouk; er verfolgt eine neutralistische Politik
- 15. Juni: In der japanischen Hauptstadt Tokio kommt auf dem Höhepunkt der Studentenproteste gegen die Neuauflage des Bündnisses mit den USA eine Studentin bei Zusammenstößen mit der Polizei ums Leben, über 500 werden verletzt. Der Vertrag wird vier Tage später automatisch ratifiziert.
- 17. Juni: Der US-Kongress schlägt einen Verfassungszusatz vor, der den Bewohnern des District of Columbia erlaubt, an der Wahl zum Präsidenten und Vizepräsidenten teilzunehmen. Dieser wird am 29. März 1961 als 23. Zusatzartikel ratifiziert.
- 18. Juni: Unabhängigkeit der Republik Senegal
- 23. Juni: Der Sicherheitsrat der UN fordert Israel auf, eine angemessene Wiedergutmachung gegenüber Argentinien vorzunehmen, nachdem es in der Eichmann-Entführung dessen Souveränität verletzt hatte. Die Entschließung macht klar, dass sie nicht als Entschuldigung der Verbrechen Eichmanns angesehen werden darf
- 26. Juni: Madagaskar wird von Frankreich unabhängig
- 26. Juni: Unabhängigkeit von Somaliland (vormals British Somaliland)
- 30. Juni: Die Republik Kongo erhält die Unabhängigkeit von Belgien

#### Juli
- 01. Juli: Unabhängigkeit von Italienisch-Somaliland (südliches Somalia)
- 01. Juli: Vereinigung von Somaliland und Italienisch-Somaliland zu Somalia
- 11. Juli: Im eben erst in die Unabhängigkeit entlassenen Kongo ruft Moïse Tschombé, der Präsident der Provinz, den Autonomen Staat Katanga aus. Die völkerrechtliche Anerkennung dieser Sezession bleibt aus.
- 14. Juli: Der Konvent der Demokratischen Partei der USA wählt Senator John F. Kennedy zum Präsidentschaftskandidaten für die im November stattfindenden Wahlen; als Kandidat für den Vizepräsidenten wird Lyndon B. Johnson aufgestellt
- 15. Juli: Hồ Chí Minh wird als Präsident von Nordvietnam wiedergewählt
- 20. Juli: In Ceylon gewinnt die Sri Lanka Freedom Party (SLFP) unter Sirimavo Bandaranaike die Parlamentswahlen; weltweit wird damit erstmals eine Frau gewählte Regierungschefin eines Landes.
- 28. Juli: Der Parteitag der Republikaner wählt Richard Nixon zum Kandidaten für die US-Präsidentschaftswahlen, als Kandidat für den Vizepräsidenten wird UNO-Botschafter Henry Cabot Lodge aufgestellt.

#### August
- 01. August: Wegen Streitigkeiten um Niederländisch-Neuguinea dürfen niederländische Schiffe keine Häfen in Indonesien mehr anlaufen.
- 01. August: Dahomey (ab 1975 Benin) wird von Frankreich unabhängig.
- 03. August: Die Republik Niger wird von Frankreich unabhängig.
- 05. August: Obervolta (ab 1984 Burkina Faso) wird von Frankreich unabhängig.
- 07. August: Côte d’Ivoire (Elfenbeinküste) wird von Frankreich unabhängig.
- 09. August: Das erste Jugendarbeitsschutzgesetz der Bundesrepublik Deutschland wird veröffentlicht. Unter anderem dürfen danach Jugendliche unter 16 Jahren maximal 40 Stunden pro Woche beschäftigt werden, Akkord- und Fließbandarbeit sind Jugendlichen unter 18 Jahren verwehrt.
- 11. August: Die Republik Tschad wird von Frankreich unabhängig.
- 13. August: Die Zentralafrikanische Republik wird von Frankreich unabhängig.
- 15. August: Die Republik Kongo erlangt ihre Unabhängigkeit von Frankreich.
- 16. August: Zypern erlangt seine Unabhängigkeit von Großbritannien.
- 17. August: Die Republik Gabun erhält ihre Unabhängigkeit von Frankreich.
- 20. August: Senegal wird als Republik von Frankreich unabhängig.
- 30. August: Die Regierung der DDR verbietet Bürgern der Bundesrepublik Deutschland die Einreise für die Dauer von fünf Tagen; es finden verschärfte Kontrollen an den innerdeutschen Grenzen statt.

#### September
- 05. September: Staatskrise in der Demokratischen Republik Kongo: Präsident Joseph Kasavubu und Premier Patrice Lumumba erklären sich gegenseitig für abgesetzt.
- 05. September: Im Senegal wird Léopold Sédar Senghor zum ersten Präsidenten des zuvor unabhängig gewordenen Staates gewählt.
- 08. September: Staatsstreich in Laos, neuer Führer des Landes wird Suvanna Phūmā
- 09. September: Bürger der Bundesrepublik Deutschland dürfen ab sofort nicht mehr ohne besondere Aufenthaltsgenehmigung nach Ost-Berlin einreisen. Im Gegenzug erhalten Einwohner der DDR kein Visum mehr für Reisen außerhalb der Ostblock-Länder
- 14. September: Gründung der OPEC in Bagdad. Die Gründungsmitglieder sind Iran, Irak, Kuwait, Saudi-Arabien und Venezuela
- 14. September: Portugal wird Mitglied der OEEC (Vorläufer der OECD)
- 20. September: Die Zentralafrikanische Republik, Zypern, Somalia, Niger, Madagaskar, Kamerun, die Republik Kongo, Gabun, Obervolta, Côte d’Ivoire, Zaire und Dahomey werden Mitglied der Vereinten Nationen
- 22. September: Mali wird unabhängige Republik (vorher Föderation mit Senegal)
- 28. September: Die Republiken Senegal und Mali werden Mitglied bei den Vereinten Nationen

#### Oktober
- 01. Oktober: Nigeria wird von Großbritannien unabhängig
- 01. Oktober: Die Malischen Streitkräfte werden gegründet.
- 05. Oktober: Referendum 1960 in der Südafrikanischen Union zur Bildung einer Republik
- 07. Oktober: Nigeria wird Mitglied bei den Vereinten Nationen
- 11. Oktober: Kulturabkommen zwischen der Bundesrepublik Deutschland und Kolumbien. In Kraft seit dem 18. November 1965
- 13. Oktober: Vor der UNO-Vollversammlung trommelt UdSSR-Chef Nikita Chruschtschow mehrmals mit seinem Schuh auf das Pult, um Ruhe im Plenarsaal zu bewirken
- 18. Oktober: Dahomey (Benin) wird Mitglied in der UNESCO
- 27. Oktober: Côte d’Ivoire (Elfenbeinküste) wird Mitglied in der UNESCO
- 28. Oktober: In Bonn wird der Bundestagsabgeordnete Alfred Frenzel (SPD) der Spionage für die Tschechoslowakei verdächtigt und verhaftet.

#### November

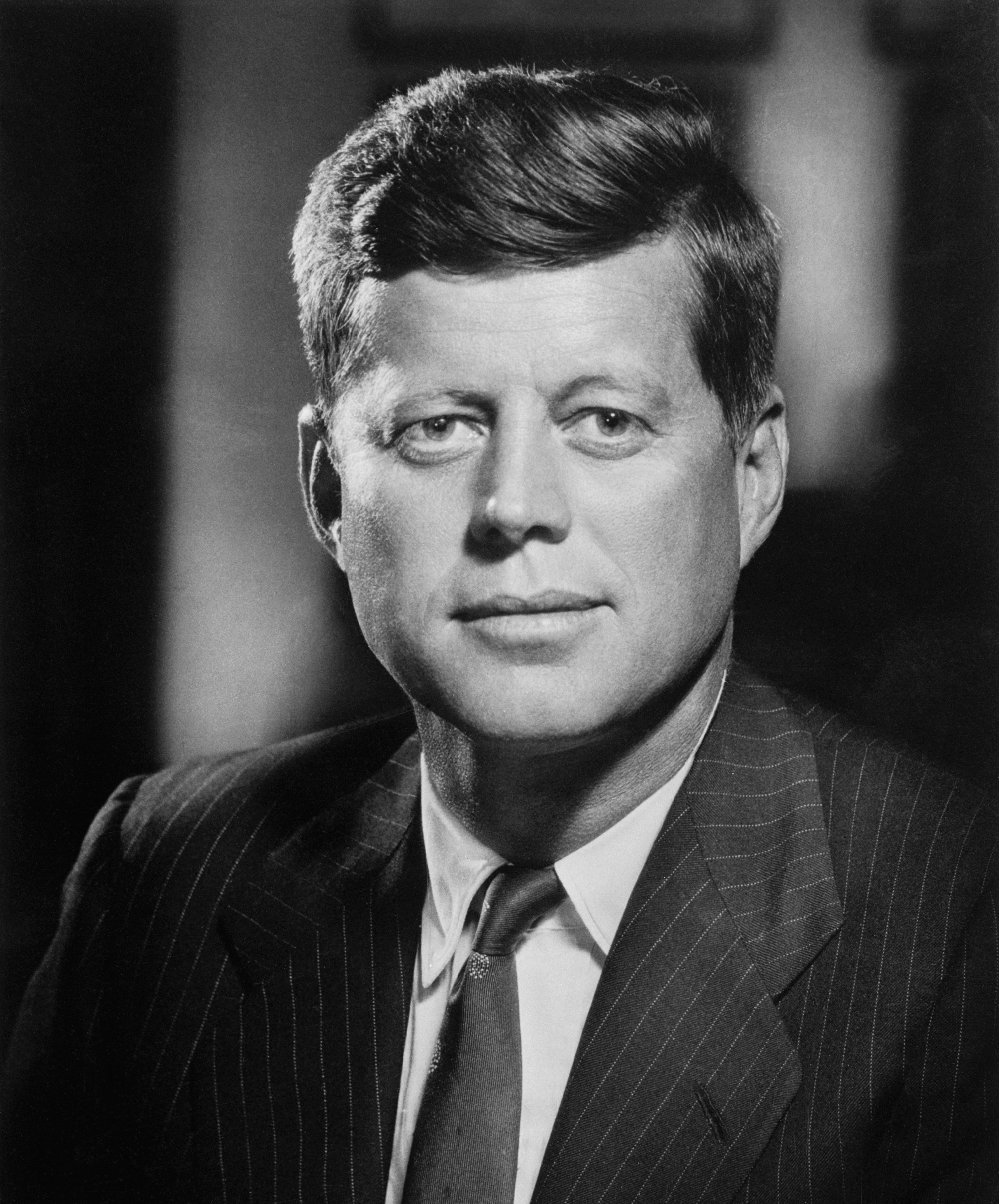
John F. Kennedy

- 07. November: Mali wird Mitglied in der UNESCO
- 08. November: Bei der US-Präsidentschaftswahl siegt der Demokrat John F. Kennedy in einer knappen Entscheidung über den republikanischen Vizepräsidenten Richard Nixon. Sein neues Amt tritt er im Januar 1961 an.
- 10. November: Madagaskar, Niger und Senegal werden Mitglieder in der UNESCO
- 11. November: Kamerun und die Zentralafrikanische Republik werden Mitglieder in der UNESCO
- 14. November: Obervolta und Nigeria werden Mitglieder in der UNESCO
- 15. November: Somalia wird Mitglied in der UNESCO
- 16. November: Gabun wird Mitglied in der UNESCO
- 17. November: Togo wird Mitglied in der UNESCO
- 18. November: Kuwait wird Mitglied in der UNESCO
- 25. November: Kongo und Zaire werden Mitglieder in der UNESCO
- 28. November: Mauretanien wird von Frankreich unabhängig

#### Dezember
- 13. Dezember: Gründung der Europäischen Organisation für Flugsicherung (Eurocontrol)
- 13. Dezember: In Addis Abeba beginnt die letztlich erfolglose Dezemberrevolution, deren Auslöser die stagnierende wirtschaftliche und politische Lage Äthiopiens war.
- 14. Dezember: Gründung der Organisation für wirtschaftliche Zusammenarbeit und Entwicklungshilfe OECD (vorher OEEC) in Paris
- 15. Dezember: Der belgische König Baudouin heiratet die spanische Adlige Fabiola Mora y Aragón.
- 19. Dezember: Tschad wird Mitglied in der UNESCO
- 31. Dezember: Max Brauer (SPD) tritt als Erster Bürgermeister von Hamburg zurück

### Wirtschaft
- 17. März: Der Deutsche Bundestag beschließt, die staatliche Wolfsburger Volkswagen GmbH zu privatisieren. Das Unternehmen wird in eine Aktiengesellschaft umgewandelt. 60 Prozent der Anteile werden Privatpersonen als Volksaktien zum Kauf angeboten.
- 2. April: In Sihanoukville wird der mit französischer Hilfe gebaute Hafen für die Hochseeschifffahrt eröffnet. Kambodscha ist damit im Außenhandel weniger von Südvietnam abhängig.
- 14. April: In der DDR wird die Kollektivierung der Landwirtschaft für abgeschlossen erklärt.
- 1. Mai: Einweihung des DDR-Überseehafens Rostock
- 8. Juli: Einer der höchsten befahrbaren Straßenpässe auf Erden, der Abra el Acay, wird nach drei Jahren Bauzeit in Argentinien fertiggestellt. Er ist Teil der Ruta Nacional 40 und setzt auf der ungeteerten Strecke geländegängige Fahrzeuge voraus.

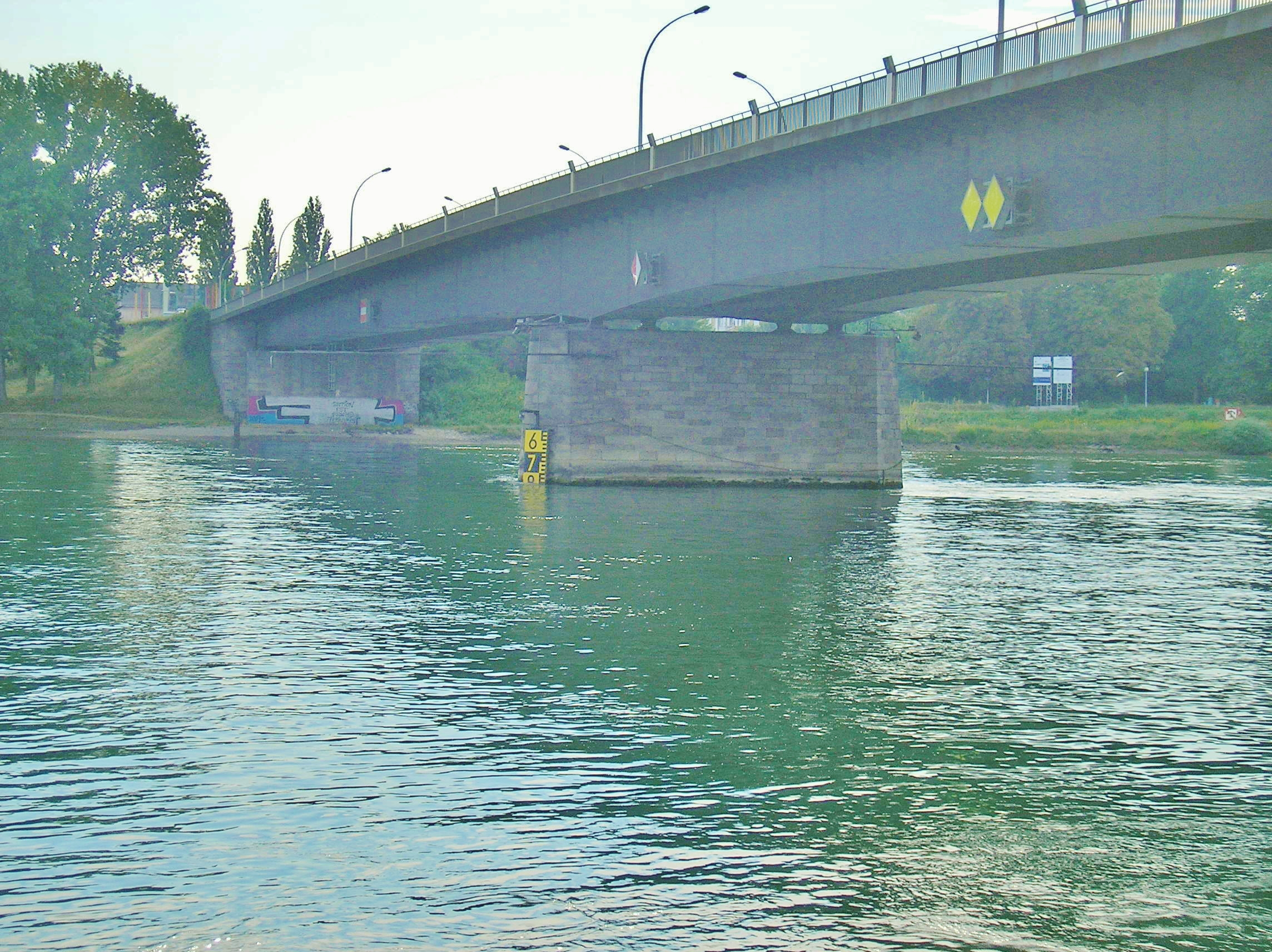
Europabrücke

- 23. September: Die neu gebaute Europabrücke über den Rhein bei Kehl an der Grenze zu Frankreich wird eingeweiht. Sie ersetzt die 1951 für den Straßenverkehr freigegebene Dauerbehelfsbrücke.
- 11. November: In Schwedt/Oder wird der Grundstein für die Raffinerie Erdölverarbeitungswerk Schwedt gelegt, die 1970 Stammbetrieb des VEB Petrolchemischen Kombinats wurde.
- 31. Dezember: In Großbritannien verliert das vom 13. Jahrhundert bis zum Jahr 1956 geprägte Geldstück Farthing seine Eigenschaft als gesetzliches Zahlungsmittel.

### Wissenschaft und Technik
- 9. Januar: Gamal Abdel Nasser eröffnet die Arbeiten am Assuan-Staudamm.
- 21. Januar: Der Rhesusaffe Miss Sam fliegt mit einer Mercury-Kapsel ins Weltall.
- 25. Januar: Jacques Piccard erreicht mit seinem Bathyscaph die Rekordtiefe von 10.916 Meter.
- 5. Februar: In Genf wird in Anwesenheit prominenter Kernphysiker das CERN-Proton Synchrotron, ein Teilchenbeschleuniger, feierlich eröffnet.
- 1. April: In den Vereinigten Staaten wird der erste Satellit der TIROS-Serie gestartet. Tiros 1 hilft zur Bestimmung und Vorhersage der Großwetterlage und überträgt Aufnahmen der Wolkendecke zur Erde.
- 13. April: Von Cape Canaveral aus wird der Satellit Transit 1B gestartet, der Teil des ersten weltweiten Satellitennavigationssystems wird. Es dient zunächst militärischen Zwecken.
- 27. April: Das Atom-U-Boot Tullibee hat seinen Stapellauf. Es ist speziell für U-Jagd-Missionen vorgesehen und mit einem leiseren turboelektrischen Antrieb ausgerüstet.
- 15. Mai: Sputnik 4 wird als Prototyp für das Wostok-Raumschiff gestartet.
- 16. Mai: Theodore Maiman erzeugt mit dem Rubin-Laser erstmals Laserlicht
- Juni: Bei Bamberg beginnen die Bauarbeiten zum Main-Donau-Kanal. Die Gesamtstrecke wird 1992, nach 32 Jahren Bauzeit, eröffnet.
- 18. August: Die Antibabypille kommt auf den amerikanischen Markt und erfreut sich schnell großer Beliebtheit bei den amerikanischen Frauen.
- 20. August: Als erste Lebewesen kehren im Rahmen der sowjetischen Sputnik 5-Mission die tags zuvor in das Weltall geschossenen Hunde „Belka“ und „Strelka“ in ihrer Landekapsel wohlbehalten auf die Erde zurück.
- 29. September: Der erste österreichische Kernforschungsreaktor mit einer thermischen Leistung von 10.000 KW geht in Seibersdorf bei Wien in Betrieb.
- 7. Oktober: Im Rahmen der Unabhängigkeitsfeiern des Landes wird die University of Nigeria in Nsukka eröffnet.
- 13. November: Das erste deutsche Kernkraftwerk, das Versuchsatomkraftwerk Kahl, geht mit einer Nettoleistung von 15 MW in Betrieb.
- Das Internationale Einheitensystem (SI) wird auf der 11. Generalkonferenz für Maß und Gewicht so benannt.
- Auslieferung des ersten Silberpfeils an die Köln-Bonner Eisenbahnen.

### Kultur

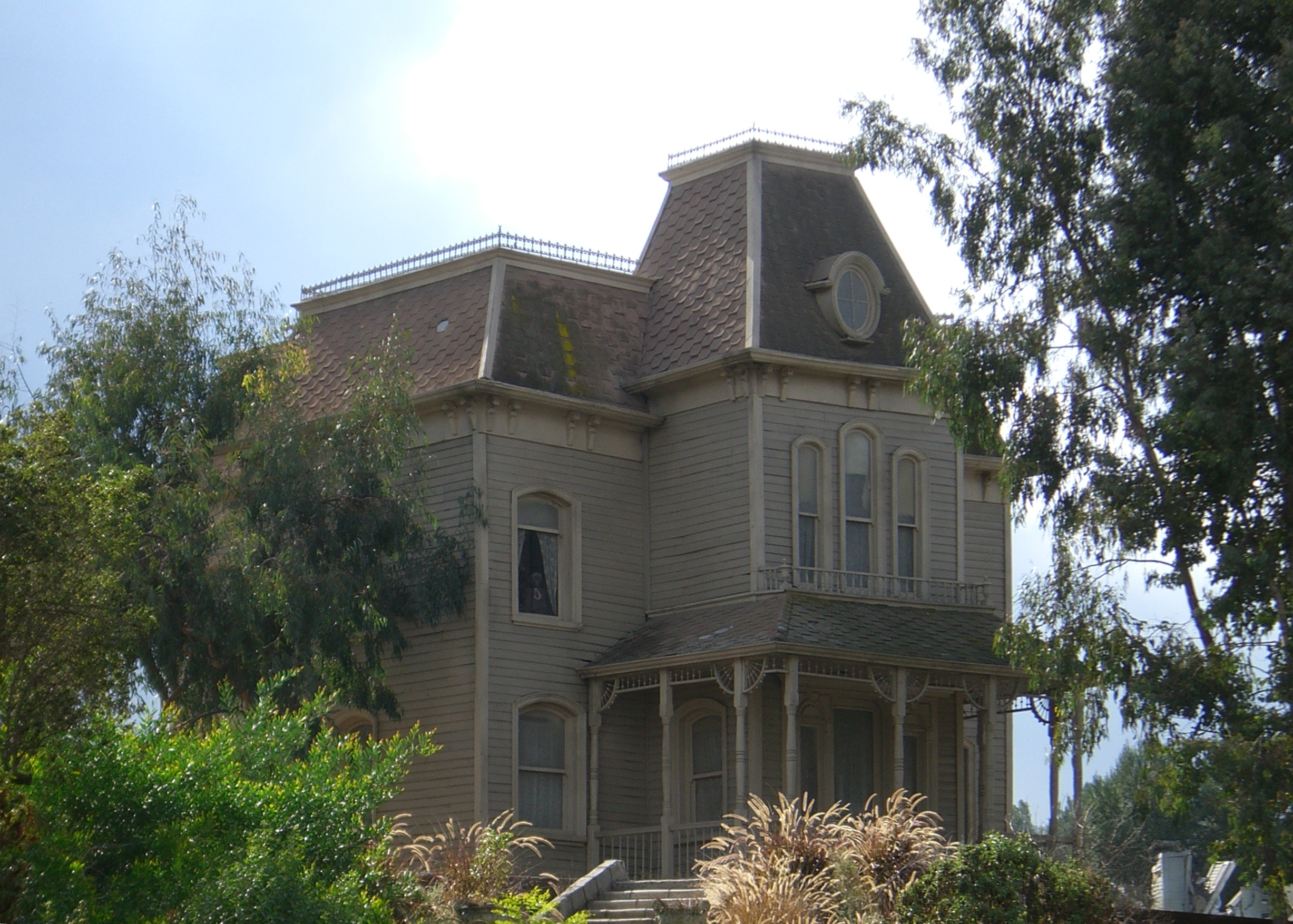
Bate's Motel aus Alfred Hitchcocks Psycho

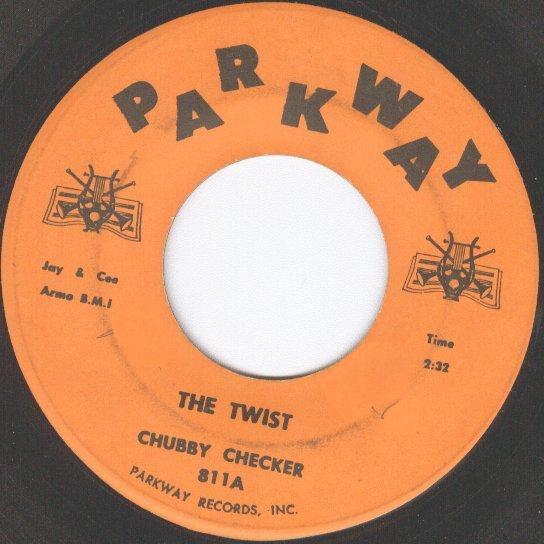
Single The Twist

- 20. Mai: Der Film La Dolce Vita (Das süße Leben) des italienischen Regisseurs Federico Fellini erhält bei den Internationalen Filmfestspielen in Cannes die Goldene Palme. Schauspielerin Anita Ekberg wird mit der Filmszene im römischen Trevi-Brunnen populär.
- 22. Mai: Uraufführung der Kinderoper Der Mann im Mond von Cesar Bresgen am Schauspielhaus Nürnberg
- 16. Juni: In den US-amerikanischen Kinos wird der Film Psycho von Alfred Hitchcock erstmals gezeigt; eine Werbekampagne sorgt für Schlangen an den Kinokassen.
- 11. Juli: In den USA erscheint Harper Lees Roman To Kill a Mockingbird (Deutscher Titel Wer die Nachtigall stört), der in wenigen Wochen ein Bestseller wird.
- 9. August: Michael Ende veröffentlicht das Kinderbuch Jim Knopf und Lukas der Lokomotivführer
- 15. August: Uraufführung der Oper Le Mystère de la Nativité von Frank Martin bei den Salzburger Festspielen
- 17. August: Erster Auftritt der später berühmten Liverpooler Band unter dem Namen „The Beatles“, im Musikclub Indra an der Großen Freiheit im Hamburger Rotlichtviertel St. Pauli
- 19. September: Chubby Checkers Songinterpretation The Twist steht erstmals in den USA eine Woche lang an der Spitze der Billboard Hot 100. Der gleichnamige Tanz wird parallel zur Musik in aller Welt populär
- 22. September: Uraufführung der Oper Rosamunde Floris von Boris Blacher an der Städtischen Oper Berlin
- 30. September: Der US-Sender ABC strahlt die erste Folge von The Flintstones (Familie Feuerstein) aus
- 3. Dezember: Uraufführung des Musicals Camelot von Frederick Loewe (Musik) und Alan Jay Lerner (Libretto) am Majestic Theatre in New York City
- 21. Dezember: Ornette Coleman spielt mit einem Doppel-Quartett das Album Free Jazz: A Collective Improvisation ein, nach dem eine Richtung des Jazz benannt wird.
- Erstmalige Verleihung des Käthe-Kollwitz-Preises
- Gründung der Association internationale du film d’animation

### Gesellschaft
- 14. Januar: In Genf beginnt vor einem Geschworenengericht der Strafprozess gegen Pierre Jaccoud. Mit der späteren Verurteilung des Angeklagten entwickelt sich als Affäre Jaccoud ein Justizskandal.
- 2. Mai: Im US-amerikanischen Staatsgefängnis San Quentin wird der zum Tode verurteilte Caryl Chessman hingerichtet. Acht Mal war die bereits im Jahr 1952 geplante Urteilsvollstreckung verschoben worden. Der Fall löst eine weltweite Diskussion zur Todesstrafe aus, weil Zweifel zur Täterschaft bestehen bleiben.
- 17. Juni: Das Indianervolk der Nez Percé erhält nach einer Klage im Gerichtsurteil eine Entschädigung von über 4,15 Millionen US-Dollar durch die USA zugesprochen. Grund sind zwangsweise Landabtretungen an die US-Regierung im Jahr 1863 zu einem zu niedrigen Preis.
- 2. November: Der Verlag Penguin Books wird in Großbritannien von der Anklage freigesprochen, mit D. H. Lawrence’ Roman Lady Chatterley's Lover Obszönitäten veröffentlicht zu haben.

### Sport
Einträge von Leichtathletik-Weltrekorden siehe unter der jeweiligen Disziplin unter Leichtathletik.
- 6. Januar: Max Bolkart gewinnt als erster westdeutscher Skispringer die Internationale Vierschanzentournee.
- 7. Februar bis 20. November: Austragung der 11. Formel-1-Weltmeisterschaft
- 18. bis 28. Februar: VIII. Olympische Winterspiele in Squaw Valley, USA
- 7. Mai: Michail Tal wird mit dem Sieg über Michail Botwinnik achter Schachweltmeister.
- 13. Mai Erstbesteigung des Dhaulagiri, des siebthöchsten Berges der Erde
- 18. Mai: Eintracht Frankfurt verliert das Spiel um den Europapokal der Landesmeister gegen Real Madrid in Glasgow mit 7:3. Das Spiel ist bis heute das mit dem höchsten Endergebnis. Eintracht Frankfurt war die erste deutsche Fußballmannschaft, die das Finale erreichte.
- 9. Juni: Erstbesteigung des Distaghil Sar (7885 m) im Karakorum durch eine österreichische Expedition
- 21. Juni: Armin Hary läuft beim Leichtathletik-Meeting im Zürcher Letzigrund mit 10,0 Sekunden im 100-Meter-Lauf neuen Weltrekord.
- 25. August bis 11. September: XVII. Olympische Sommerspiele in Rom
- Fußball-EM in Frankreich: Die Sowjetunion gewinnt das Finale gegen Jugoslawien (2:1 n. V.)
- 4. September: Jack Brabham wird zum zweiten Mal Formel-1-Weltmeister.
- 2. Oktober: In São Paulo wird im neu erbauten Morumbi-Stadion das Eröffnungsspiel ausgetragen.
- 15. November: New York, USA: Basketballspieler Elgin Baylor erzielt mit 71 Punkten gegen die New York Knicks einen neuen NBA-Rekord
- 24. November: Boston, Massachusetts: Basketballspieler Wilt Chamberlain holt 55 Rebounds in einem Spiel

### Katastrophen
- 22. Februar: Bei einer Explosion im Zwickauer Steinkohlebergwerk „Karl Marx“ kamen bei dem schwersten Grubenunglück in der DDR 123 Kumpel ums Leben.
- 29. Februar: Erdbeben der Stärke 5,7 in Agadir, Marokko, 10.000 bis 15.000 Tote; siehe Erdbeben von Agadir 1960
- 25. März: Der L’Oros-Staudamm bei Fortaleza im Bundesstaat Ceará, Nordostbrasilien bricht vor seiner Fertigstellung und verursacht eine Flutwelle, die rund 1.000 Todesopfer fordert
- 22. Mai: Erdbeben der Stärke 9,5 in Chile, 4.000 bis 5.000 Tote
- 28. Juni: Bei einer Grubenexplosion nahe der walisischen Stadt Abertillery kommen 45 Bergleute ums Leben.
- 16. Dezember: Flugzeugkollision von New York City. Eine Douglas DC-8, auf dem Flug von Chicago nach Idlewild und eine Lockheed Super Constellation der TWA, auf dem Flug von Dayton, im Anflug auf den Flughafen LaGuardia, kollidieren im Nebel über New York City. 134 Personen sterben, ein Kind wird gerettet.
- 17. Dezember: 52 Menschen kommen ums Leben, als ein in München-Riem gestartetes Passagierflugzeug aufgrund eines Motorausfalls auf eine Straßenbahn stürzt.
- Große Chinesische Hungersnot

Kleinere Unglücksfälle sind in den Unterartikeln von Katastrophe und in der Liste von Katastrophen aufgeführt.

## Geboren

### Januar
- 01. Januar: Mohamed Bazoum, nigrischer Politiker
- 01. Januar: Frank Minnifield, US-amerikanischer American-Football-Spieler
- 01. Januar: Axel Wintermeyer, deutscher Jurist und Politiker
- 02. Januar: Naoki Urasawa, japanischer Mangaka
- 03. Januar: Jacqueline Amirfallah, deutsche Fernsehköchin
- 03. Januar: Bruno Bonhuil, französischer Motorradrennfahrer († 2005)
- 03. Januar: Marla Glen, US-amerikanische Sängerin Marla Glen, 2003

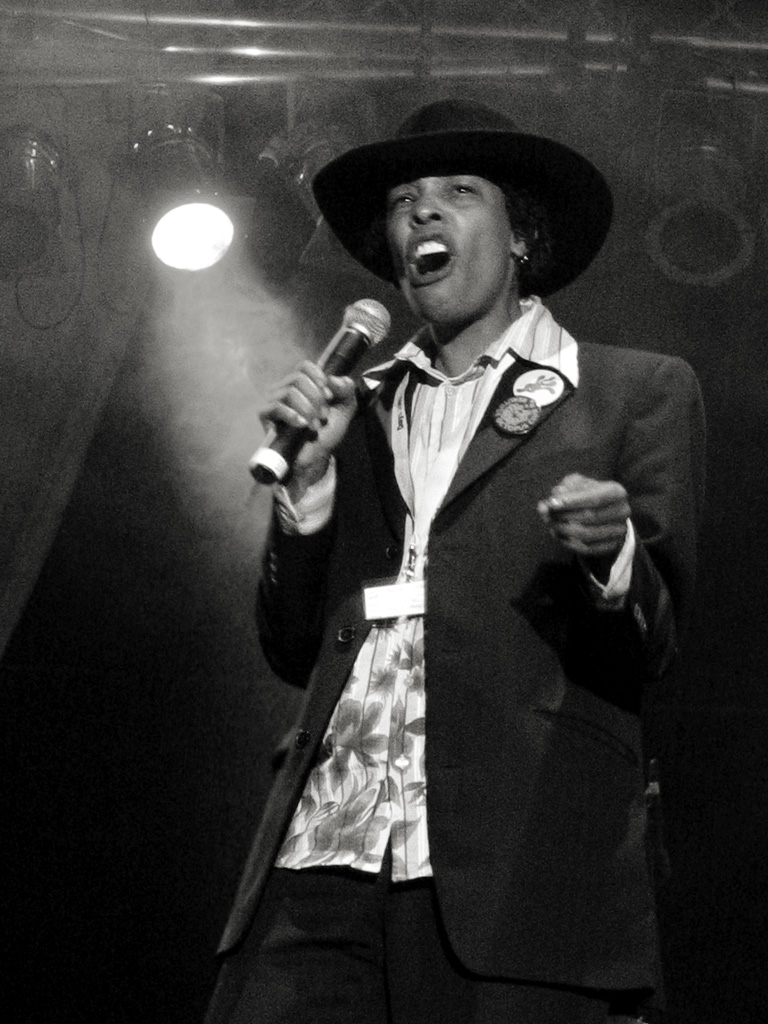
Marla Glen, 2003

- 04. Januar: Michael Stipe, US-amerikanischer Sänger und Musiker (R.E.M.)

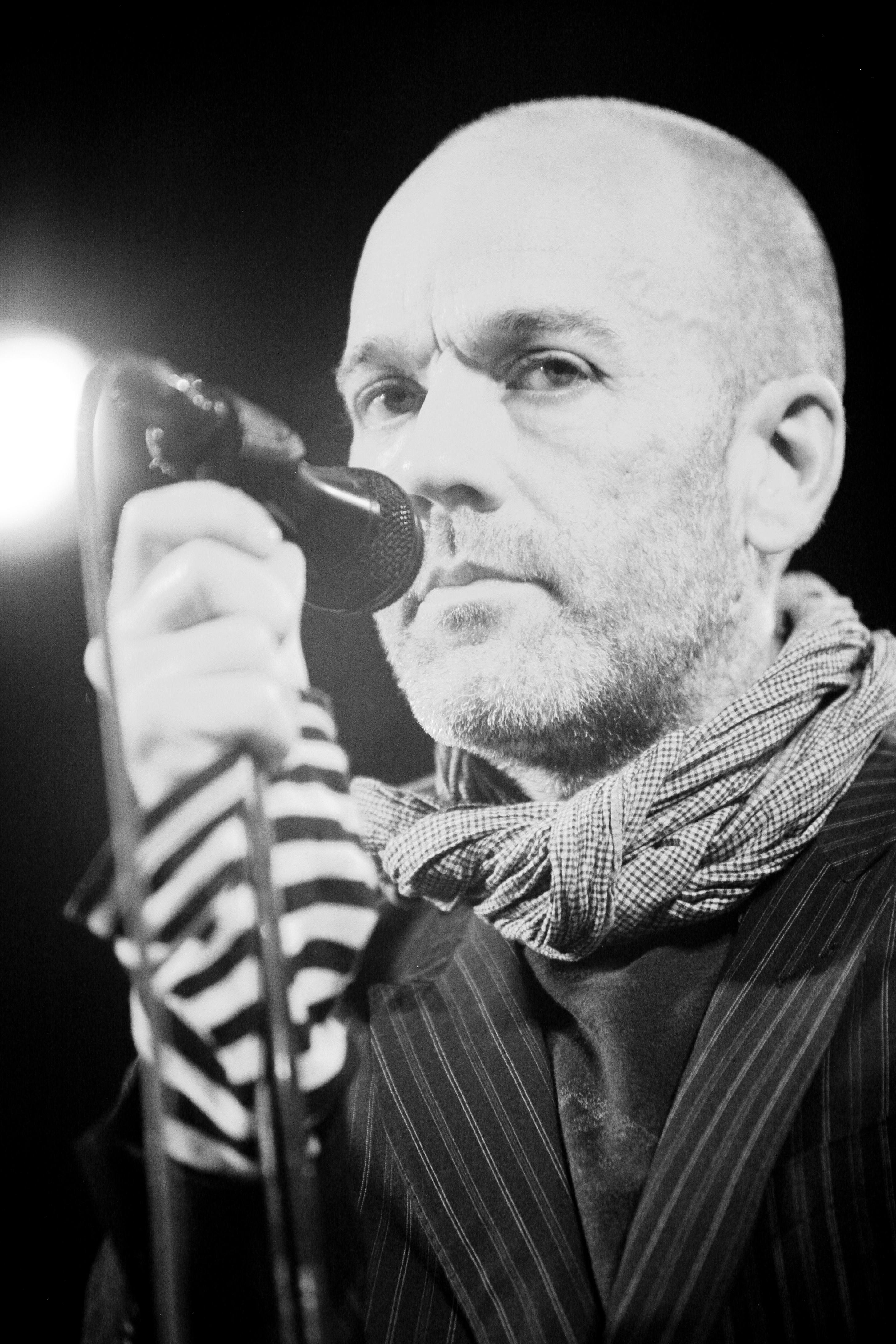
Michael Stipe, 2008

- 05. Januar: Chris John, US-amerikanischer Politiker
- 05. Januar: Hans Stanggassinger, deutscher Rennrodler
- 05. Januar: Bettina Tietjen, deutsche Fernsehmoderatorin
- 06. Januar: Ulrike Mai, deutsche Schauspielerin
- 07. Januar: Steve Webster, britischer Motorradrennfahrer
- 08. Januar: Dave Weckl, US-amerikanischer Schlagzeuger
- 09. Januar: Johanna Rachinger, österreichische Theaterwissenschaftlerin
- 10. Januar: Claudia Losch, deutsche Leichtathletin und Olympiasiegerin
- 10. Januar: Ise Thomas, deutsche Politikerin
- 11. Januar: Ralf Dörper, deutscher Elektronik-Musiker
- 11. Januar: Stefan Gasser, deutscher Richter am deutschen Bundessozialgericht
- 11. Januar: Mike Turner, US-amerikanischer Politiker
- 12. Januar: Guido Bontempi, italienischer Radrennfahrer
- 13. Januar: Kevin Anderson, US-amerikanischer Schauspieler
- 13. Januar: Monika Steinmetz, deutsche Fußballspielerin
- 13. Januar: Philipp Weinges, deutscher Drehbuchautor und Regisseur
- 14. Januar: Marcia Barbosa, brasilianische Physikerin
- 14. Januar: Andrea Fischer, deutsche Politikerin
- 14. Januar: Edward St Aubyn, britischer Schriftsteller
- 14. Januar: Oleksandr Batjuk, sowjetischer Skilangläufer
- 15. Januar: Kelly Asbury, US-amerikanischer Regisseur und Drehbuchautor († 2020)
- 15. Januar: Ralph Herforth, deutscher Schauspieler
- 16. Januar: Thaddaeus Ropac, österreichischer Galerist
- 16. Januar: Dirk Rühmann, deutscher Krimi-Schriftsteller
- 17. Januar: Marc Crousillat, französischer Wasserballspieler († 2022)
- 17. Januar: Andreas Jung, deutscher Schauspieler
- 18. Januar: Mark Rylance, US-amerikanisch-englischer Schauspieler
- 20. Januar: Falk Boden, deutscher Radrennfahrer
- 20. Januar: Ján Figeľ, slowakischer Politiker und EU-Kommissar
- 20. Januar: Jeff „Tain“ Watts, US-amerikanischer Jazz-Schlagzeuger
- 20. Januar: Will Wright, US-amerikanischer Computerspiel-Entwickler

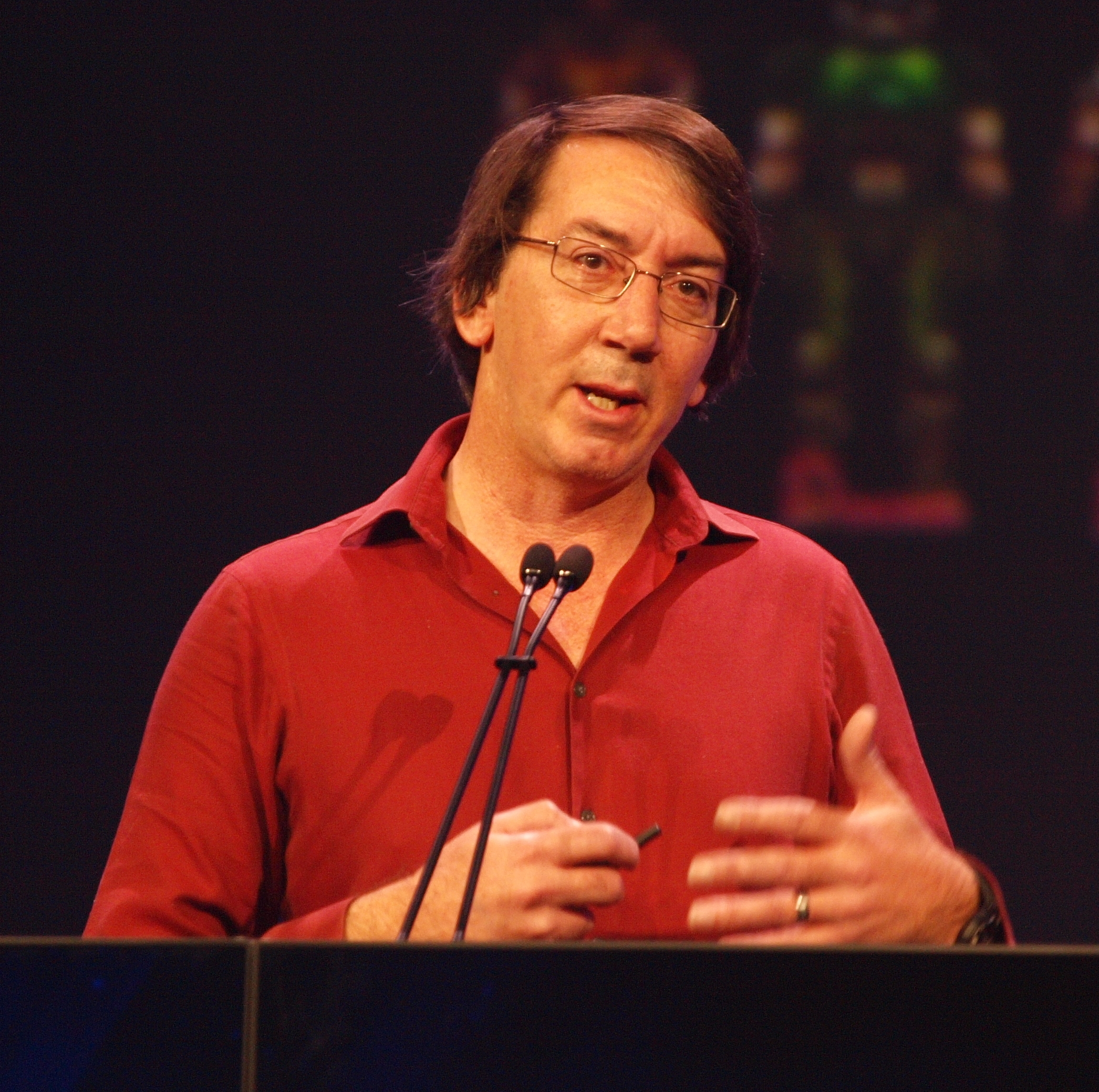
Will Wright

- 21. Januar: Israel Akopkochjan, armenischer Boxer
- 22. Januar: Michael Hutchence, australischer Sänger der Rockband INXS († 1997)
- 22. Januar: Márkos Kyprianoú, zypriotischer Politiker und EU-Kommissar
- 24. Januar: Fridolin Ambongo Besungu, kongolesischer Geistlicher, Erzbischof von Kinshasa
- 25. Januar: Hansjörg Thurn, deutscher Regisseur und Drehbuchautor
- 26. Januar: Petsch Moser, Schweizer Freestyle-Skier
- 26. Januar: María Rivas, venezolanische Sängerin und Komponistin († 2019)
- 27. Januar: Manfred Born, deutscher Jurist
- 27. Januar: Reinhold Lopatka, österreichischer Politiker
- 27. Januar: Hartmut Schubert, deutscher Politiker
- 28. Januar: Robert von Dassanowsky, US-amerikanischer Kultur- und Filmhistoriker († 2023)
- 28. Januar: Elie Bechara Haddad, libanesischer Erzbischof
- 29. Januar: Gia Carangi, US-amerikanisches Fotomodell († 1986)
- 29. Januar: Greg Louganis, US-amerikanischer Kunstspringer und Olympiasieger
- 30. Januar: Jürgen Aust, deutscher Fußballschiedsrichter
- 31. Januar: Juri Iljitsch Burlakow, sowjetisch, Schweizer Skilangläufer

### Februar
- 01. Februar: Andreas Asche, deutscher Fußballtorwart
- 01. Februar: Fabrizio Pirovano, italienischer Motorradrennfahrer († 2016)
- 03. Februar: Joachim Löw, deutscher Fußballtrainer Joachim Löw.

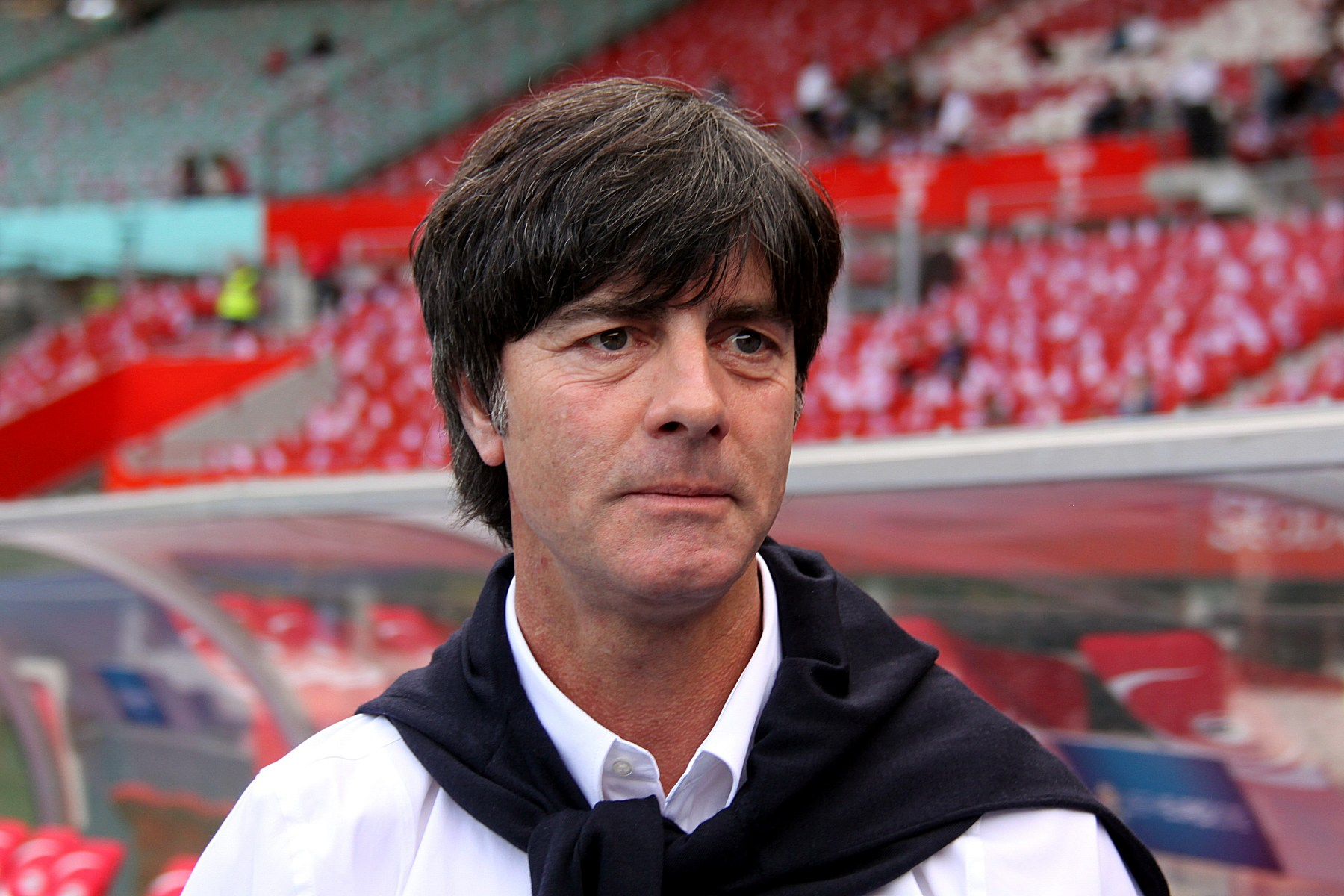
Joachim Löw.

- 04. Februar: Maren Gilzer, deutsche Schauspielerin und Fotomodell
- 06. Februar: Erich Amplatz, österreichischer Tischtennisspieler
- 06. Februar: Markus Antonietti, deutscher Chemiker
- 07. Februar: Klaus J. Behrendt, deutscher Fernsehschauspieler
- 07. Februar: Gabriel Calderón, argentinischer Fußballspieler und -trainer
- 07. Februar: James Spader, US-amerikanischer Schauspieler
- 07. Februar: Steve Bronski, britischer Musiker und Keyboarder († 2021)
- 08. Februar: Benigno Aquino, philippinischer Politiker († 2021)
- 08. Februar: Alfred Gusenbauer, österreichischer Bundeskanzler Alfred Gusenbauer, 2008

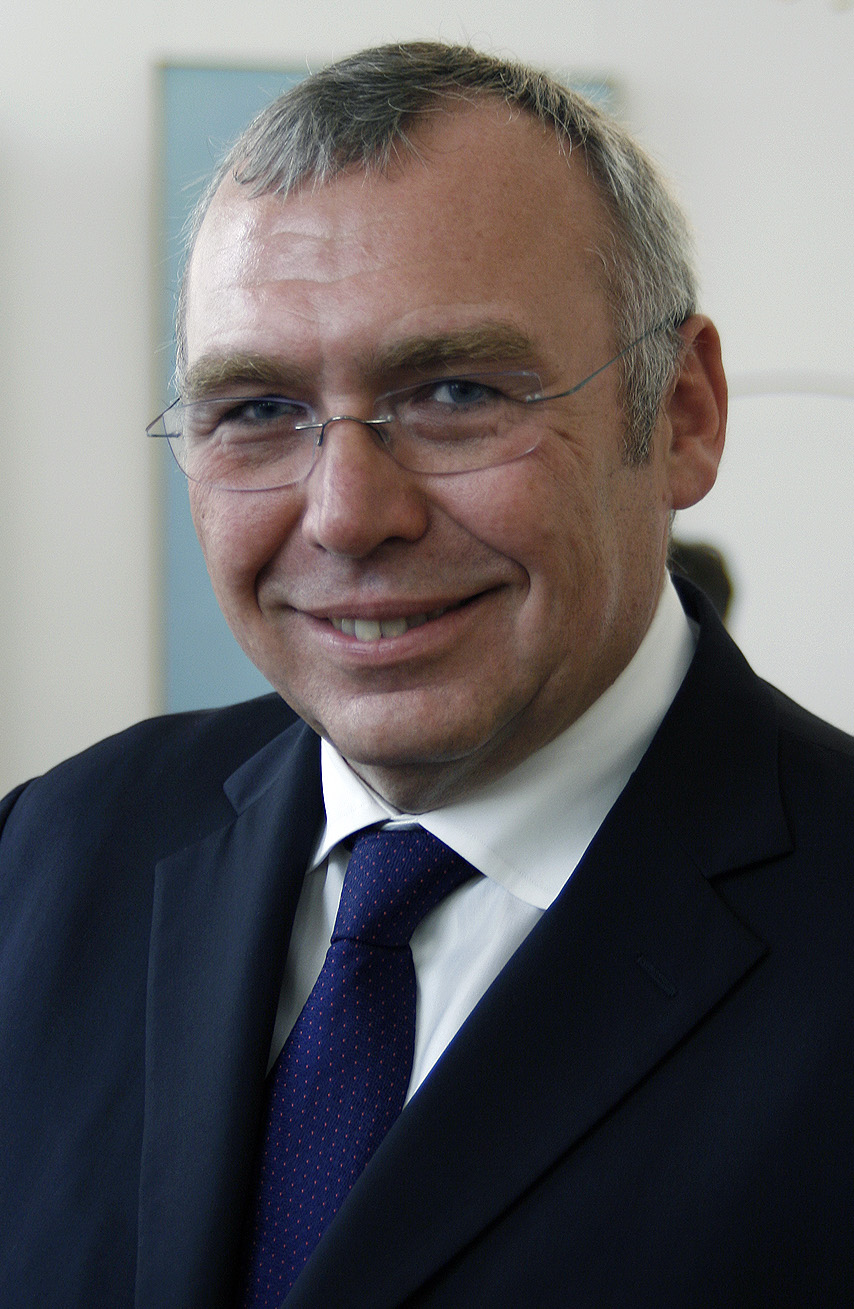
Alfred Gusenbauer, 2008

- 08. Februar: Sedat Karaoğlu, türkischer Fußballspieler († 2014)
- 09. Februar: Holly Johnson, britischer Sänger
- 09. Februar: Ivar Olsen, norwegischer Nordischer Kombinierer
- 10. Februar: Robert Addie, britischer Schauspieler († 2003)
- 10. Februar: Rawilja Agletdinowa, sowjetische Mittelstreckenläuferin († 1999)
- 10. Februar: Beth Paxson, US-amerikanische Skilangläuferin
- 11. Februar: Joachim Raaf, deutscher Schauspieler
- 11. Februar: Lydia Wong, kanadische Pianistin und Musikpädagogin
- 11. Februar: Sabine Werner, deutsche Schauspielerin und Hörspielsprecherin
- 12. Februar: Tibor Kincses, ungarischer Judoka († 2025)
- 13. Februar: Pierluigi Collina, italienischer Fußballschiedsrichter
- 13. Februar: Artur Jussupow, deutscher Schachspieler russischer Herkunft
- 13. Februar: Peter Baartmans, niederländischer Pianist und Komponist († 2024)
- 14. Februar: Jocelyn Pook, englische Komponistin und Violinistin
- 14. Februar: Meg Tilly, US-amerikanische Schauspielerin, Tänzerin und Autorin
- 15. Februar: Enrique Urquijo, spanischer Sänger und Komponist († 1999)
- 16. Februar: Olga Antonowa, russische Leichtathletin
- 16. Februar: Andreas Homoki, deutscher Regisseur und Theaterleiter
- 16. Februar: Rike Koekkoek, deutsche Fußballspielerin
- 16. Februar: Reiner Maurer, deutscher Fußballspieler und -trainer
- 17. Februar: Grzegorz Dolniak, polnischer Politiker († 2010)
- 17. Februar: Ulrich Oehme, deutscher Politiker
- 17. Februar: Bernard Santal, Schweizer Automobilrennfahrer
- 18. Februar: Dirk Brossé, belgischer Komponist und Dirigent
- 18. Februar: Gazebo, italienischer Musiker
- 18. Februar: Greta Scacchi, italienische Filmschauspielerin
- 18. Februar: Niggi Schmassmann, Schweizer Motorradrennfahrer
- 19. Februar: Andrew Mountbatten-Windsor, Duke of York, drittes Kind von Königin Elisabeth II.
- 19. Februar: John Paul junior, US-amerikanischer Automobilrennfahrer und Drogenhändler († 2020)
- 19. Februar: Eberhard Zorn, 16. Generalinspekteur der Bundeswehr
- 20. Februar: Paul Arpin, französischer Langstreckenläufer
- 20. Februar: Hardy Mertens, niederländischer Komponist und Dirigent
- 20. Februar: Cándido Muatetema Rivas, äquatorialguineischer Premierminister († 2014)
- 20. Februar: Philipp Wehr, deutscher Politiker
- 21. Februar: Marc Dutreeuw, belgischer Schachspieler
- 21. Februar: Isaac Julien, britischer Künstler und Filmproduzent
- 21. Februar: Silke Matthias, deutsche Schauspielerin
- 22. Februar: Tillmann Loch, deutscher Urologe und Handballspieler
- 22. Februar: Stefan Rahmstorf, deutscher Klimatologe
- 23. Februar: Kate Davis, US-amerikanische Dokumentarfilmerin
- 23. Februar: Lutz Herkenrath, deutscher Schauspieler
- 23. Februar: Naruhito, Kaiser von Japan
- 23. Februar: Gloria von Thurn und Taxis, deutsche Unternehmerin
- 25. Februar: Heiko Fischer, deutscher Eiskunstläufer († 1989)
- 26. Februar: Jaz Coleman, britischer Musiker
- 26. Februar: Hannes Jaenicke, deutscher Schauspieler Hannes Jaenicke, 2009

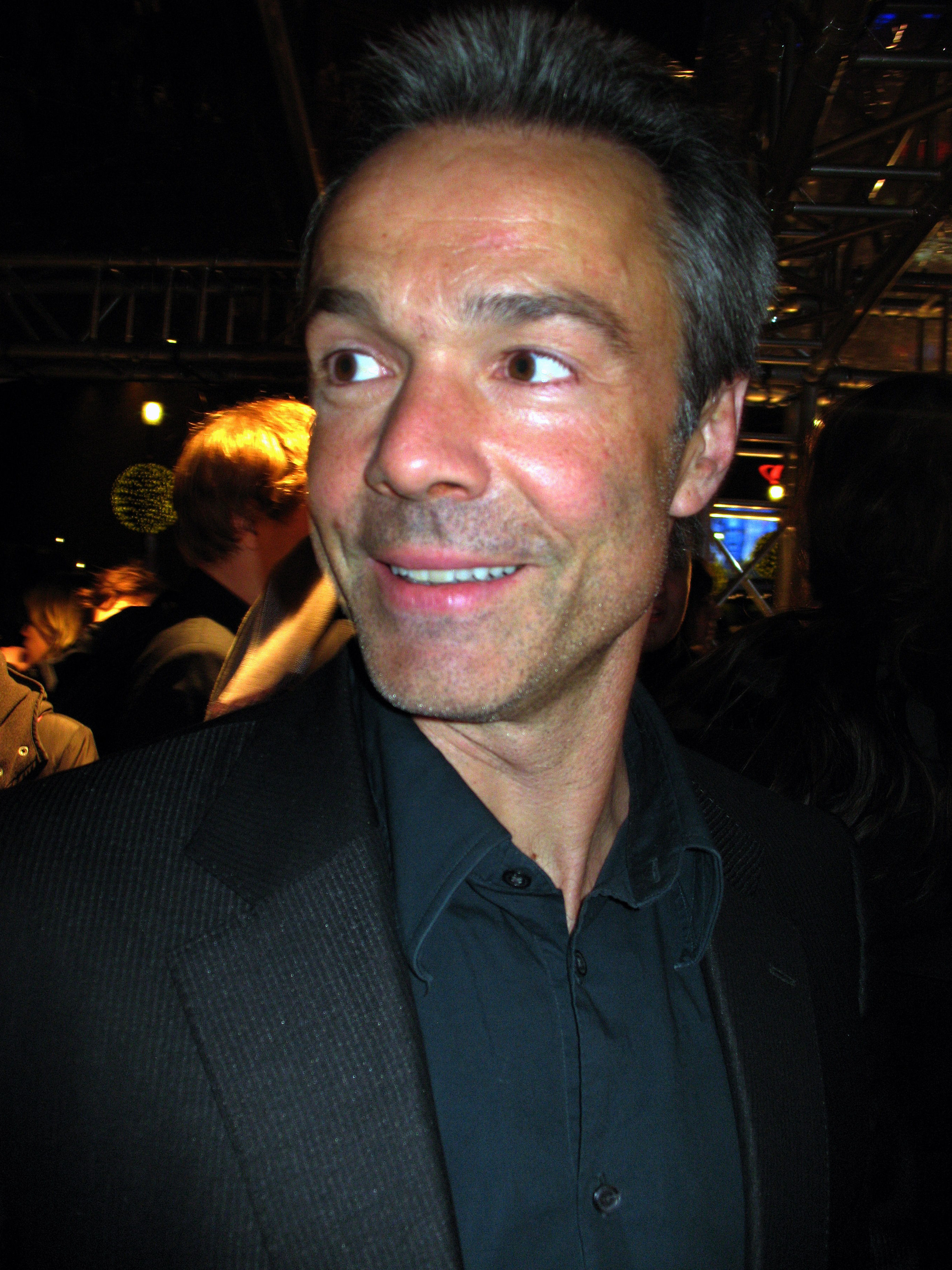
Hannes Jaenicke, 2009

- 27. Februar: Pär Johan Arvidsson, schwedischer Schwimmer
- 27. Februar: Simon Critchley, englischer Philosoph
- 27. Februar: Andrés Gómez, ecuadorianischer Tennisspieler
- 28. Februar: Obiora Charles Ikelie Ofoedu, nigerianischer Schriftsteller
- 29. Februar: Cheb Khaled, Vertreter der algerischen Volks- und Populärmusik Raï
- 29. Februar: Norbert Lehmann, deutscher Journalist und Fernsehmoderator

### März
- 01. März: Ángela Nieto, spanische Neurobiologin
- 01. März: Armin Reutershahn, deutscher Fußballtrainer
- 02. März: Lennart Ginman, dänischer Jazzbassist

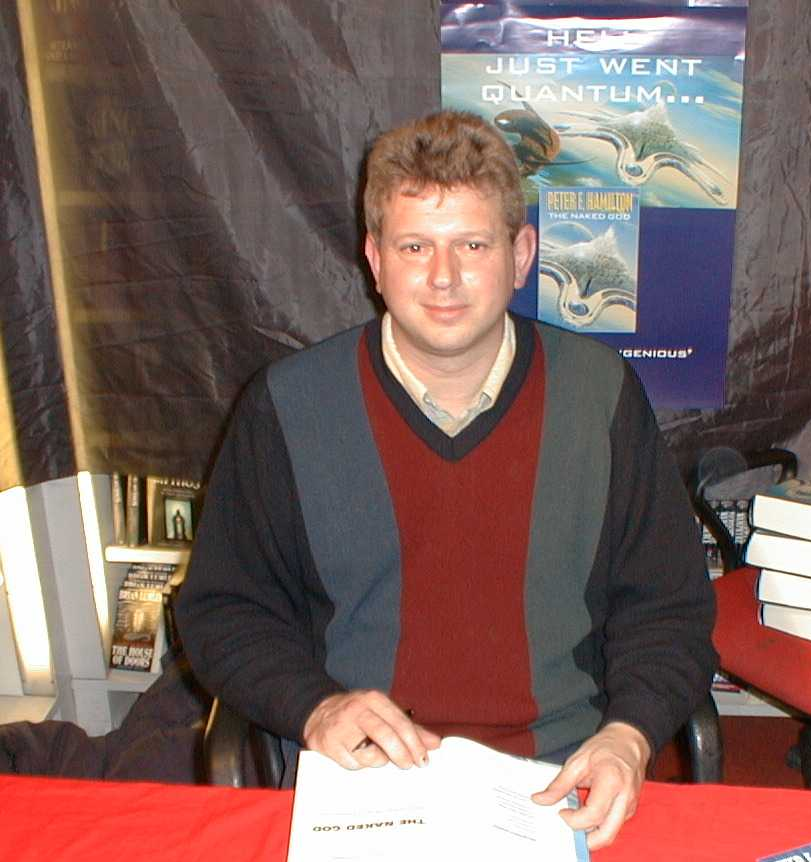
Peter F. Hamilton

- 02. März: Roald Goethe, deutscher Unternehmer und Automobilrennfahrer
- 02. März: Peter F. Hamilton, britischer Science-Fiction-Autor
- 02. März: Frank Rohde, deutscher Fußballspieler
- 03. März: Chachamaru, japanischer Gitarrist
- 03. März: Gerald Höfer, deutscher Schriftsteller
- 03. März: Andreas Thiel, deutscher Handball-Torwart
- 04. März: Carl Martin Spengler, deutscher Schauspieler
- 05. März: Ivo Ferriani, italienischer Bobfahrer und Sportfunktionär
- 05. März: David Tibet, Musiker, Maler, Sänger
- 06. März: Werner Arndt, deutscher Politiker
- 06. März: Alexander Csernyin, sowjetisch-ungarischer Schachgroßmeister
- 06. März: Mike Munchak, US-amerikanischer American-Football-Spieler und -Trainer
- 07. März: Ivan Lendl, tschechischer Tennisspieler
- 07. März: Götz Schweighöfer, deutscher Schauspieler († 2021)
- 07. März: Siegfried Wentz, deutscher Leichtathlet
- 08. März: Bettina Bäumlisberger, deutsche Journalistin
- 08. März: Finn Carter, US-amerikanische Schauspielerin
- 08. März: Jeffrey Eugenides, US-amerikanischer Schriftsteller
- 08. März: Birgit Lechtermann, deutsche Fernsehmoderatorin
- 08. März: Eva Schlegel, österreichische Künstlerin
- 08. März: Ilme Schlichting, deutsche Biophysikerin
- 10. März: Uwe Fahrenkrog-Petersen, deutscher Musikproduzent und Komponist
- 10. März: Jan Ottosson, schwedischer Skilangläufer
- 11. März: Magnus Büchel, liechtensteinischer Judoka
- 11. März: Stefan Römer, deutscher Künstler, Kunsthistoriker und Professor
- 12. März: Reinhard Johler, österreichischer Ethnologe und Sozialanthropologe
- 13. März: Jurij Andruchowytsch, ukrainischer Schriftsteller, Dichter, Essayist und Übersetzer
- 13. März: Adam Clayton, Bassist
- 13. März: John Greyson, kanadischer Regisseur und Drehbuchautor
- 13. März: Hiroshi Masuoka, japanischer Marathonrallye-Fahrer
- 13. März: Gal Rasché, russisch-österreichische Dirigentin
- 13. März: Quique Sinesi, argentinischer Gitarrist
- 14. März: Christopher Clark, australischer Historiker
- 14. März: George Horvath, schwedischer Moderner Fünfkämpfer († 2022)
- 14. März: Louise Robey, kanadische Sängerin, Schauspielerin und Model
- 15. März: Ioan Andone, rumänischer Fußballspieler und -trainer
- 16. März: Surab Asmaiparaschwili, georgischer Schachmeister
- 16. März: Craig P. First, US-amerikanischer Komponist und Musikpädagoge
- 16. März: Christiane Leuchtmann, deutsche Schauspielerin
- 16. März: Steve Noble, englischer Jazzschlagzeuger
- 16. März: Sabine Orléans, deutsche Schauspielerin
- 17. März: Wilfried Auerbach, österreichischer Sportler, Politiker und Unternehmensberater
- 17. März: Thomas Flohr, Schweizer Unternehmer und Automobilrennfahrer
- 17. März: Thomas Kempe, deutscher Fußballspieler
- 17. März: Thomas Strobl, deutscher Politiker und MdB
- 18. März: Richard Biggs, US-amerikanischer Fernseh- und Theaterschauspieler († 2004)
- 18. März: Max Tidof, deutscher Schauspieler
- 19. März: Lawrence Zoernig, US-amerikanischer Cellist und Komponist († 2017)
- 20. März: Henning Heske, deutscher Lyriker und Essayist
- 20. März: Quarraisha Abdool Karim, südafrikanische Epidemiologin
- 20. März: Norbert Pohlmann, deutscher Informatiker und Professor an der Fachhochschule Gelsenkirchen
- 21. März: Dominic Miller, argentinischer Gitarrist

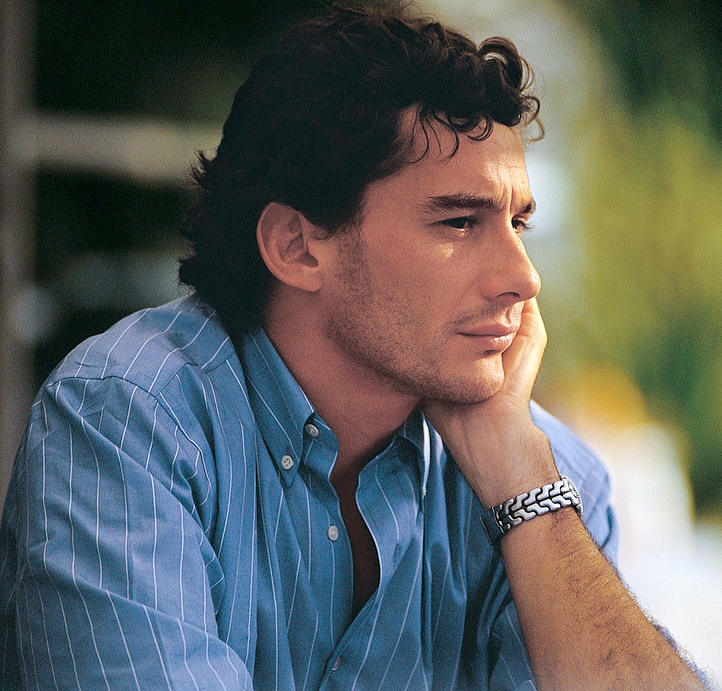
Ayrton Senna.

- 21. März: Ayrton Senna, brasilianischer Automobilrennfahrer († 1994)
- 22. März: Annette Ramelsberger, deutsche Journalistin
- 23. März: Andreas Ammer, deutscher Autor, Journalist und Hörspielmacher
- 23. März: Espen Beranek Holm, norwegischer Rockmusiker und Comedian
- 23. März: Yōko Tawada, japanische Schriftstellerin

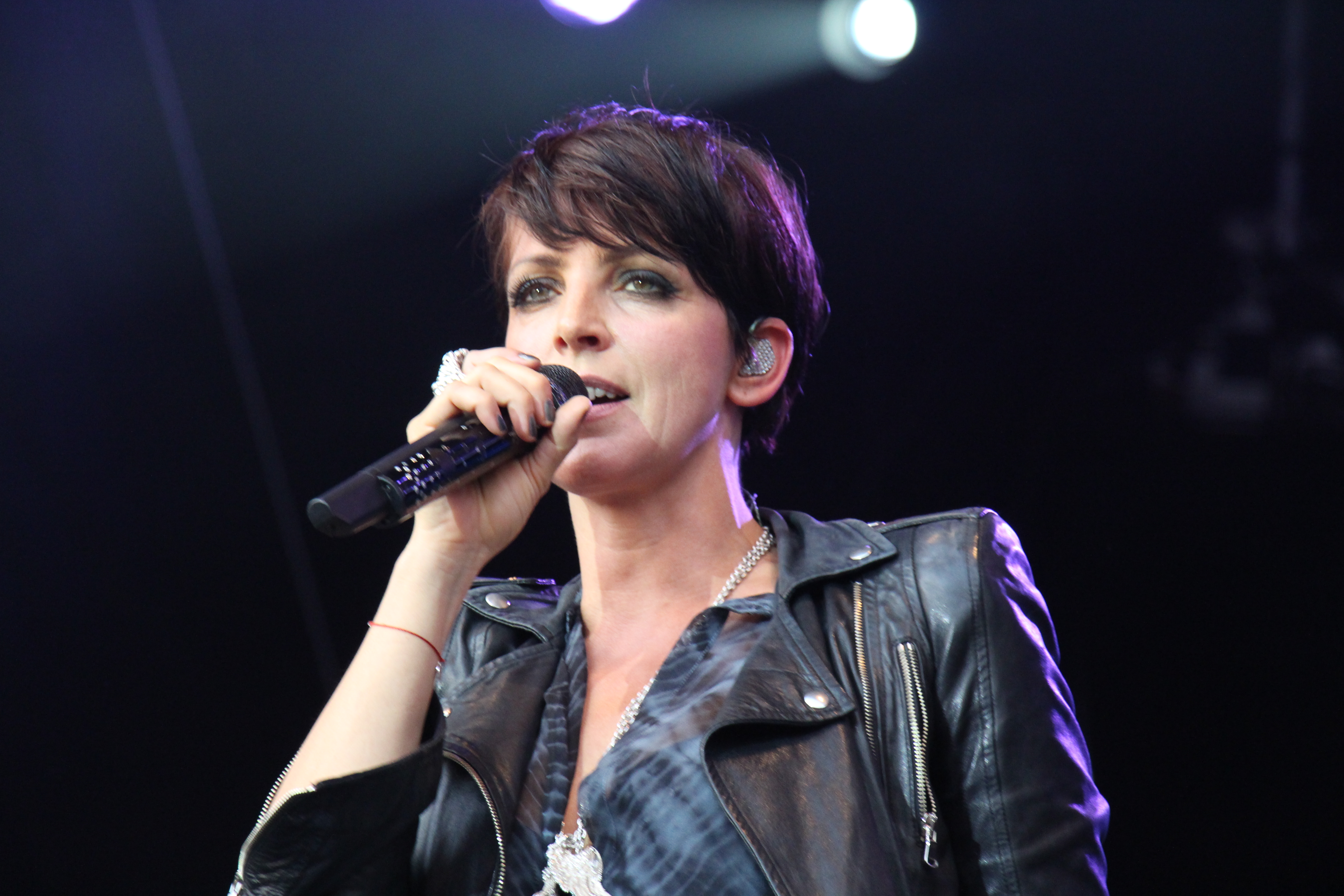
Nena, 2013

- 24. März: Nena, deutsche Popmusikerin
- 24. März: Klaus Kern, deutscher Physikochemiker
- 24. März: Scott Pruett, US-amerikanischer Automobilrennfahrer
- 24. März: Ralf Regenbogen, deutscher Fußballspieler
- 24. März: Yasser Seirawan, US-amerikanischer Schachmeister
- 25. März: Markus Maria Profitlich, deutscher Komiker, Schauspieler und Synchronsprecher
- 25. März: Peter Seisenbacher, österreichischer Judoka
- 26. März: Jon Huntsman junior, US-amerikanischer Politiker
- 26. März: Ray Kaczynski, US-amerikanischer Komponist und (Jazz-)Schlagzeuger
- 26. März: Katharina Meinecke, deutsche Schauspielerin
- 26. März: Allan Peiper, australischer Radrennfahrer
- 26. März: Axel Prahl, deutscher Filmschauspieler
- 26. März: Jennifer Grey, US-amerikanische Schauspielerin
- 27. März: Sabine Arnhold, deutsche Schauspielerin, Synchron- und Hörspielsprecherin
- 27. März: Hans Pflügler, deutscher Fußballspieler
- 27. März: Christian A. Schwarz, deutscher evangelischer Theologe, Referent und Publizist

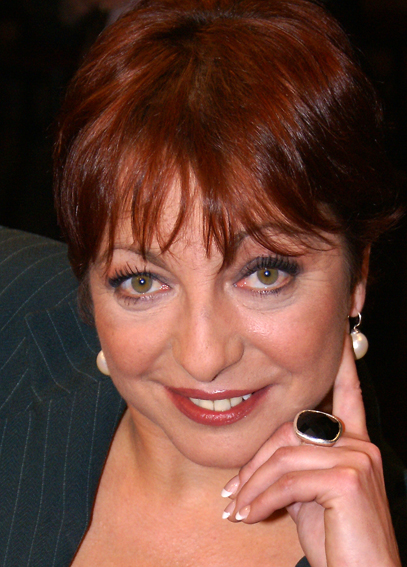
Manon Straché (2006)

- 27. März: Manon Straché, deutsche Schauspielerin
- 28. März: Heidi Wiesler, deutsche Skirennläuferin
- 28. März: Éric-Emmanuel Schmitt, französischer Schriftsteller
- 29. März: Chano Domínguez, spanischer Jazzpianist
- 29. März: Annabella Sciorra, US-amerikanische Schauspielerin
- 30. März: Heinrich Bedford-Strohm, deutscher evangelischer Theologe, EKD-Ratsvorsitzender
- 30. März: Bill Johnson, US-amerikanischer Skirennläufer († 2016)
- 30. März: Christoph M. Ohrt, deutscher Schauspieler
- 31. März: Sándor Balogh, ungarisch-deutscher Handballtrainer und Handballspieler
- 31. März: Popa Chubby, Bluesmusiker
- 00. März: Kirsten Block, deutsche Schauspielerin

### April
- 01. April: Shanna McCullough, US-amerikanische Pornodarstellerin und -Produzentin
- 01. April: Reijo Ruotsalainen, finnischer Eishockeyspieler
- 01. April: Nicola Tiggeler, deutsche Schauspielerin
- 02. April: Linford Christie, britischer Leichtathlet
- 04. April: Jonathan Agnew, englischer Cricketspieler
- 04. April: Murray Chandler, britischer Schachmeister mit neuseeländischen Wurzeln
- 04. April: Jane Eaglen, englische Opernsängerin
- 04. April: Hugo Weaving, australischer Schauspieler
- 04. April: Susan Long, US-amerikanische Skilangläuferin
- 05. April: Michael Ankermann, deutscher Politiker
- 05. April: Von Flores, philippinisch-kanadischer Schauspieler
- 05. April: Peter Kurth, deutscher Politiker
- 05. April: Jorma Paavilainen, finnischer Schachkomponist und -spieler
- 06. April: Adriana Altaras, deutsche Schauspielerin
- 06. April: Michaela Caspar, deutsche Schauspielerin
- 07. April: Norbert Schramm, deutscher Eiskunstläufer

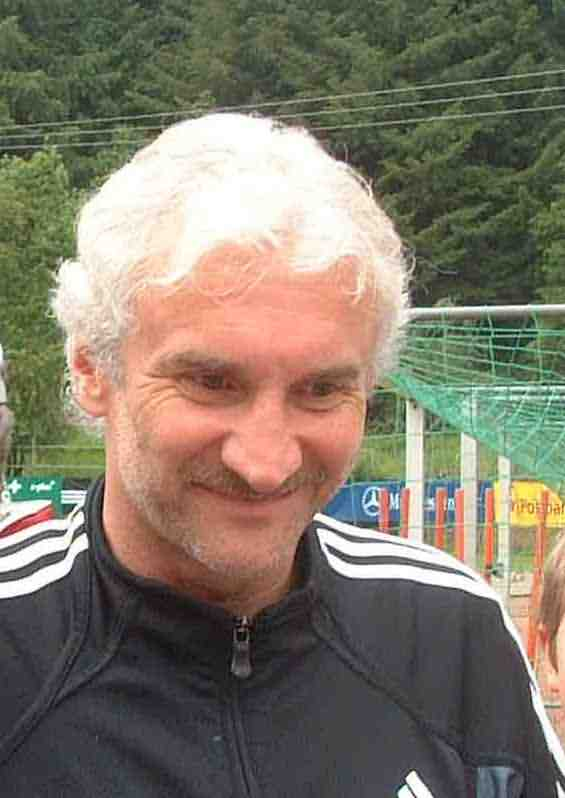
Rudi Völler

- 08. April: Olaf Asbach, deutscher Politikwissenschaftler
- 08. April: Birgit Friedmann, deutsche Leichtathletin
- 09. April: Jaak Aab, estnischer Politiker
- 10. April: Maja Catrin Fritsche, deutsche Schlagersängerin
- 11. April: Jeremy Clarkson, britischer Fernsehmoderator
- 11. April: Dirk Kramer, deutscher Nordischer Kombinierer
- 11. April: Armin Schlechter, deutscher Philologe und Bibliothekar
- 12. April: Wiktor Moskalenko, ukrainischer Schachgroßmeister
- 13. April: Olaf Ludwig, deutscher Radsportler
- 13. April: Carl Lundström, schwedischer Unternehmer († 2025)
- 13. April: Rudi Völler, deutscher Fußballspieler
- 14. April: Éric Andrieu, französischer Politiker
- 14. April: Norbert Rier, italienischer Musiker
- 15. April: Susanne Bier, dänische Regisseurin
- 15. April: Pedro Delgado, spanischer Radrennfahrer

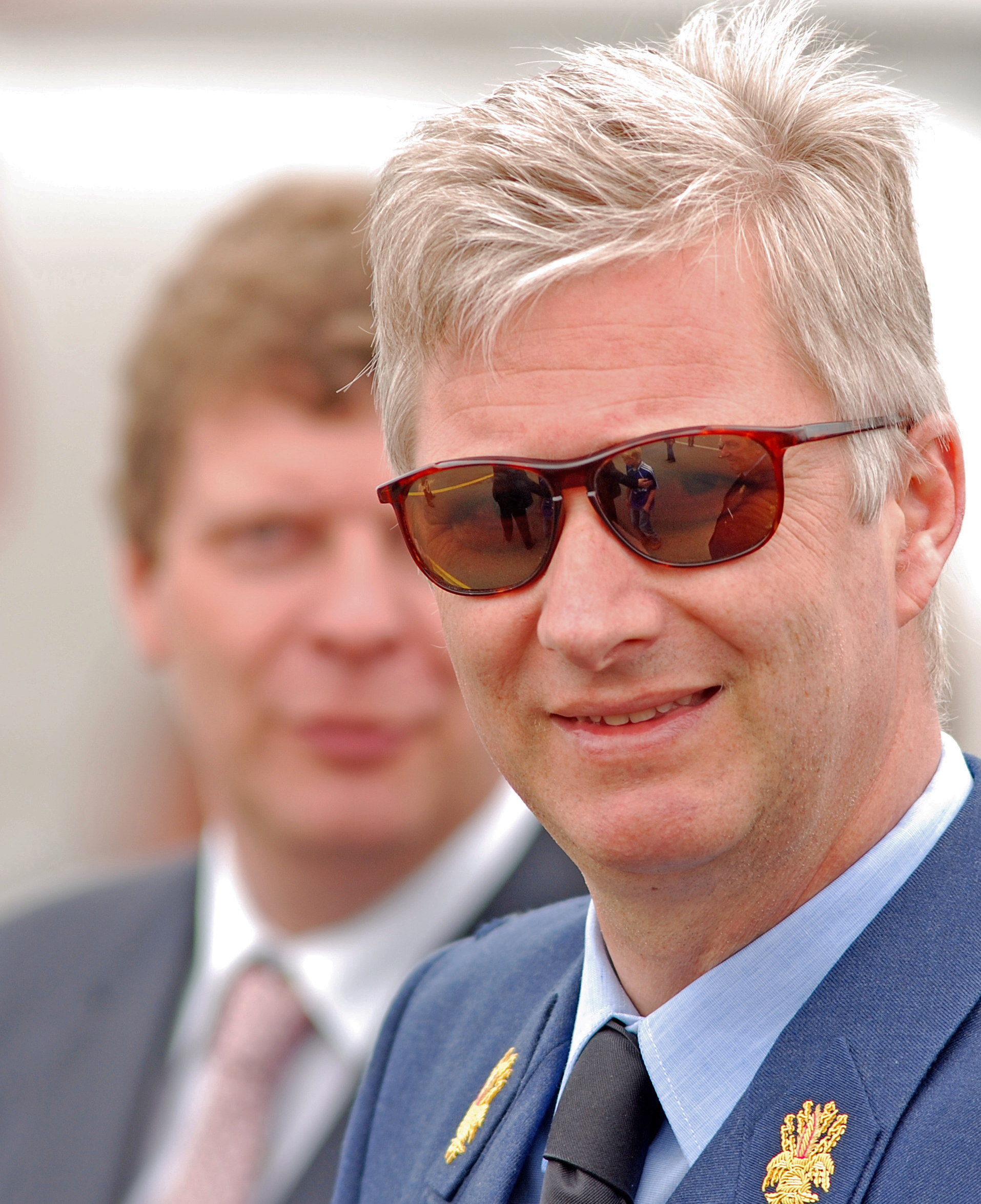
Philipp von Belgien, 2008

- 15. April: Philipp, belgischer König
- 16. April: Rafael Benítez, spanischer Fußballtrainer
- 16. April: Rochus Hahn, deutscher Comic- und Drehbuchautor
- 16. April: Sonja Leidemann, deutsche Politikerin
- 16. April: Pierre Littbarski, deutscher Fußballspieler und Trainer
- 16. April: Daniel Mendelsohn, US-amerikanischer Journalist und Schriftsteller
- 17. April: Thomas Blenke, deutscher Politiker
- 17. April: Jörg Michael Peters, deutscher Weihbischof
- 17. April: Didier Burkhalter, Schweizer Politiker
- 18. April: Đurđa Adlešič, kroatische Politikerin
- 18. April: Zvjezdan Cvetković, jugoslawischer Fußballspieler und -trainer († 2017)
- 18. April: Neo Rauch, deutscher Künstler
- 18. April: Matthias Schubert, deutscher Jazzmusiker
- 18. April: Jelena Schupijewa-Wjasowa, ukrainische Langstreckenläuferin
- 19. April: Nicoletta Braschi, italienische Schauspielerin
- 19. April: Gustavo Petro, kolumbianischer Politiker
- 19. April: Lise Meloche, kanadische Kajaksportlerin, Skilangläuferin und Biathletin
- 20. April: Thomas Apolte, deutscher Wirtschaftswissenschaftler
- 20. April: Miguel Díaz-Canel, kubanischer Politiker
- 20. April: Debbie Flintoff-King, australische Leichtathletin und Olympiasiegerin
- 20. April: Marlies Rostock, deutsche Skilangläuferin
- 21. April: Markus Achatz, österreichischer Professor, Verwaltungs- und Finanzwissenschaftler
- 21. April: Jenny Palacios-Stillo, honduranische Skilangläuferin
- 21. April: Frank Pasemann, deutscher Politiker
- 22. April: Michael Gahler, deutscher Europaabgeordneter
- 22. April: Rolf Sethe, deutscher Jurist
- 22. April: Petter Ølberg, norwegischer Diplomat
- 23. April: Hajime Mizoguchi, japanischer Cellist und Komponist
- 23. April: José Varela, spanisch-deutscher Profiboxer
- 24. April: Friðrik Karlsson, isländischer Musiker
- 25. April: Francesco Romano, italienischer Fußballspieler
- 26. April: Sidney Corbett, US-amerikanischer Komponist Neuer Musik, E-Gitarrist und Professor für Komposition
- 26. April: Roger Taylor, Schlagzeuger der Popgruppe Duran Duran
- 26. April: Martin Varsavsky, argentinischer Unternehmer
- 27. April: Bogdan Daras, polnischer Ringer († 2025)
- 27. April: Hanne Hegh, norwegische Handballspielerin
- 28. April: José Rui Lopes Águas, portugiesischer Fußballspieler und -trainer
- 28. April: Ian Rankin, britischer Schriftsteller
- 28. April: Walter Zenga, italienischer Fußballspieler
- 29. April: Kuruppu Karunaratne, sri-lankischer Leichtathlet († 2008)
- 29. April: Bernhard Setzwein, deutscher Schriftsteller
- 30. April: Weert Canzler, deutscher Sozialwissenschaftler und Mobilitätsforscher

### Mai
- 01. Mai: Raymond Ahoua, ivorischer Bischof
- 01. Mai: Jorge Muñiz, mexikanischer Schauspieler, Sänger und Moderator
- 03. Mai: Pierre-Olivier Beckers-Vieujant, belgischer Geschäftsmann und Sportfunktionär
- 03. Mai: Margarita Broich, deutsche Schauspielerin
- 03. Mai: Kathy Cook, britische Leichtathletin und Olympionikin
- 03. Mai: Steffen Schleiermacher, deutscher Komponist, Pianist, Dirigent
- 03. Mai: Alan Thomson, schottischer Bassgitarrist
- 04. Mai: Werner Faymann, österreichischer Bundeskanzler Werner Faymann, 2008

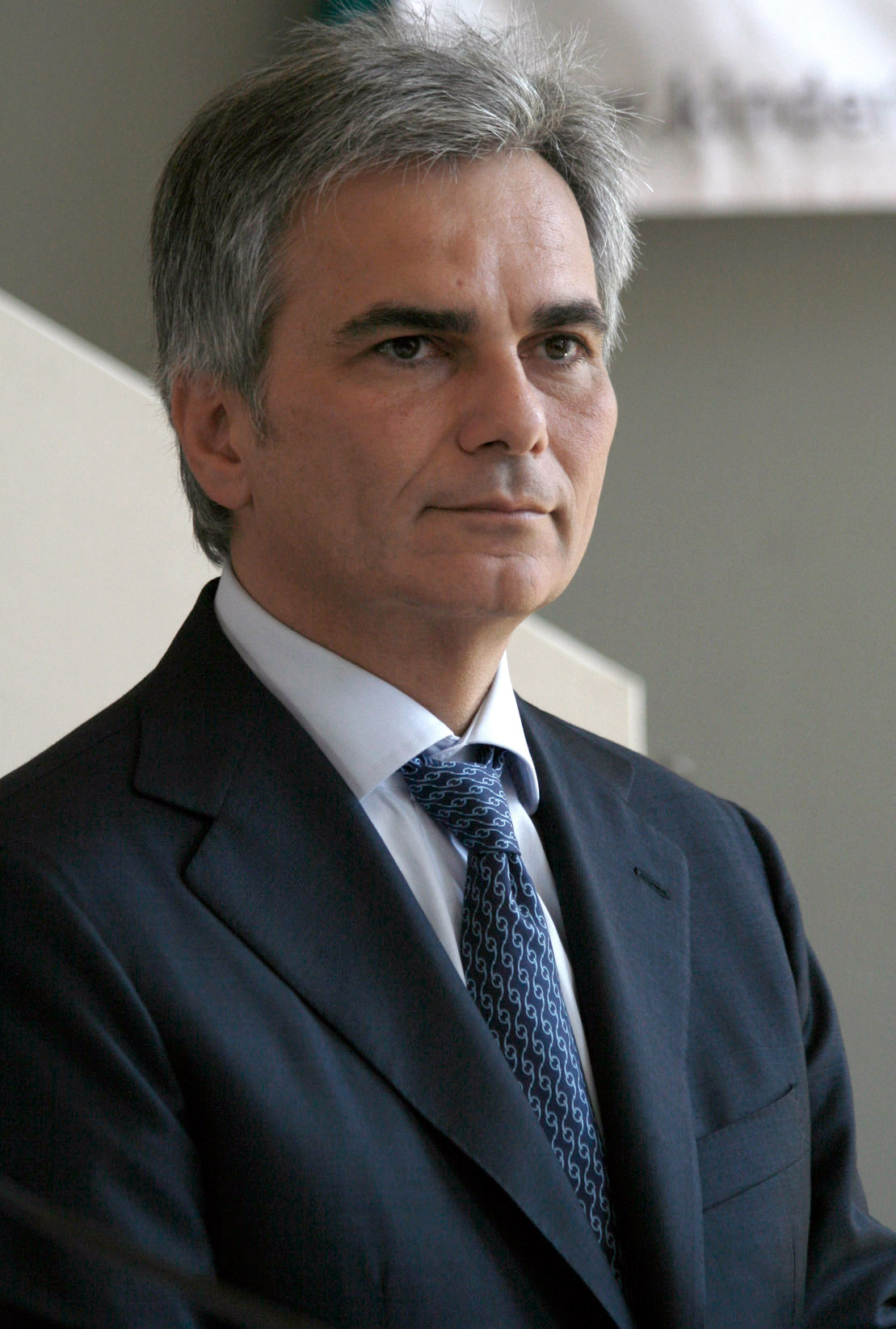
Werner Faymann, 2008

- 04. Mai: Werner Fritsch, deutscher Schriftsteller
- 06. Mai: Ljudmila Andonowa, bulgarische Hochspringerin
- 06. Mai: John Flansburgh, US-amerikanischer Musiker
- 06. Mai: Kamran İnce, türkisch-amerikanischer Komponist und Musikpädagoge
- 06. Mai: Anne Parillaud, französische Filmschauspielerin
- 07. Mai: Almudena Grandes, spanische Schriftstellerin († 2021)
- 07. Mai: Eric Lobron, deutscher Schachmeister
- 07. Mai: Hisashi Nozawa, japanischer Schriftsteller († 2004)
- 08. Mai: Kadir Akbulut, türkischer Fußballspieler
- 08. Mai: Recep Akdağ, türkischer Politiker
- 08. Mai: Franco Baresi, italienischer Fußballspieler
- 09. Mai: Jon Klein, englischer Gitarrist
- 10. Mai: Bono, irischer Sänger und Musiker (U2) Bono, 2009

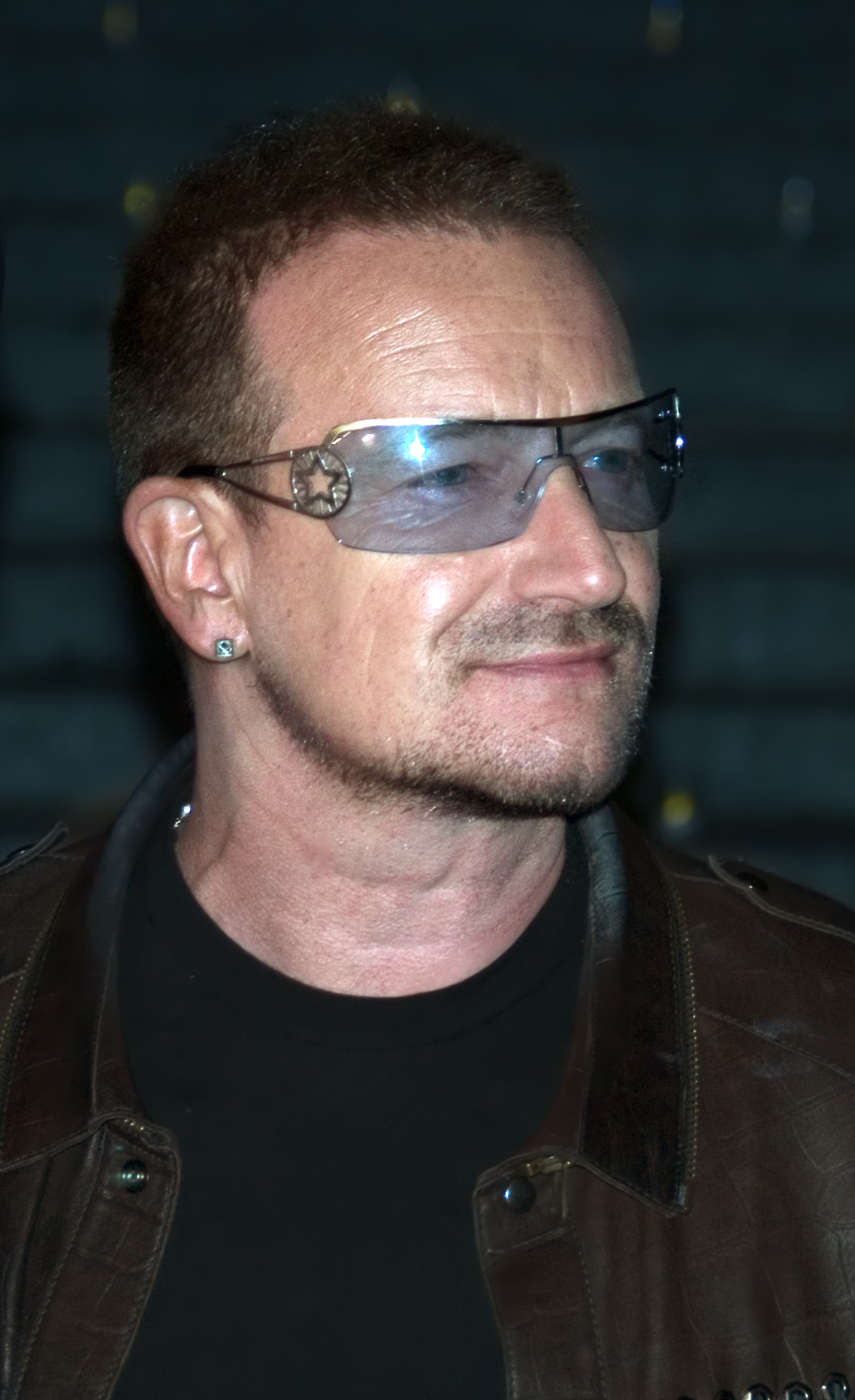
Bono, 2009

- 10. Mai: Gerry Kley, deutscher Politiker († 2021)
- 10. Mai: Harald Meller, deutscher Archäologe
- 10. Mai: Klaus-Peter Nabein, deutscher Mittel- und Langstreckenläufer († 2009)
- 10. Mai: Merlene Ottey, slowenisch-jamaikanische Leichtathletin
- 11. Mai: Jesper Asholt, dänischer Schauspieler
- 11. Mai: Wolodymyr Dolhow, sowjetischer Schwimmer († 2022)
- 11. Mai: Jürgen Schult, deutscher Leichtathlet
- 12. Mai: Lisa Martin-Ondieki, australische Langstreckenläuferin und Olympionikin
- 13. Mai: Claus Dieter Classen, deutscher Rechtswissenschaftler
- 13. Mai: Uwe Dreher, deutscher Fußballspieler und -trainer († 2016)
- 13. Mai: Maggie Mae, deutsche Schlagersängerin († 2021)
- 13. Mai: Elisabeth Niederer, Schweizer Schauspielerin
- 13. Mai: Eckhard Schmittdiel, deutscher Schachgroßmeister
- 13. Mai: Benjamin Völz, deutscher Synchronsprecher
- 14. Mai: Anne Clark, britische Sängerin und Songschreiberin Anne Clark, 2008

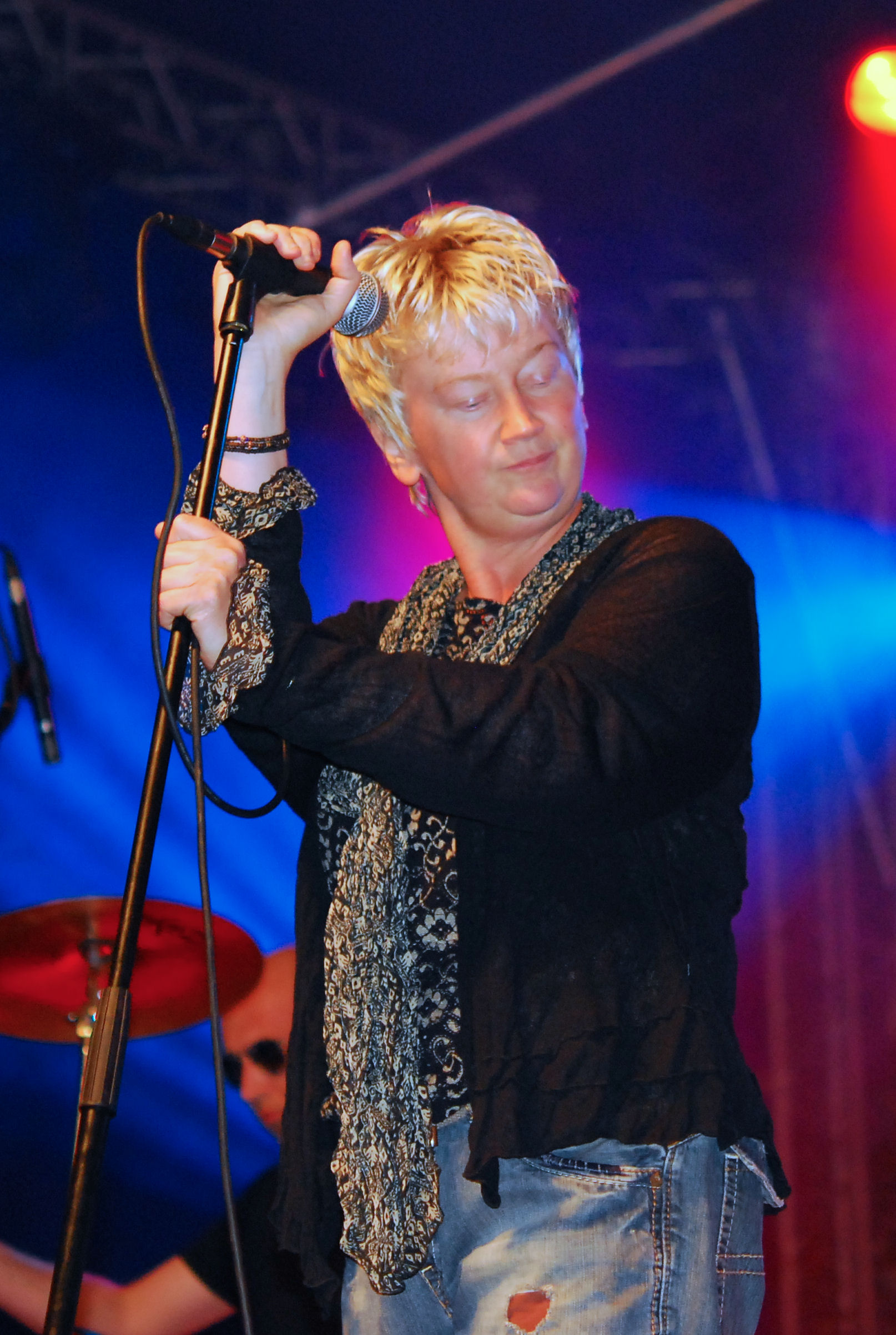
Anne Clark, 2008

- 14. Mai: Simonetta Sommaruga, Schweizer Politikerin
- 14. Mai: Steve Williams, US-amerikanischer Wrestler († 2009)
- 14. Mai: Mohamed Zaoui, algerischer Amateurboxer
- 15. Mai: Rob S. Bowman, US-amerikanischer Regisseur und Filmproduzent
- 16. Mai: Francesca Archibugi, italienische Filmregisseurin, Drehbuchautorin und Schauspielerin
- 16. Mai: Tamme Hanken, deutscher Heilkundler und Pferdeflüsterer († 2016)
- 16. Mai: Marcel Alexander Niggli, Schweizer Rechtswissenschaftler
- 16. Mai: Nikollë Nikprelaj, albanischer Sänger
- 18. Mai: Brent Ashton, kanadischer Eishockeyspieler
- 18. Mai: Page Hamilton, US-amerikanischer Rocksänger und Gitarrist
- 18. Mai: Jari Kurri, finnischer Eishockeyspieler
- 18. Mai: Yannick Noah, französischer Tennisspieler
- 19. Mai: Mark Ashton, britischer Aktivist († 1987)
- 19. Mai: Daniel Glattauer, österreichischer Schriftsteller
- 19. Mai: Alex Jacobowitz, US-amerikanischer Xylophonspieler
- 19. Mai: Shujaat Khan, indischer Sitarspieler
- 19. Mai: Yazz, britische Popmusikerin
- 20. Mai: John Billingsley, US-amerikanischer Schauspieler
- 20. Mai: Tore Brunborg, norwegischer Jazzmusiker
- 20. Mai: Carlos Coelho, portugiesischer Politiker
- 21. Mai: Jeffrey Dahmer, US-amerikanischer Serienmörder († 1994)
- 21. Mai: Zigurds Lanka, lettischer Schachspieler und -trainer
- 22. Mai: Hideaki Anno, japanischer Filmregisseur
- 22. Mai: Michael Haase, deutscher Diplom-Mathematiker und Astrophysiker
- 22. Mai: Dave Rimington, US-amerikanischer American-Football-Spieler
- 23. Mai: Linden Ashby, US-amerikanischer Schauspieler
- 24. Mai: Guy Fletcher, englischer Musiker
- 24. Mai: Kristin Scott Thomas, britische Schauspielerin Kristin Scott Thomas, 2017

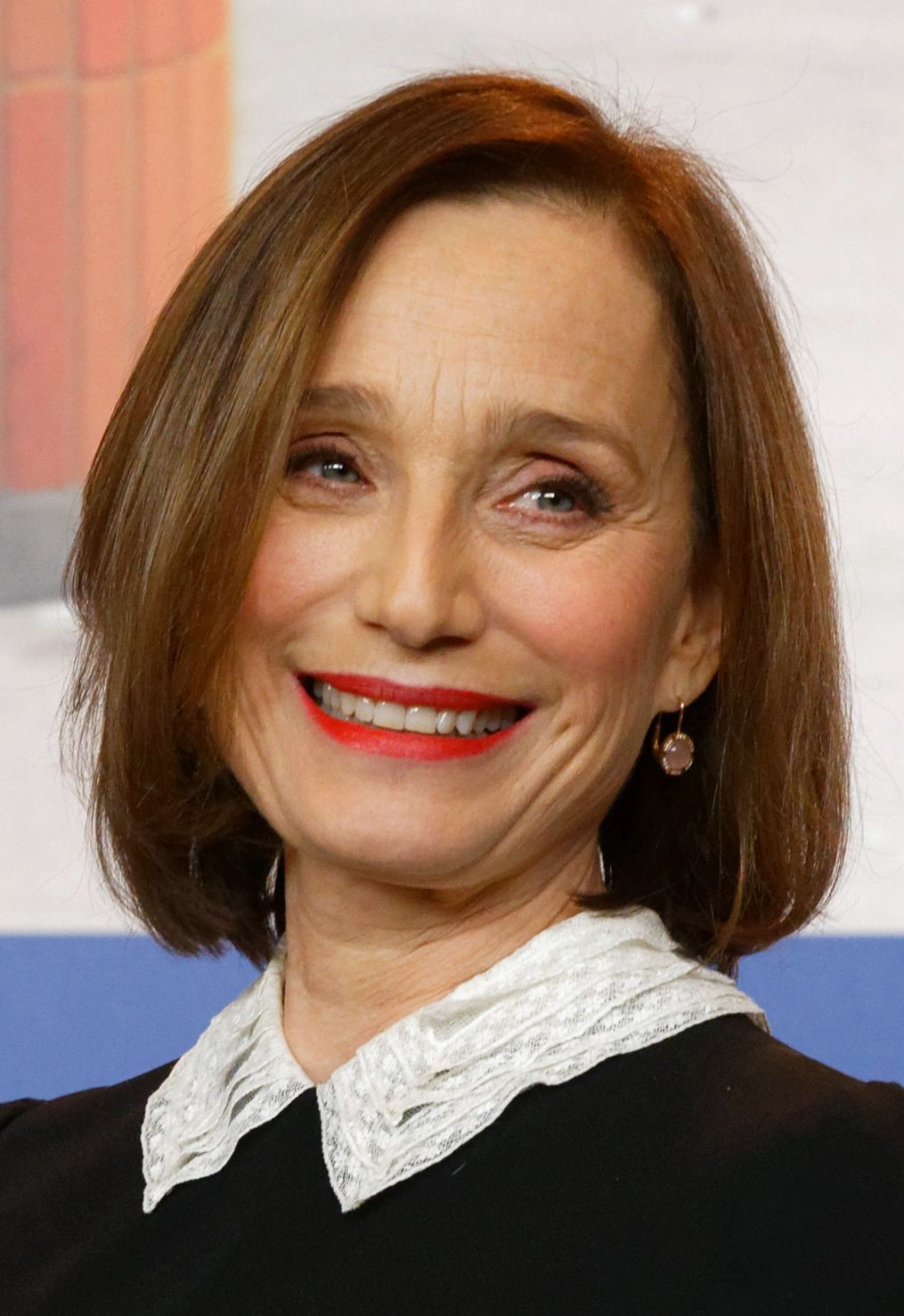
Kristin Scott Thomas, 2017

- 25. Mai: Wallace Roney, US-amerikanischer Jazz-Trompeter († 2020)
- 25. Mai: David Sweeney, kanadischer Regattasegler († 2021)
- 26. Mai: Ulla Baur, deutsche Musikerin
- 26. Mai: Doug Hutchison, US-amerikanischer Schauspieler und Produzent
- 26. Mai: Kazimiera Strolienė, litauische Biathletin und Skilangläuferin
- 27. Mai: Ray Armstead, US-amerikanischer Leichtathlet und Olympiasieger
- 27. Mai: Emir Mutapčić, jugoslawischer und bosnischer Basketballspieler und -trainer
- 28. Mai: Mark Conover, US-amerikanischer Marathonläufer († 2022)
- 28. Mai: Mark Sanford, US-amerikanischer Politiker
- 29. Mai: Jesse Johnson, US-amerikanischer Musiker
- 30. Mai: Stephen Duffy, britischer Songwriter, Sänger und Gitarrist
- 31. Mai: Marco Albarello, italienischer Skilangläufer
- 31. Mai: Larry Heard, US-amerikanischer Musiker
- 00. Mai: Angela Andersen, deutsche Journalistin, Filmemacherin und Regisseurin

### Juni

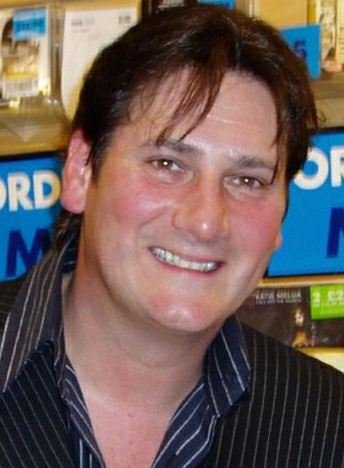
Tony Hadley, 2006

- 01. Juni: Martina Eitner-Acheampong, deutsche Schauspielerin
- 01. Juni: Andreas Hoppe, deutscher Schauspieler
- 01. Juni: José Mário Scalon Angonese, brasilianischer Geistlicher, Erzbischof von Cascavel
- 01. Juni: Simon Gallup, britischer Bassist
- 01. Juni: Mark Andrew Green, US-amerikanischer Politiker
- 01. Juni: Wladimir Krutow, russischer Eishockeyspieler und -trainer († 2012)
- 01. Juni: Lutz Stratmann, deutscher Politiker
- 02. Juni: Tony Hadley, britischer Popsänger
- 02. Juni: Olga Bondarenko, russische Leichtathletin und Olympiasiegerin
- 03. Juni: Dariusz Oko, polnischer römisch-katholischer Priester, Philosoph und Publizist
- 03. Juni: Peggy Wehmeier, deutsche Schriftstellerin
- 04. Juni: José Antonio Molina, dominikanischer Dirigent, Komponist und Pianist
- 05. Juni: Leslie Hendrix, amerikanische Schauspielerin
- 06. Juni: John Eldredge, US-amerikanischer Therapeut, Berater und Bestsellerautor
- 06. Juni: Johannes Rotter, deutscher Schauspieler und Drehbuchautor
- 06. Juni: Steve Vai, US-amerikanischer Gitarrist und Komponist
- 07. Juni: Svetlana Dašić-Kitić, serbische Handballspielerin
- 07. Juni: Steffen Seibert, deutscher Fernsehjournalist, Regierungssprecher und Diplomat

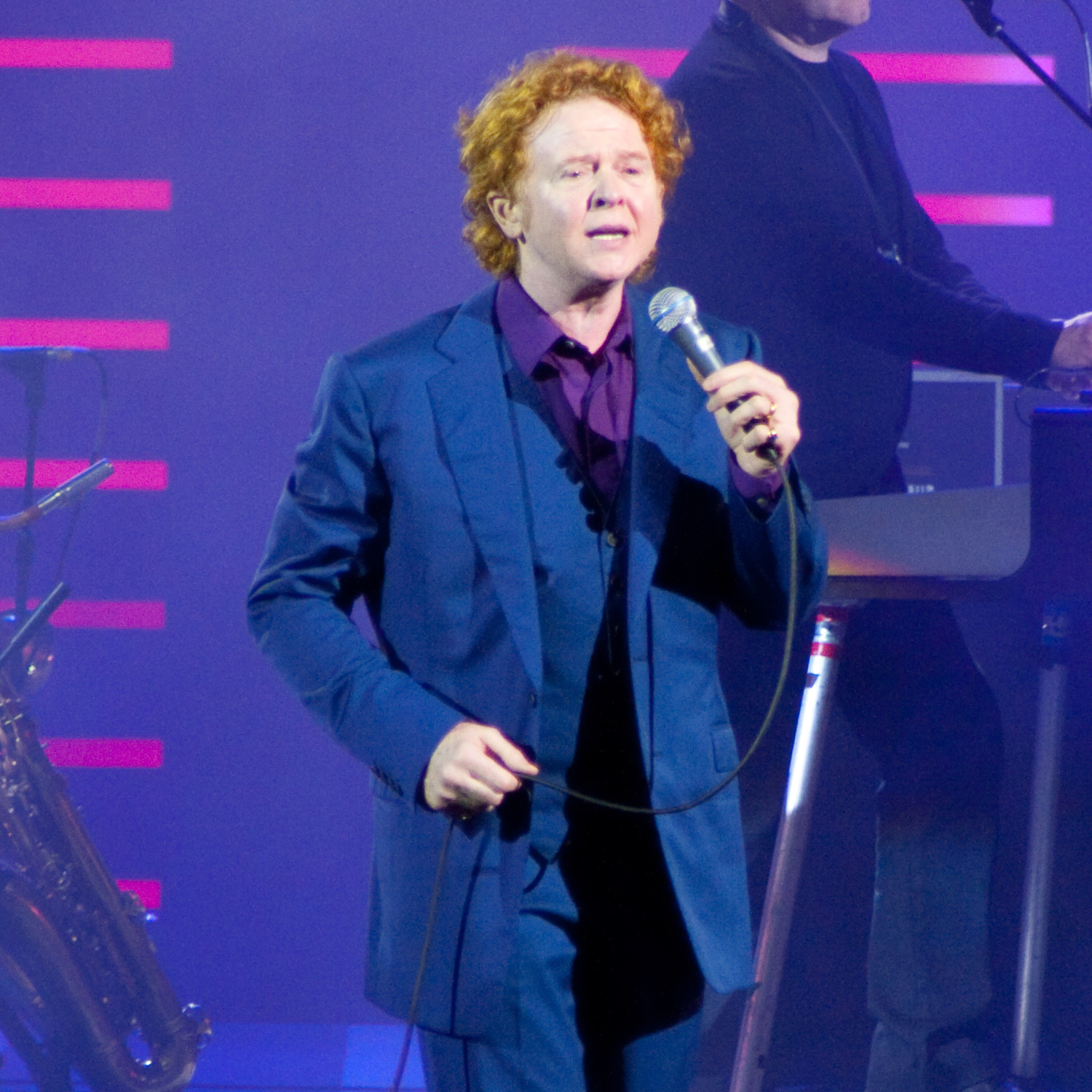
Mick Hucknall.

- 08. Juni: Friedrich Anzenberger, österreichischer Musikforscher und Musikpädagoge
- 08. Juni: Mick Hucknall, britischer Musiker, Gründer der Band Simply Red
- 08. Juni: Agnès Soral, französische Schauspielerin
- 09. Juni: Eric V. Anslyn, US-amerikanischer Chemiker
- 09. Juni: Alegre Corrêa, brasilianischer Jazzgitarrist
- 09. Juni: Eva Dahlgren, Sängerin und Autorin
- 11. Juni: Thomas Drach, deutscher Krimineller
- 11. Juni: Sissy Raith, deutsche Fußballspielerin und -trainerin
- 12. Juni: Hagen Stamm, deutscher Wasserballer
- 12. Juni: Angela Ahrendts, US-amerikanische Managerin
- 13. Juni: Ezio Gianola, italienischer Motorradrennfahrer
- 14. Juni: Prinz Ermias Sahle-Selassie Haile-Selassie, Präsident des äthiopischen Kron-Konzil und Enkel des Kaisers Haile Selassie
- 14. Juni: Sibylle Rauch, deutsche Schauspielerin und ehemalige Pornodarstellerin
- 15. Juni: Michael Kokott, deutscher Chorleiter
- 15. Juni: Manfred „Manni“ Leuchter, deutscher Akkordeonist, Komponist, Pianist und Produzent
- 15. Juni: Reno Steba, niederländischer Jazzbassist
- 16. Juni: Dirk Eberhard Kirst, deutscher Jurist
- 16. Juni: Ferdinand Laholli, albanischer Dichter
- 17. Juni: Stephan Athanas, schweizerischer Musiker
- 17. Juni: Uwe Niesig, deutscher Künstler
- 18. Juni: Aaron West Arkeen, US-amerikanischer Musiker († 1997)
- 18. Juni: Martin Rivoir, deutscher Politiker und MdL
- 19. Juni: Raúl Vicente Amarilla Vera, paraguayischer Fußballspieler und -trainer
- 19. Juni: Martin Schwanholz, deutscher Politiker und MdB
- 20. Juni: Iris Nieland, deutsche Politikerin
- 20. Juni: John Taylor, britischer Musiker
- 21. Juni: Andreas Knebel, deutscher Leichtathlet
- 22. Juni: Erin Brockovich, US-amerikanische Rechtsanwaltsgehilfin
- 24. Juni: Georg Konermann, deutscher Ruderer
- 24. Juni: Sandro Wirth, Schweizer Freestyle-Skier
- 25. Juni: Bohumil Augustyn, tschechischer Fußballspieler und -trainer
- 25. Juni: Edgar Naujok, deutscher Datenverarbeitungskaufmann und Politiker
- 25. Juni: Gitte Seeberg, dänische Politikerin
- 25. Juni: Aldo Serena, italienischer Fußballspieler
- 26. Juni: Rigmor Aasrud, norwegische Politikerin
- 26. Juni: Rosie Gaines, US-amerikanische Sängerin
- 26. Juni: Peter Pysall, deutscher Handballtrainer und Handballspieler
- 26. Juni: Michael H. Weinstein, US-amerikanischer Komponist, Hornist und Musikpädagoge
- 27. Juni: Jim Nussle, US-amerikanischer Politiker
- 27. Juni: Axel Rudi Pell, deutscher Hard-Rock- und Heavy-Metal-Gitarrist
- 27. Juni: Steffen Reiche, deutscher Politiker
- 28. Juni: Andreas Anter, deutscher Politikwissenschaftler und Hochschullehrer
- 28. Juni: Heribert C. Ottersbach, deutscher Maler
- 28. Juni: Greg Pruden, deutsch-kanadischer Eishockeyspieler und -trainer
- 29. Juni: Ramón Orlando, dominikanischer Merenguemusiker
- 29. Juni: Karsten Speck, deutscher Entertainer und Schauspieler
- 30. Juni: Andreas Schmidt, deutscher Bassbariton
- 30. Juni: Jack McConnell, schottischer Premierminister
- 30. Juni: Harald Wanhöfer, deutscher Jurist

### Juli
- 01. Juli: Michael Arlt, deutscher Gitarrist
- 01. Juli: Mikael Håfström, schwedischer Drehbuchautor und Regisseur
- 01. Juli: Lynn Jennings, US-amerikanische Leichtathletin und Olympionikin
- 01. Juli: James M. Skibo, US-amerikanischer Archäologe († 2023)
- 01. Juli: Marie-Luce Waldmeier, französische Skirennläuferin
- 03. Juli: Vince Clarke, britischer Musiker, Gründer von Depeche Mode, Yazoo und Erasure
- 03. Juli: Thomas Hornauer, deutscher Medienunternehmer
- 04. Juli: Caroline Attia, französische Skirennläuferin
- 04. Juli: Roland Ratzenberger, österreichischer Automobilrennfahrer († 1994)
- 04. Juli: Angelika Stucke, deutsche Schriftstellerin
- 04. Juli: Barry Windham, US-amerikanischer Wrestler
- 05. Juli: Jindra Nečasová Nardelli, tschechische Komponistin, Pianistin und Musikpädagogin
- 05. Juli: Heio von Stetten, deutscher Schauspieler
- 05. Juli: Pruitt Taylor Vince, US-amerikanischer Schauspieler
- 06. Juli: Valerie Brisco-Hooks, US-amerikanische Leichtathletin und Olympiasiegerin
- 06. Juli: Robert „Robbie“ Dunn, australischer Fußballspieler und -trainer
- 07. Juli: Ernst Solèr, Schweizer Schriftsteller († 2008)
- 07. Juli: Jochen Behle, deutscher Skilangläufer
- 07. Juli: Ines Geipel, deutsche Schriftstellerin
- 08. Juli: Ekkehard Martin Appl, deutscher Jurist
- 08. Juli: Sabine Bothe, deutsche Handballtorhüterin († 2023)
- 09. Juli: Michael Feichtenbeiner, deutscher Fußballtrainer
- 09. Juli: Matthias Roeingh, Gründer der Musik- und Tanzveranstaltung Love Parade in Berlin
- 09. Juli: Wanda Vázquez Garced, puerto-ricanische Juristin und Gouverneurin
- 10. Juli: Karl Leo, deutscher Physiker
- 10. Juli: Gerhard Michel, deutscher Jurist
- 11. Juli: Milan Augustin, tschechischer Archivar und Historiker
- 11. Juli: Ronald M. Schernikau, deutscher Schriftsteller († 1991)
- 11. Juli: Hans-Erich Tannhäuser, deutscher Ingenieur und Kommunalpolitiker
- 12. Juli: Corynne Charby, französische Schauspielerin und Sängerin
- 14. Juli: Polina Wiktorowna Daschkowa, russische Krimiautorin
- 14. Juli: Kyle Gass, US-amerikanischer Musiker und Schauspieler
- 14. Juli: Jane Lynch, US-amerikanische Autorin, Schriftstellerin, Sängerin, Schauspielerin
- 14. Juli: Kilian Nauhaus, deutscher Kirchenmusiker
- 15. Juli: Dennis Storhøi, norwegischer Film- und Theater-Schauspieler
- 16. Juli: Jonathan Mann, kanadischer Journalist und Fernsehmoderator (CNN)
- 16. Juli: Christoph Mörgeli, Schweizer Politiker, Medizinhistoriker und Journalist
- 17. Juli: Britta Böhler, deutsch-niederländische Rechtsanwältin und Politikerin
- 17. Juli: Andrea Mandorlini, italienischer Fußballspieler und -trainer
- 17. Juli: Wolfgang Rathert, deutscher Musikwissenschaftler
- 17. Juli: Dawn Upshaw, US-amerikanische Sängerin (Sopran)
- 18. Juli: Michael Gundlach, deutscher Musiker und Arrangeur
- 18. Juli: Anne-Marie Johnson, US-amerikanische Schauspielerin
- 19. Juli: Volker Bengl, deutscher Tenor
- 19. Juli: Atom Egoyan, kanadisch-armenischer Regisseur
- 19. Juli: Wolfgang Hunger, deutscher Segler und Orthopäde
- 19. Juli: Serap Riedel, deutsch-türkische Malerin
- 19. Juli: Joachim Wuermeling, deutscher Europaabgeordneter
- 20. Juli: Kris Nissen; dänischer Automobilrennfahrer
- 21. Juli: Fritz Walter, deutscher Fußballspieler
- 22. Juli: Djamel Menad, algerischer Fußballspieler und -trainer († 2025)
- 23. Juli: Onno Meijer, niederländischer Schauspieler († 2008)
- 23. Juli: Fadil Vokrri, jugoslawischer Fußballspieler und Präsident des Fußballverbands des Kosovos (FFK) († 2018)
- 24. Juli: Catherine Destivelle, französische Alpinistin
- 24. Juli: Elvira Dones, albanische Schriftstellerin
- 24. Juli: Frank Woitaschek, deutscher Jurist
- 25. Juli: Thomas Brunner, Schweizer Politiker († 2025)
- 25. Juli: Dietmar Hohn, deutscher Fußballspieler
- 26. Juli: Normand Aubin, kanadischer Eishockeyspieler
- 26. Juli: Elena Grölz, deutsche Handballspielerin († 2025)
- 27. Juli: Rick Burks, US-amerikanischer Schauspieler († 1989)
- 27. Juli: Alejandro Iglesias Rossi, argentinischer Komponist
- 27. Juli: Jean Toussaint, US-amerikanischer Jazzsaxophonist
- 28. Juli: Alexandre Czerniatynski, belgischer Fußballspieler
- 28. Juli: Hitoshi Iwaaki, japanischer Mangaka (Comiczeichner)
- 28. Juli: Harald Lesch, deutscher Physiker, Astronom, Philosoph, Autor und Fernsehmoderator Harald Lesch, Juli 2005

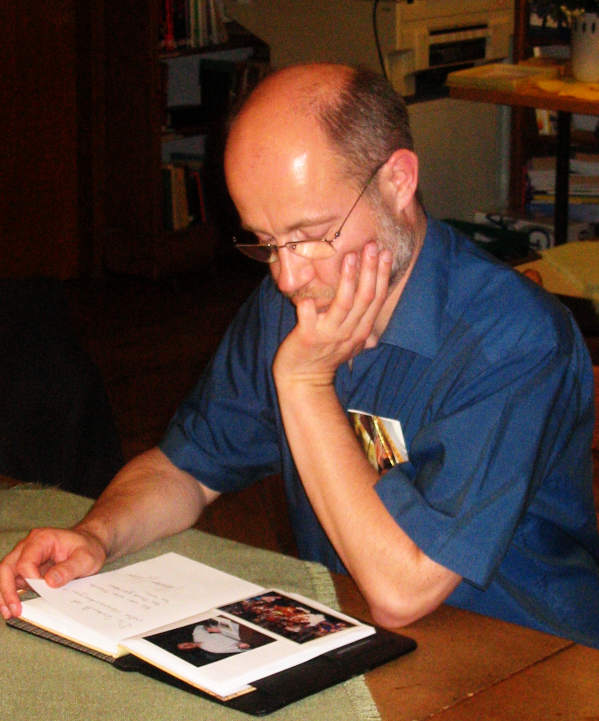
Harald Lesch, Juli 2005

- 29. Juli: Eckhard Nagel, deutscher Chirurg, stellvertretender Vorsitzender des Nationalen Ethikrates
- 29. Juli: Roland Riese, deutscher Politiker und Abgeordneter des Niedersächsischen Landtages
- 30. Juli: Luis Frank Arias Mosquera, kubanischer Sänger und Bandleader
- 30. Juli: Richard Linklater, US-amerikanischer Filmregisseur
- 30. Juli: Arni Thor Sigurdsson, isländischer Politiker

### August

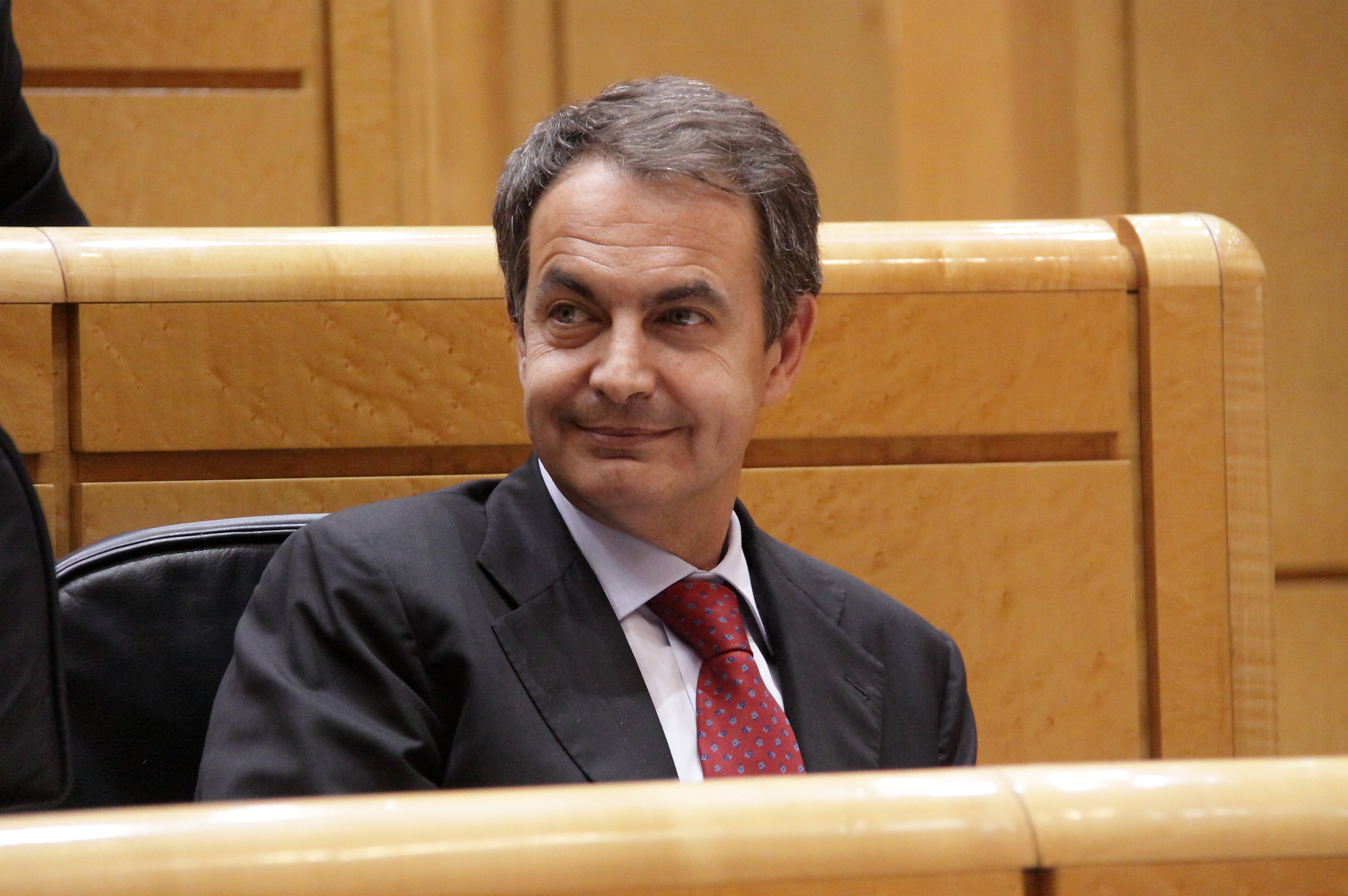
José Luis Rodríguez Zapatero, 2011

- 01. August: Chuck D, US-amerikanischer Rapper
- 01. August: Ann Kathrin Linsenhoff, deutsche Dressurreiterin
- 01. August: Viviana Martínez-Tosar, argentinische Künstlerin
- 02. August: Neal Morse, US-amerikanischer Rockmusiker
- 03. August: Antonello Antinoro, italienischer Politiker
- 03. August: Tim Mayotte, US-amerikanischer Tennisspieler
- 03. August: Kim Milton Nielsen, dänischer Fußball-Schiedsrichter
- 04. August: Steve Preston, US-amerikanischer Politiker
- 04. August: Bernard Rose, britischer Regisseur
- 04. August: José Luis Rodríguez Zapatero, spanischer Politiker
- 05. August: Lori Sutton, US-amerikanische Schauspielerin
- 06. August: Elayne Angel, US-amerikanische Piercerin
- 06. August: Landis Stevens Arnold, US-amerikanischer Skispringer
- 06. August: Michael Ekwoy Apochi, nigerianischer Bischof
- 06. August: Gero Drnek, deutscher Keyboarder
- 06. August: Uwe Hellstern, deutscher Chemiker und Politiker

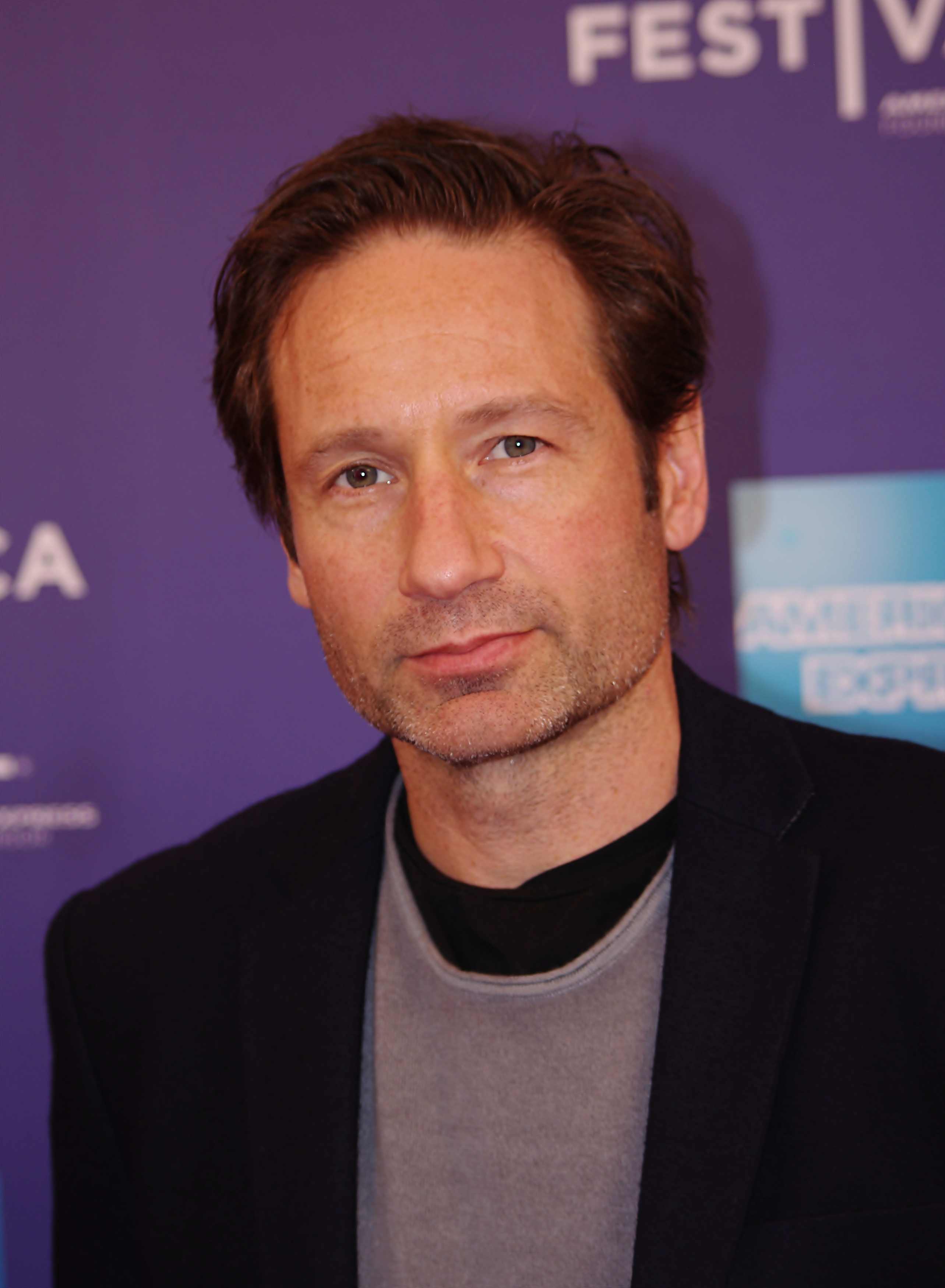
David Duchovny, 2011

- 07. August: David Duchovny, US-amerikanischer Schauspieler
- 07. August: Michael Roes, deutscher Schriftsteller
- 07. August: Manfred Perterer, österreichischer Journalist
- 07. August: Dirk Sommerfeld, deutscher Handballspieler
- 08. August: Anthony Mwamba, sambischer Boxer († 2021)
- 08. August: Ralf König, deutscher Comic-Zeichner

Ralf König, 2013

- 08. August: Ulrich Maly, deutscher Politiker und Oberbürgermeister der Stadt Nürnberg
- 09. August: Geneviève Almouzni, französische Molekularbiologin und Epigenetikerin
- 09. August: Barbara De Rossi, italienische Schauspielerin
- 09. August: Rainer Groß, deutscher Jurist und Politiker

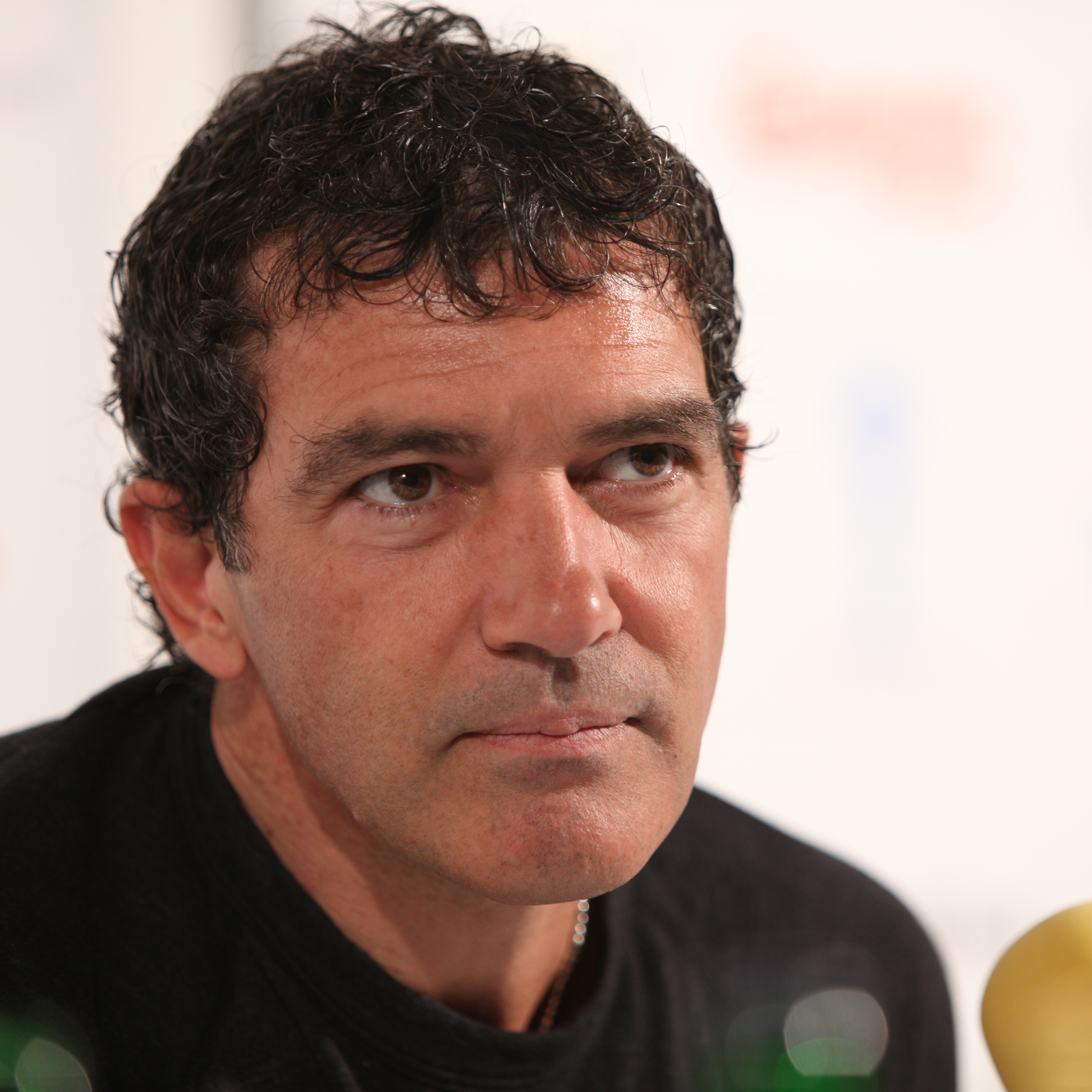
Antonio Banderas, 2009

- 10. August: Antonio Banderas, spanischer Schauspieler
- 12. August: Ryan van den Akker, niederländische Musik- und Synchronsprecherin
- 12. August: Laurent Fignon, französischer Radrennfahrer († 2010)
- 13. August: Jürgen Gauß, deutscher theoretischer Chemiker
- 13. August: Phil Taylor, englischer Dartspieler
- 14. August: Sarah Brightman, englische Sängerin und Schauspielerin
- 14. August: Igor Nikulin, russischer Leichtathlet († 2021)
- 15. August: Karlheinz Essl jun., österreichischer Komponist und Klangkünstler
- 15. August: Susanne Mischke, deutsche Schriftstellerin und Drehbuchautorin
- 16. August: Franz Welser-Möst, österreichischer Dirigent
- 17. August: Lisa Coleman, US-amerikanische Musikerin
- 17. August: Stephan Eicher, Schweizer (Rock-)Chansonnier
- 17. August: Ágúst Már Jónsson, isländischer Fußballspieler

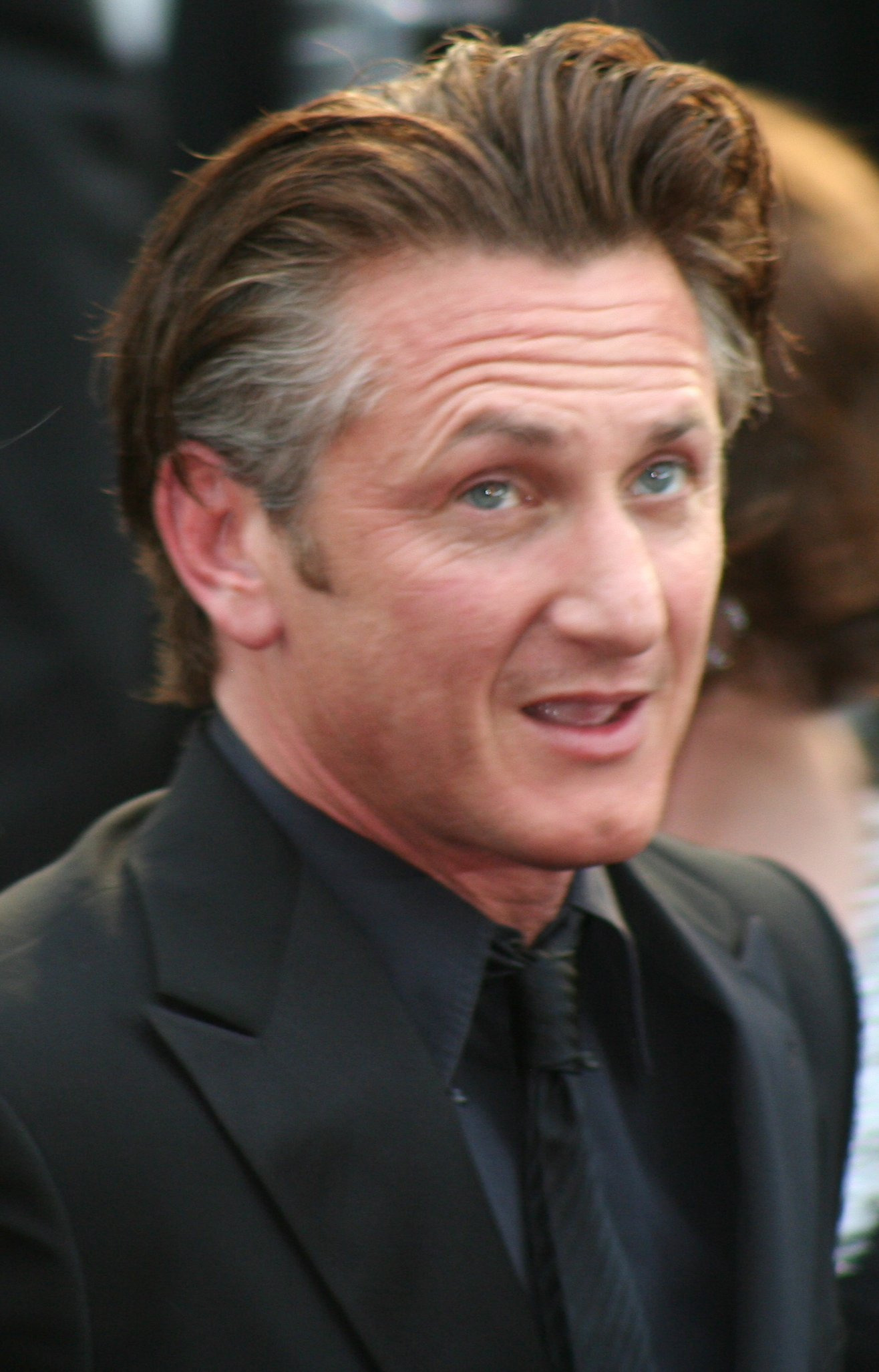
Sean Penn, 2009

- 17. August: Sean Penn, US-amerikanischer Schauspieler, Regisseur und Autor
- 18. August: Andreas Pinkwart, deutscher Politiker
- 18. August: Ulrich Woelk, deutscher Schriftsteller
- 19. August: Morten Andersen, dänischer American-Football-Spieler
- 19. August: Manfred Auster, deutscher Diplomat
- 19. August: Bobby Hebert, US-amerikanischer American-Football-Spieler
- 21. August: Peter Apfelbaum, US-amerikanischer Musiker und Komponist
- 21. August: Stefan Attefall, schwedischer Politiker
- 22. August: Collin Raye, US-amerikanischer Country-Sänger
- 22. August: Daniel Rohr, Schweizer Schauspieler, Regisseur und Theaterleiter
- 22. August: István Varga, ungarischer Judoka († 2023)
- 23. August: Klaus Karlbauer, österreichischer Komponist, Regisseur und Performancekünstler
- 23. August: Jukkis Uotila, finnischer Jazzschlagzeuger
- 24. August: Kim Christofte, dänischer Fußballspieler

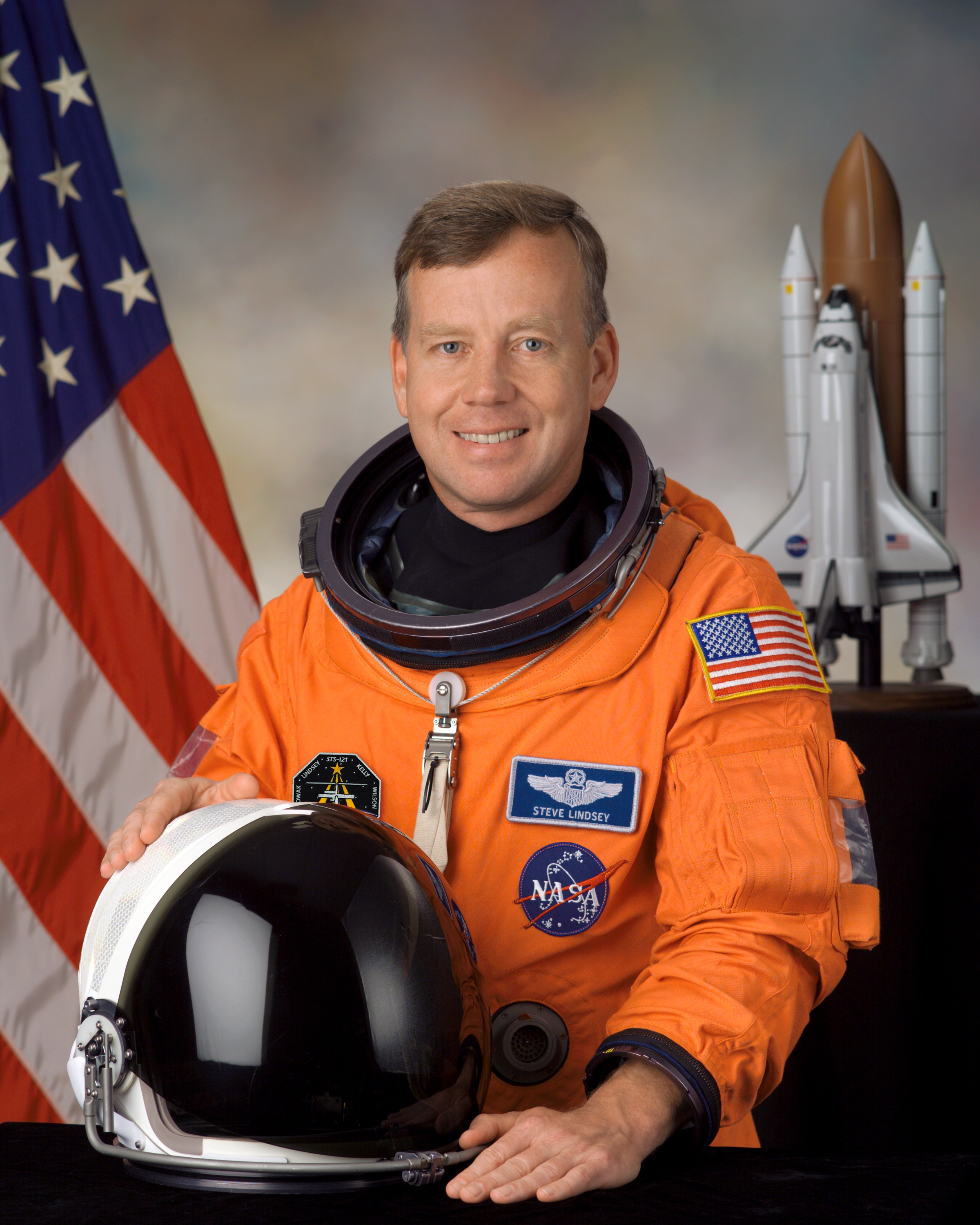
Steven Lindsey.

- 24. August: Steven Lindsey, US-amerikanischer Astronaut
- 24. August: Takashi Miike, japanischer Filmregisseur
- 24. August: Heike Trammer, österreichische Politikerin des BZÖ
- 24. August: Franz Viehböck, österreichischer Elektrotechniker und Raumfahrer
- 25. August: Lee Joseph Archambault, US-amerikanischer Astronaut
- 26. August: Robert Terry Chesser, US-amerikanischer Ornithologe
- 26. August: Branford Marsalis, US-amerikanischer Jazz-Saxophonist
- 27. August: Peter Gaffert, deutscher Forstmann und Politiker
- 27. August: Tom Nekljudow, finnischer Jazzbassist
- 28. August: Julio César Romero, paraguayischer Fußballspieler
- 29. August: Çingiz Fuad oğlu Mustafayev, aserbaidschanischer Journalist († 1992)
- 30. August: Bako Sahakjan, armenischer Politiker
- 31. August: Klaus Baier, deutscher Politiker
- 31. August: Stevie B-Zet, deutscher Produzent in der elektronischen Musikszene († 2023)
- 31. August: Greg Haugen, US-amerikanischer Boxer († 2025)
- 31. August: Christian Käs, deutscher Politiker († 2015)

### September
- 01. September: Ralf Aussem, deutscher Fußballspieler
- 01. September: Uwe Busse, deutscher Schlagersänger, Songwriter und Produzent
- 01. September: Joseph Williams, US-amerikanischer Sänger und Filmkomponist

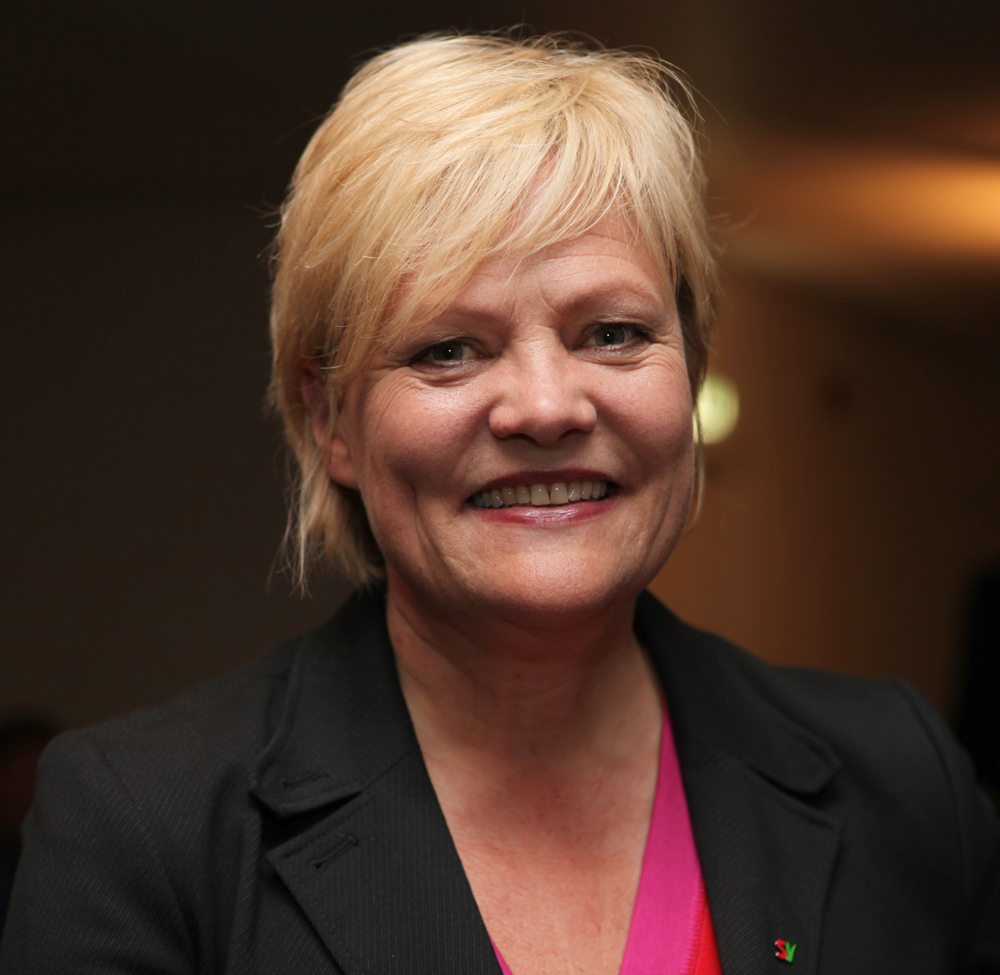
Kristin Halvorsen, 2009

- 02. September: Arnaldo Antunes, brasilianischer Schriftsteller und Musiker
- 02. September: Gottfried Curio, deutscher Physiker und Politiker
- 02. September: Kristin Halvorsen, norwegische Politikerin
- 02. September: Doug Polen, US-amerikanischer Motorradrennfahrer
- 03. September: Livingstone Bramble, Boxer aus St. Kitts und Nevis († 2025)
- 03. September: Anett Pötzsch, deutsche Eiskunstläuferin
- 04. September: Lonnie Plaxico, US-amerikanischer Jazz-Bassist
- 04. September: Ralf Pröve, deutscher Historiker
- 04. September: Elke Richter, deutsche Fußballspielerin
- 04. September: Kim Thayil, US-amerikanischer Musiker
- 05. September: Abdullah Abdullah, afghanischer Politiker
- 05. September: Bernhard Sperrfechter, deutscher Gitarrist, Autor und Dozent
- 06. September: Stephan Engels, deutscher Fußballspieler
- 06. September: Ravinder Pal Singh, indischer Hockeyspieler († 2021)
- 07. September: Stephan Kuhnert, deutscher Fußballspieler
- 07. September: Igor Setschin, russischer Politiker und Manager
- 07. September: Robbie Stirling, kanadischer Automobilrennfahrer
- 08. September: Stefano Casiraghi, italienischer Unternehmer und Sportbootfahrer († 1990)
- 08. September: Aimee Mann, US-amerikanische Sängerin, Songwriterin, Bassistin und Gitarristin
- 08. September: Aguri Suzuki, japanischer Automobilrennfahrer und Rennstallbesitzer
- 08. September: Victoria Trauttmansdorff, österreichische Schauspielerin

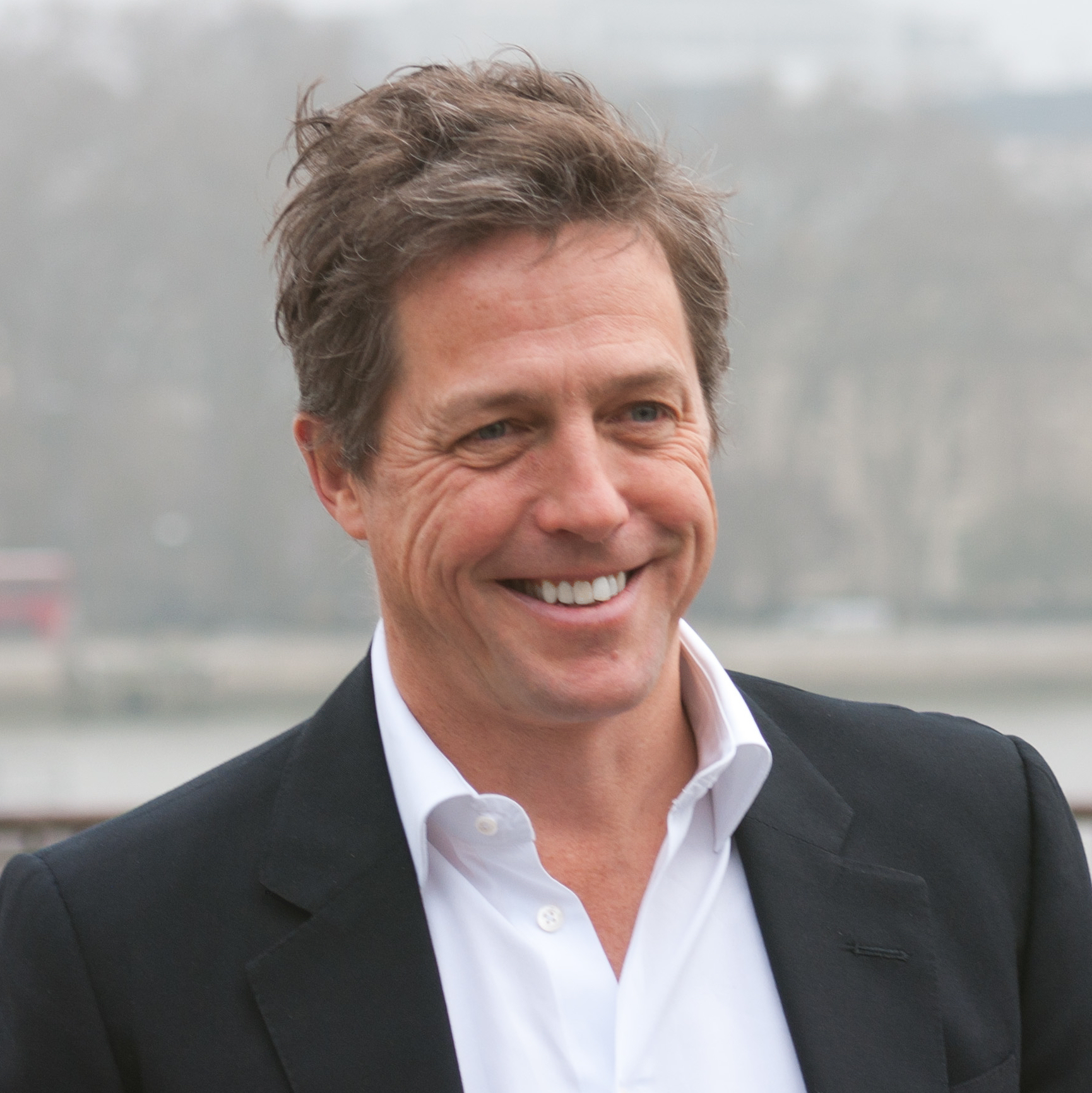
Hugh Grant

- 09. September: Hugh Grant, britischer Schauspieler

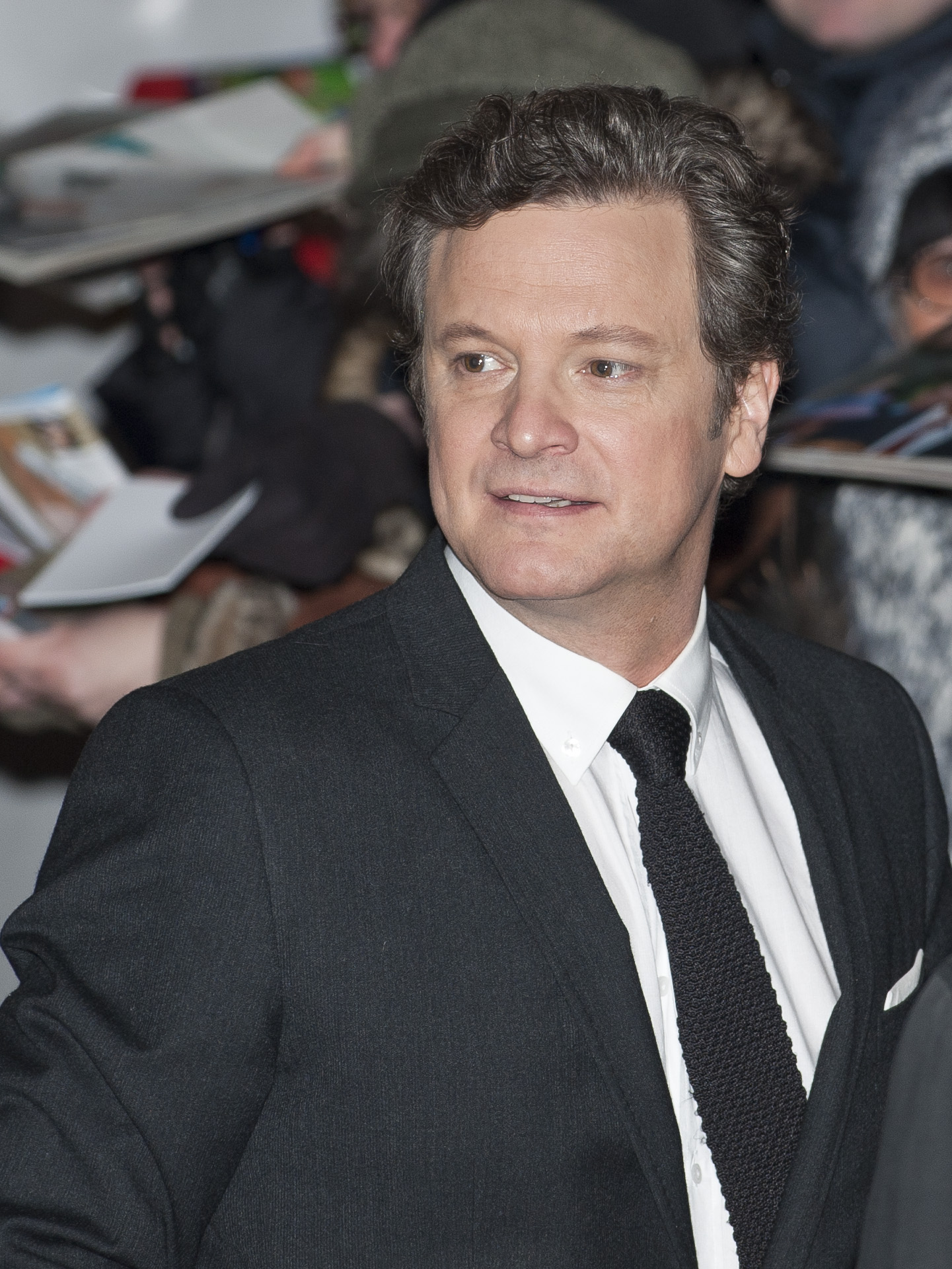
Colin Firth, 2011

- 10. September: Colin Firth, britischer Schauspieler
- 10. September: Jang Yun-chang, südkoreanischer Volleyballspieler († 2025)
- 10. September: Harald Krassnitzer, österreichischer Schauspieler
- 10. September: Lou Richter, deutscher Moderator
- 10. September: Ralf Schmidt, deutscher Sänger (IC Falkenberg)
- 11. September: Predrag Nikolić, bosnischer Schachspieler
- 11. September: Ágúst Friðrik Hauksson, isländischer Fußballspieler
- 12. September: Uwe Ackermann, deutscher Leichtathlet
- 12. September: Marie-Agnès Annequin-Plantagenet, französische Fußballspielerin
- 12. September: Robert John Burke, US-amerikanischer Schauspieler
- 13. September: Holger Afflerbach, deutscher Historiker
- 13. September: Kevin Carter, südafrikanischer Fotojournalist († 1994)
- 13. September: David Fine, kanadischer Animator und Filmregisseur
- 13. September: Walle Sayer, deutscher Schriftsteller
- 14. September: Christian Petzold, deutscher Filmregisseur
- 14. September: Callum Keith Rennie, kanadischer Schauspieler
- 15. September: Klaus Abbelen, deutscher Automobilrennfahrer und Unternehmer
- 15. September: David Archer, US-amerikanischer Geologe
- 15. September: Daniel Hohrath, deutscher Militärhistoriker
- 16. September: Jayne Brook, US-amerikanische Schauspielerin
- 16. September: Danny John-Jules, britischer Schauspieler, Tänzer und Sänger
- 16. September: Graham Brentley Haynes, US-amerikanischer Jazzmusiker
- 16. September: Taneti Mamau, Präsident von Kiribati
- 16. September: Mike Mignola, US-amerikanischer Comicautor und -zeichner
- 16. September: Wilhelm Rahn, deutscher Politiker
- 17. September: Damon Hill, britischer Automobilrennfahrer
- 17. September: Günter Dworek, Sprecher des Lesben- und Schwulenverbandes in Deutschland
- 17. September: Andy Grünenfelder, Schweizer Skilangläufer
- 18. September: Joshua David Angrist, US-amerikanischer Wirtschaftswissenschaftler
- 18. September: Wolfgang Bahro, deutscher Schauspieler und Kabarettist
- 19. September: Pepe Angelillo, argentinischer Jazzpianist, Arrangeur und Komponist
- 19. September: Petra Emmerich-Kopatsch, deutsche Politikerin
- 19. September: Alexander Häusser, deutscher Schriftsteller
- 19. September: Manfred Rumpl, österreichischer Schriftsteller
- 20. September: Alice Brown, US-amerikanische Leichtathletin und Olympiasiegerin
- 20. September: Ecki Stieg, deutscher Journalist, Moderator und Musiker
- 21. September: Marion Appel-Schiefer, deutsche Volleyballspielerin
- 21. September: David James Elliott, US-amerikanischer Schauspieler
- 22. September: Michael Schramm, deutscher Theologe und Wirtschaftsethiker
- 23. September: Barbara Mensing, deutsche Bogenschützin, zweifache Olympiamedaillengewinnerin
- 24. September: Manfred Aichinger, österreichischer Choreograf und Tanzpädagoge
- 24. September: Erich Mächler, Schweizer Radrennfahrer
- 24. September: Kirsten Tackmann, deutsche Politikerin (Linkspartei) und MdB
- 25. September: Andrzej Stasiuk, polnischer Autor, Journalist und Literaturkritiker
- 25. September: Ihor Bjelanow, ukrainischer Fußballspieler
- 25. September: Sam Whipple, US-amerikanischer Schauspieler († 2002)
- 26. September: Uwe Bein, deutscher Fußballspieler
- 27. September: Ralf Augustin, deutscher Fußballspieler
- 27. September: Jean-Marc Barr, französischer Schauspieler
- 27. September: Patrick Lindner, deutscher Schlagersänger
- 27. September: Manfred Nerlinger, deutscher Gewichtheber
- 27. September: Marco Saviozzi, französischer Automobilrennfahrer
- 28. September: Mehmed Baždarević, jugoslawischer Fußballspieler und bosnisch-herzegowinischer Fußballtrainer

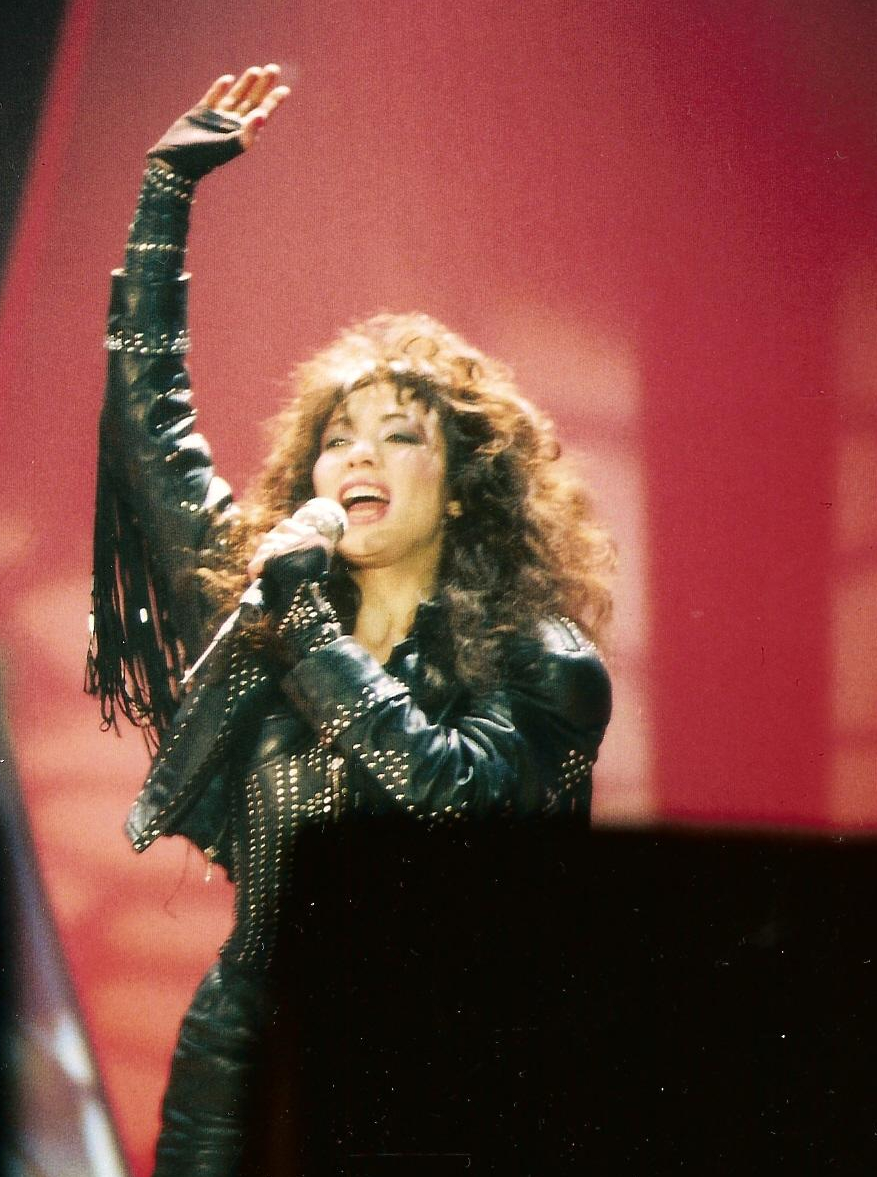
Jennifer Rush, 1988

- 28. September: Jennifer Rush, US-amerikanische Sängerin
- 29. September: Chris Bauer, US-amerikanischer Jazz-Mundharmonikaspieler
- 29. September: Heinrich Fiechtner, deutscher Arzt und Politiker
- 30. September: Blanche Lincoln, US-amerikanische Politikerin
- 000September: Lassaad Abdelli, tunesischer Fußballspieler

### Oktober
- 01. Oktober: Michael Schindhelm, deutscher Autor und Theaterintendant
- 01. Oktober: Markus Wolfahrt, österreichischer Musiker
- 02. Oktober: Glenn Christopher Anderson, kanadischer Eishockeyspieler
- 02. Oktober: LeeLee Morrison, kanadische Freestyle-Skierin
- 02. Oktober: Terence Winter, US-amerikanischer Drehbuchautor und Produzent
- 02. Oktober: Volker Beck, deutscher Fußballspieler
- 03. Oktober: Michel Godard, französischer Jazzmusiker
- 03. Oktober: Rüdiger Klos, deutscher Politiker
- 03. Oktober: Kerstin Leitmeyer, deutsche Schriftstellerin und Malerin († 2010)
- 05. Oktober: Toomas Annus, estnischer Unternehmer und Investor
- 05. Oktober: Daniel Baldwin, US-amerikanischer Schauspieler
- 05. Oktober: Antônio de Oliveira Filho, brasilianischer Fußballspieler
- 05. Oktober: Max Nagl, österreichischer Jazzsaxophonist und Komponist
- 05. Oktober: Evangelia Tzampazi, griechische Politikerin
- 06. Oktober: Kristiane Kupfer, deutsche Schauspielerin
- 06. Oktober: Yves Leterme, belgischer Politiker
- 06. Oktober: Shun Medoruma, japanischer Schriftsteller
- 06. Oktober: Sabine Töpperwien, deutsche Sportjournalistin
- 07. Oktober: Viktor Lazlo, französisch-belgische Pop-Sängerin
- 08. Oktober: Andrea Anastasi, italienischer Volleyballtrainer und -spieler
- 08. Oktober: Ralf Minge, deutscher Fußballer
- 10. Oktober: Khadija Arib, niederländische Politikerin
- 10. Oktober: Arlene McCarthy, britische Abgeordnete im Europäischen Parlament
- 10. Oktober: Clemens Messow, deutscher Kameramann
- 10. Oktober: Michaela Engelmeier, deutsche Politikerin
- 10. Oktober: Dieter Fensel, deutscher Informatiker († 2024)
- 10. Oktober: Simon Townshend, britischer Gitarrist, Sänger und Songwriter
- 11. Oktober: Stan Douglas, kanadischer Künstler
- 11. Oktober: Michael Niesemann, deutscher Oboist und Hochschullehrer
- 12. Oktober: Jürgen Engler, deutscher Musiker und Produzent
- 12. Oktober: Michael Grosse-Brömer, deutscher Politiker
- 12. Oktober: Karsten Heinz, deutscher Handballtrainer und Handballtorwart
- 12. Oktober: Mark Jensen, kanadischer Rennrodler († 2021)
- 12. Oktober: Alexei Kudrin, russischer Politiker
- 13. Oktober: Pe Werner, deutsche Sängerin
- 13. Oktober: George Pratt, US-amerikanischer Comiczeichner, Illustrator, Künstler und Autor
- 14. Oktober: Steve Cram, englischer Leichtathlet
- 14. Oktober: Hubertus Hess-Grunewald, deutscher Rechtsanwalt und Fußballfunktionär
- 16. Oktober: Bob Mould, US-amerikanischer Sänger, Songwriter und Gitarrist
- 16. Oktober: Johannes Schild, deutscher Komponist und Dirigent
- 16. Oktober: Jürgen Jansen, deutscher Schiedsrichter
- 16. Oktober: Petra Pfaff, deutsche Leichtathletin
- 17. Oktober: Hartmut Weber, deutscher Leichtathlet

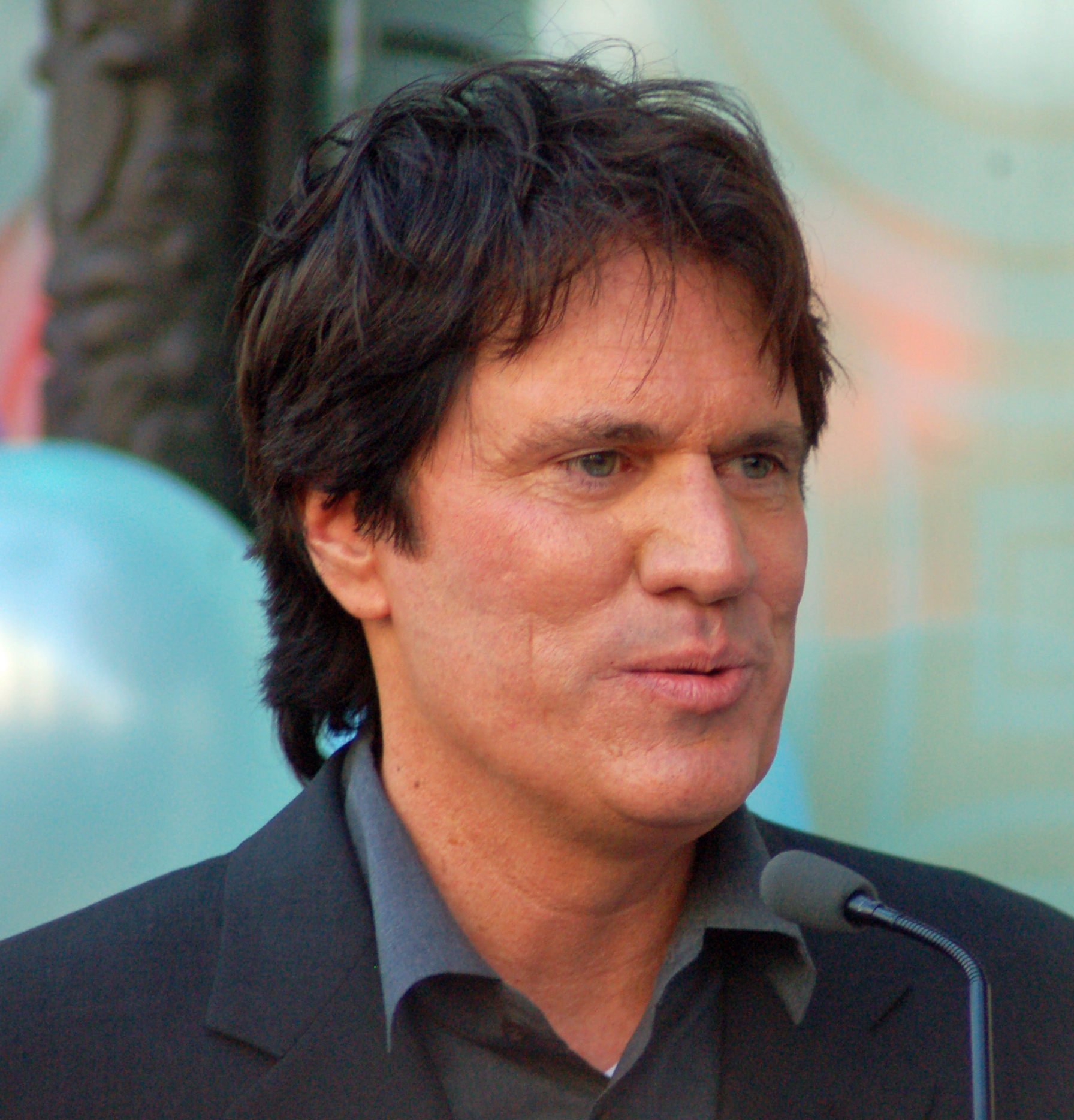
Rob Marshall

- 17. Oktober: Rob Marshall, US-amerikanischer Regisseur und Choreograf
- 18. Oktober: Erin Moran, US-amerikanische Kinderdarstellerin und Schauspielerin († 2017)

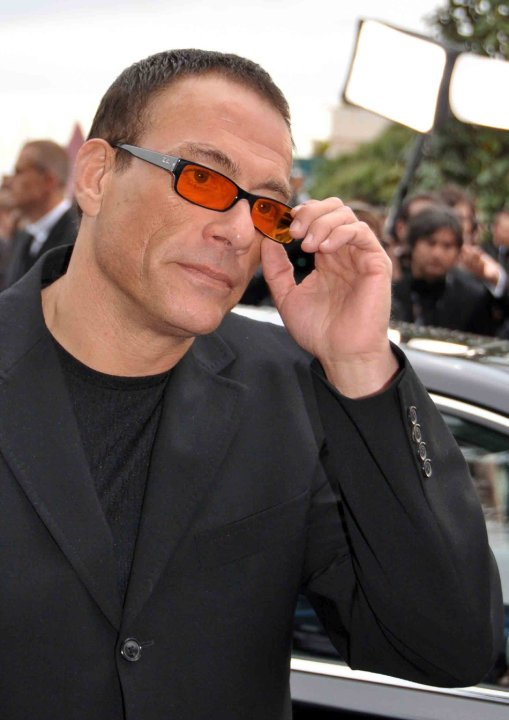
Jean-Claude Van Damme

- 18. Oktober: Jean-Claude Van Damme, belgischer Schauspieler
- 18. Oktober: Horst Wiemann, deutscher Handballspieler und -trainer
- 19. Oktober: Mark Davis, US-amerikanischer Baseballspieler
- 19. Oktober: Jean-Michel Pilc, französischer Jazzpianist
- 19. Oktober: Jennifer Holliday, US-amerikanische Musical- und R&B-Sängerin
- 20. Oktober: Lepa Brena, jugoslawische Sängerin
- 22. Oktober: Harri Toivonen, finnischer Automobilrennfahrer
- 23. Oktober: Max Patrick Adenauer, deutscher Unternehmer
- 23. Oktober: Mirwais, französischer Musiker und Musikproduzent
- 23. Oktober: Wayne Rainey, US-amerikanischer Motorradrennfahrer
- 23. Oktober: Erich Rinner, österreichischer Solotrompeter
- 24. Oktober: Bernd Andler, deutscher Handballschiedsrichter
- 24. Oktober: Buschra al-Assad, syrische Politikerin
- 24. Oktober: Wolfgang Güllich, deutscher Sportkletterer († 1992)
- 24. Oktober: Christoph Schlingensief, deutscher Film- und Theaterregisseur († 2010)
- 24. Oktober: Joachim Winkelhock, deutscher Automobilrennfahrer
- 25. Oktober: Maria de Alvear, spanische Komponistin
- 25. Oktober: Jörg Schmidt, Oberbürgermeister der Stadt Radolfzell am Bodensee
- 25. Oktober: Elias Nassar, libanesischer Bischof
- 27. Oktober: Manfredo Kraemer, deutsch-argentinischer Violinist und Dirigent
- 27. Oktober: Swen Papenbrock, deutscher Zeichner († 2025)
- 29. Oktober: Agim Çeku, Premierminister der Provinz Kosovo
- 29. Oktober: Dieter Nuhr, deutscher Kabarettist Dieter Nuhr, 2006

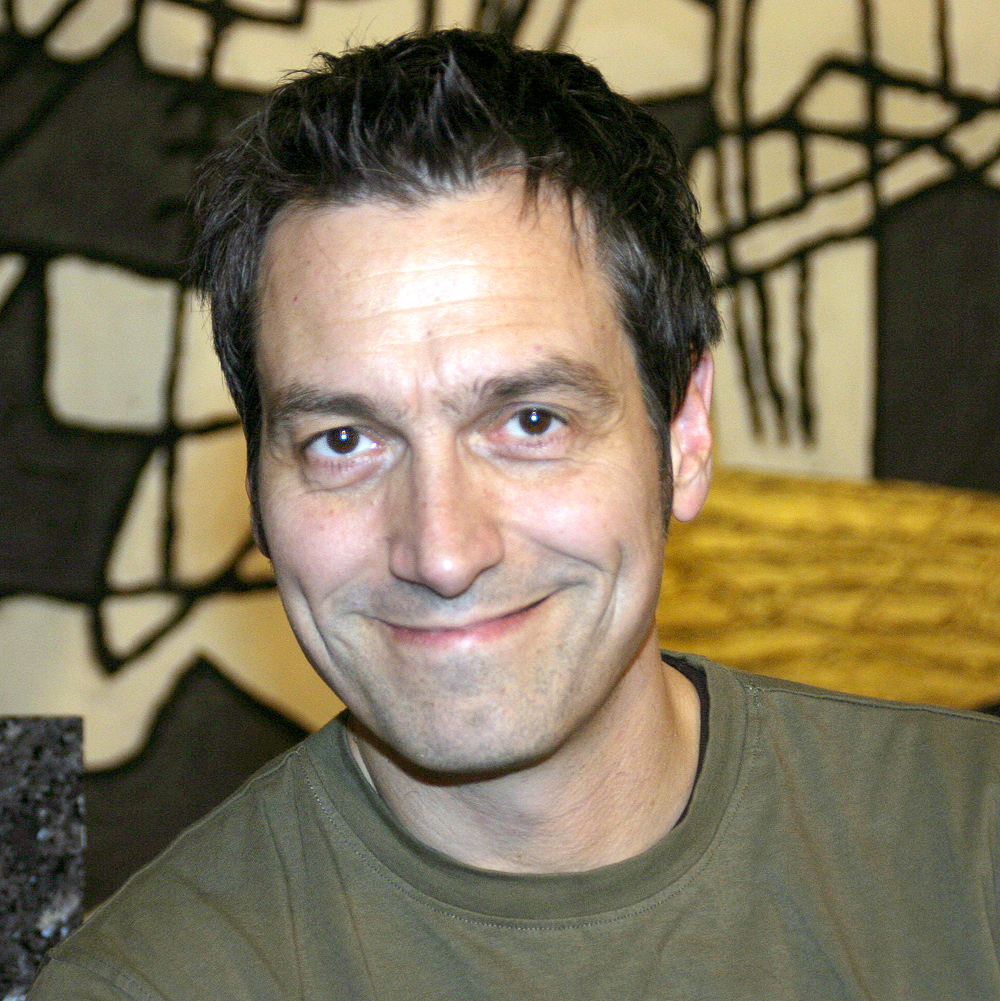
Dieter Nuhr, 2006

- 30. Oktober: Andreas Hägele, deutscher Fußballspieler und -trainer († 2018)
- 30. Oktober: Diego Maradona, argentinischer Fußballspieler- und trainer sowie Weltmeister mit der argentinischen Nationalmannschaft  († 2020) Diego Maradona, 2012

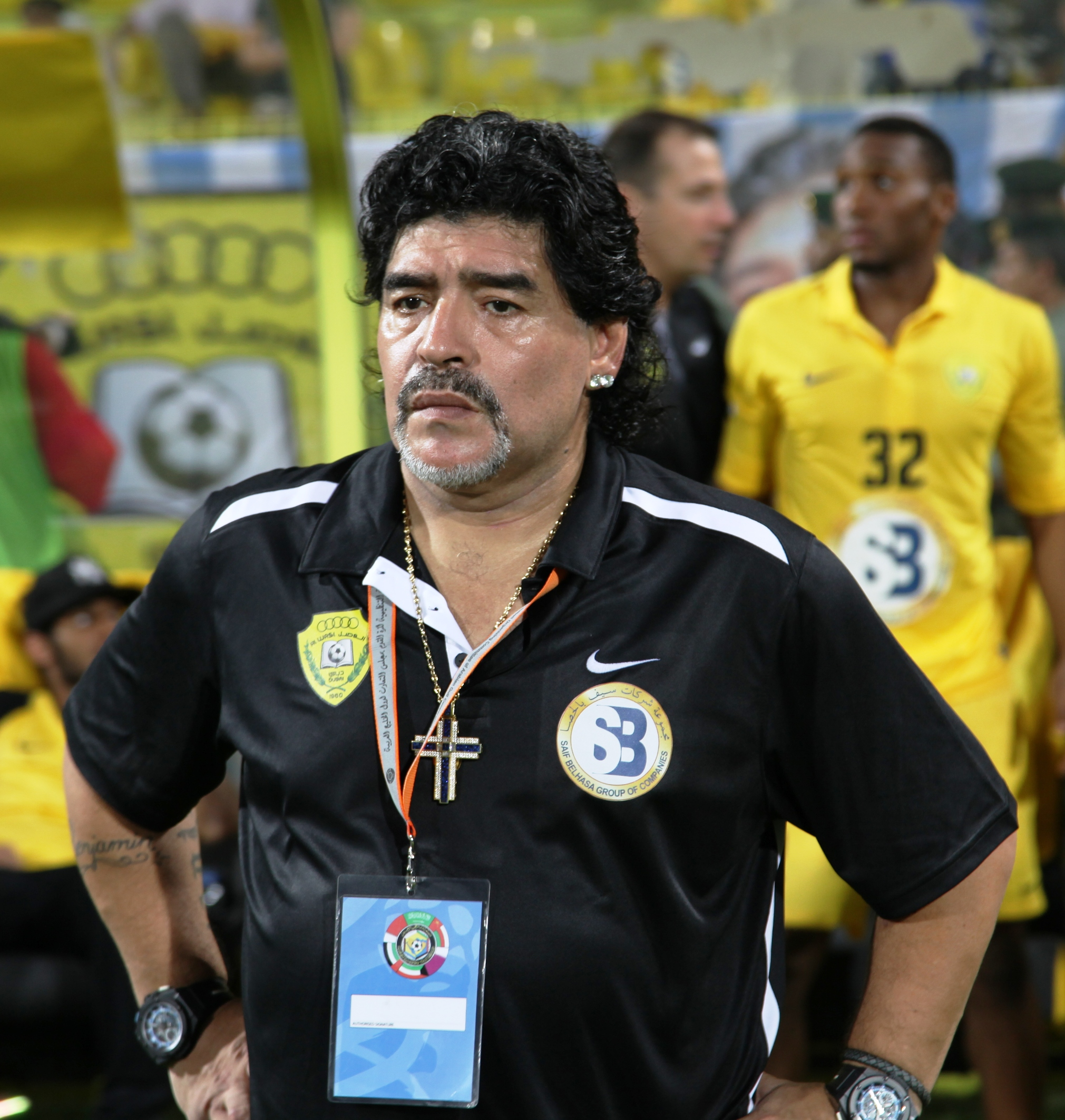
Diego Maradona, 2012

- 31. Oktober: Wilfried Aepinus, deutscher Fußballspieler
- 31. Oktober: Cyrus Reza Pahlavi, ältester Sohn von Schah Mohammad Reza Pahlavi und dessen Ehefrau Farah Diba

### November
- 01. November: Olaf Burmeister, deutscher Schauspieler
- 01. November: Tim Cook, US-amerikanischer Manager
- 02. November: Odette Bereska, deutsche Dramaturgin
- 02. November: Andy Borg, österreichischer Schlagersänger
- 03. November: Augustin Jagg, deutscher Theaterregisseur
- 03. November: James Prime, britischer Keyboarder († 2025)
- 04. November: Adrián Iaies, argentinischer Jazz- und Tangopianist und Komponist
- 04. November: Frl. Menke, deutsche Sängerin
- 05. November: Christof Lang, deutscher Fernsehjournalist und Moderator
- 05. November: Martin Blumenau, österreichischer Radiomoderator († 2021)
- 05. November: Tilda Swinton, schottische Schauspielerin Tilda Swinton beim Edinburgh Film Festival 2007

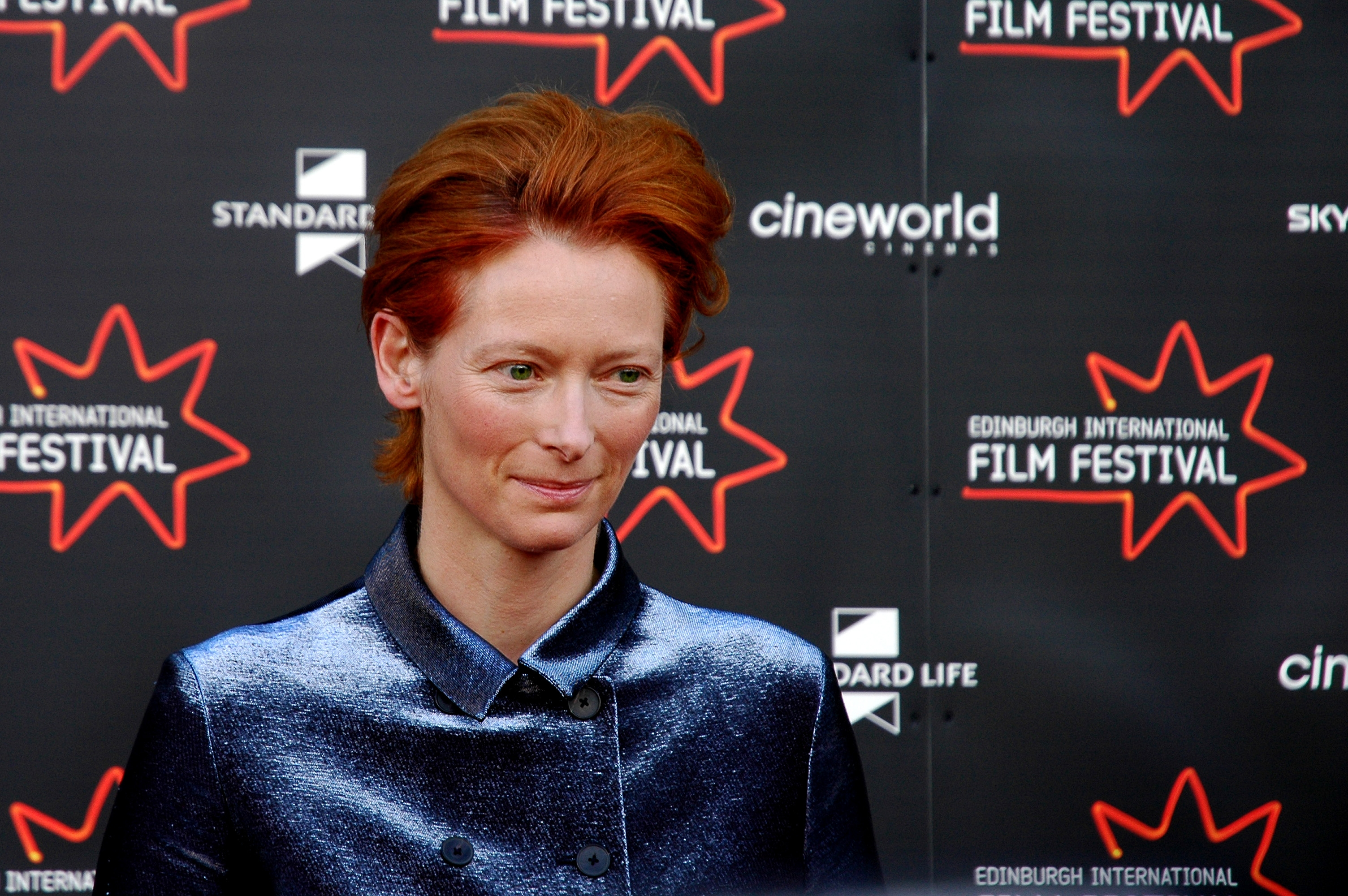
Tilda Swinton beim Edinburgh Film Festival 2007

- 05. November: Betsy Haines, US-amerikanische Skilangläuferin
- 06. November: Stefano Arquilla, italienischer Filmschaffender
- 06. November: Kevin Neufeld, kanadischer Ruderer († 2022)
- 07. November: Charlie Bell, US-amerikanischer Unternehmer († 2005)
- 07. November: Tommy Thayer, Leadgitarrist bei Kiss
- 08. November: Elizabeth Avellan, US-amerikanische Filmproduzentin
- 08. November: Sadi Tekelioğlu, türkisch-dänischer Journalist († 2020)
- 09. November: Andreas Brehme, deutscher Fußballspieler und -trainer († 2024) Andreas Brehme

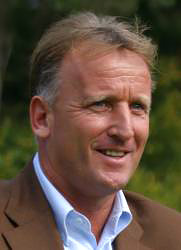
Andreas Brehme

- 09. November: Roland Dickgießer, deutscher Fußballspieler
- 09. November: Kurt Lanthaler, Südtiroler Schriftsteller
- 10. November: Ernst-Ingolf Angermann, deutscher Politiker
- 10. November: Georg Fischer, deutscher Biathlet und Skilangläufer
- 11. November: Lawrence Bayne, kanadischer Schauspieler
- 11. November: Marcel Koller, Schweizer Fußballspieler und -trainer
- 11. November: Hyapatia Lee, US-amerikanische Schauspielerin, Sängerin, Tänzerin und Pornodarstellerin
- 11. November: Mihail Lucian Popescu, rumänischer Eishockeyspieler († 2021)
- 11. November: Stanley Tucci, US-amerikanischer Schauspieler, Filmproduzent und Regisseur
- 13. November: Petra Bierwirth, deutsche Politikerin und MdB
- 13. November: Wolfgang Murnberger, österreichischer Filmregisseur
- 14. November: Elias Bierdel, Leiter der Nothilfeorganisation Cap Anamur
- 14. November: Bernard Brandt, Schweizer Freestyle-Skier
- 14. November: Francesco Schettino, italienischer Kapitän
- 14. November: Claudio Schiavoni, italienischer Automobilrennfahrer
- 15. November: Franziska Buch, deutsche Regisseurin
- 15. November: Dann Huff, US-amerikanischer Studiogitarrist und Musikproduzent
- 15. November: Susanne Lothar, deutsche Schauspielerin († 2012)
- 15. November: Willi Langer, österreichischer Bassist
- 17. November: RuPaul, US-amerikanischer Künstler und Moderator
- 17. November: Uwe Hassbecker, deutscher Gitarrist
- 17. November: Jonathan Ross, britischer Moderator
- 17. November: Petrik Sander, deutscher Fußballtrainer und -funktionär
- 18. November: Gabriele Arenberger, österreichische Politikerin
- 18. November: Kim Wilde, britische Musikerin
- 19. November: Jan Koneffke, deutscher Schriftsteller
- 19. November: Ferdinand Kramer, deutscher Historiker
- 19. November: Don Ross, kanadischer Komponist und Gitarrist
- 19. November: Matt Sorum, US-amerikanischer Schlagzeuger
- 19. November: Wassili Tichonow, sowjetischer Ruderer
- 20. November: Veronika Bellmann, deutsche Politikerin
- 21. November: Rudolf Anschober, österreichischer Politiker
- 21. November: Algirdas Astrauskas, litauischer Ökonom und Politiker
- 21. November: Dan Kimball, US-amerikanischer Theologe, Pastor und Autor
- 22. November: Leos Carax, französischer Filmregisseur
- 23. November: Sam Ermolenko, US-amerikanischer Bahnsportler
- 25. November: Robert Dunlop, britischer Motorradrennfahrer († 2008)
- 25. November: Amy Grant, US-amerikanische Sängerin und Liedermacherin
- 25. November: John F. Kennedy Jr., US-amerikanischer Jurist und Verleger († 1999)
- 26. November: Harry Clarke, englischer Fußballspieler
- 26. November: Martin Grath, deutscher Politiker
- 26. November: Jack Markell, US-amerikanischer Politiker
- 26. November: Delio Rossi, italienischer Fußballspieler und -trainer
- 26. November: Christian Steiner, deutscher Eiskunstläufer († 2025)
- 27. November: Eike Immel, deutscher Fußballspieler Eike Immel

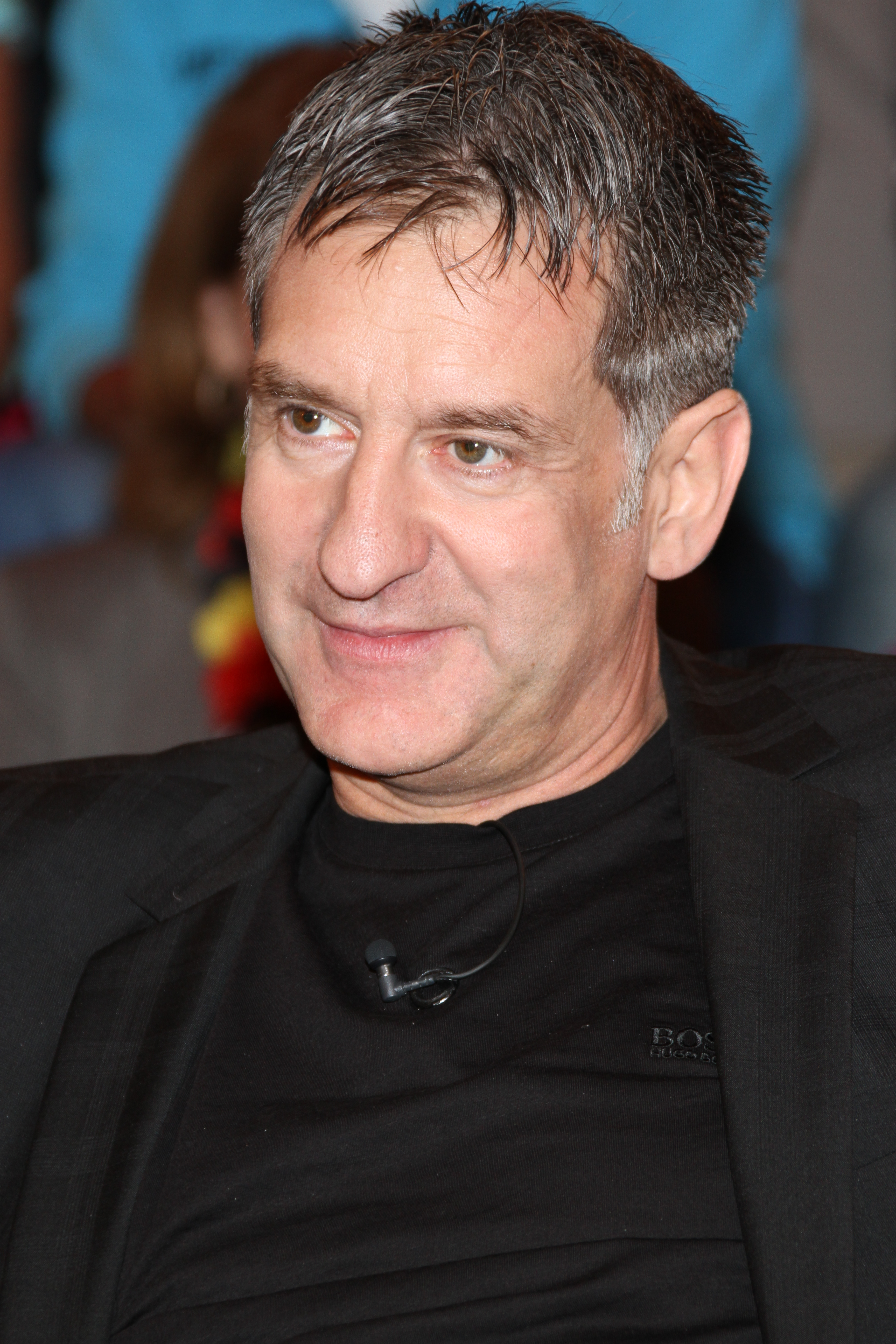
Eike Immel

- 27. November: Julija Tymoschenko, ukrainische Politikerin, Premierministerin der Ukraine Julija Tymoschenko

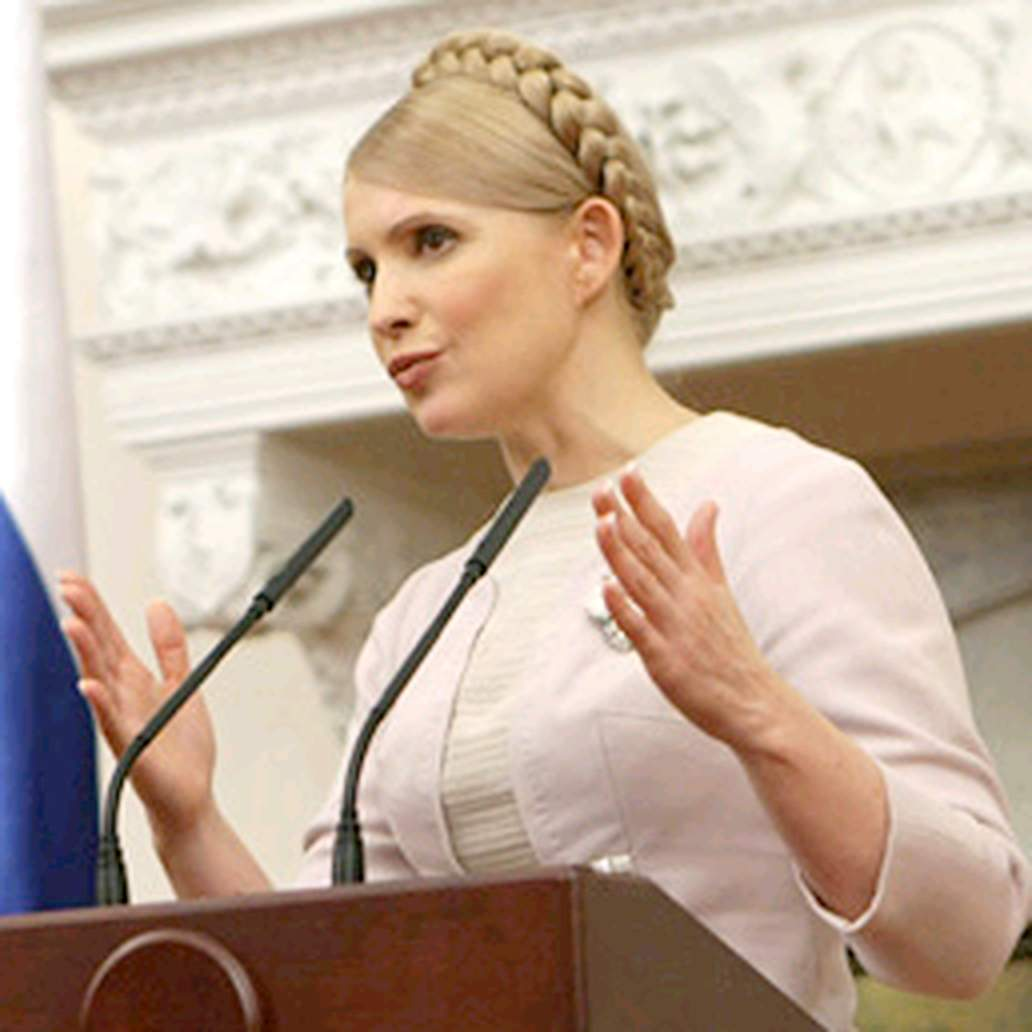
Julija Tymoschenko

- 28. November: John Galliano, US-amerikanischer Modeschöpfer
- 29. November: Jörg Föste, deutscher Unternehmer und Geschäftsführer des Handballvereins Bergischer HC
- 30. November: Hiam Abbass, palästinensische Schauspielerin
- 30. November: Gary Lineker, englischer Fußballspieler

### Dezember
- 01. Dezember: Adriano Aguzzi, italienisch-schweizerischer Mediziner und Hochschullehrer
- 01. Dezember: Carol Alt, US-amerikanisches Fotomodell und Schauspielerin
- 01. Dezember: Andrea Ehrig-Mitscherlich, deutsche Eisschnellläuferin
- 01. Dezember: Petra Sitte, deutsche Politikerin
- 02. Dezember: Justus von Dohnányi, deutscher Schauspieler
- 02. Dezember: Sydney Youngblood (bürgerl. Sydney Ford), US-amerikanischer Soul-Sänger
- 03. Dezember: Jam El Mar, deutscher Musikproduzent
- 03. Dezember: Daryl Hannah, US-amerikanische Schauspielerin Daryl Hannah

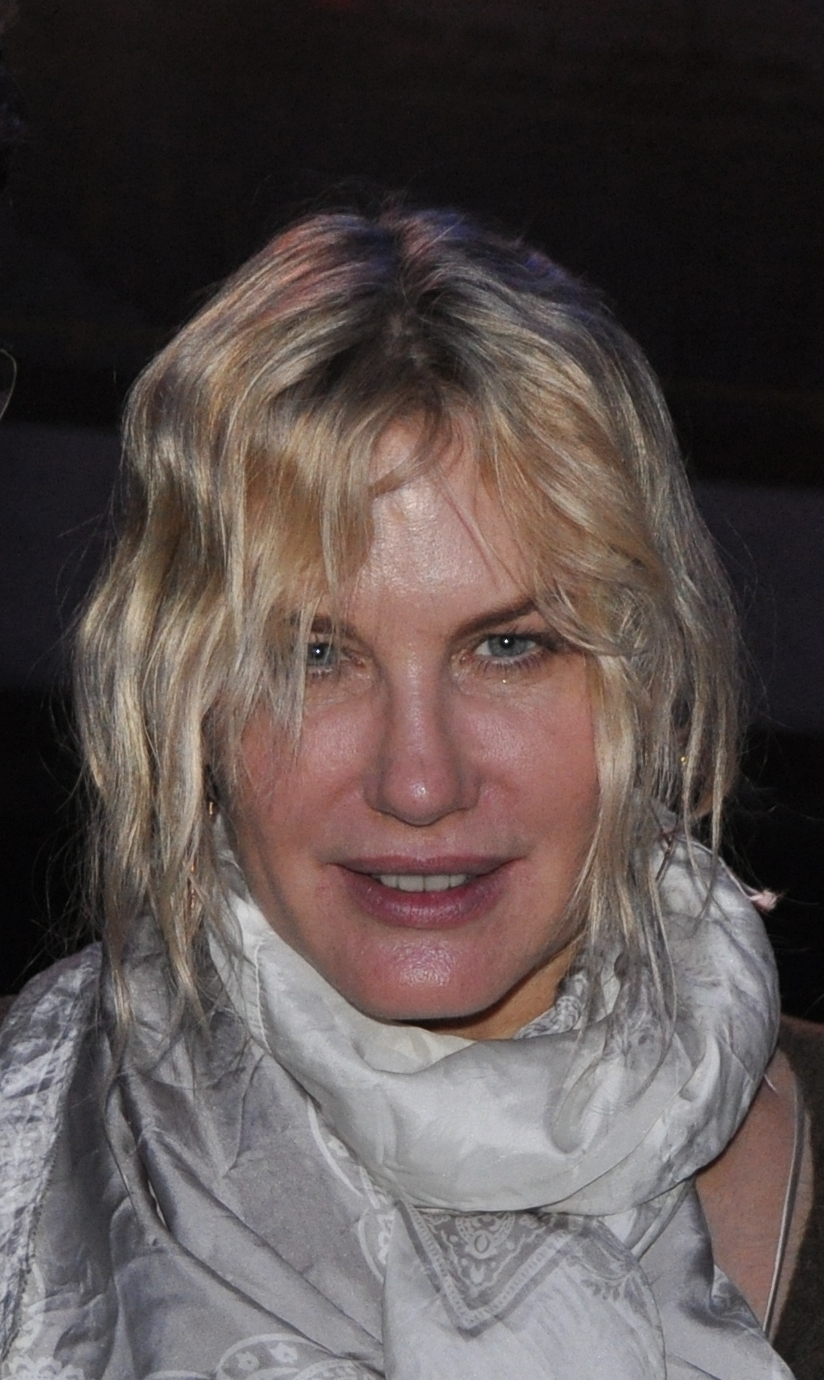
Daryl Hannah

- 03. Dezember: Igor Larionow, russischer Eishockeyspieler
- 03. Dezember: Julianne Moore, US-amerikanische Schauspielerin Julianne Moore

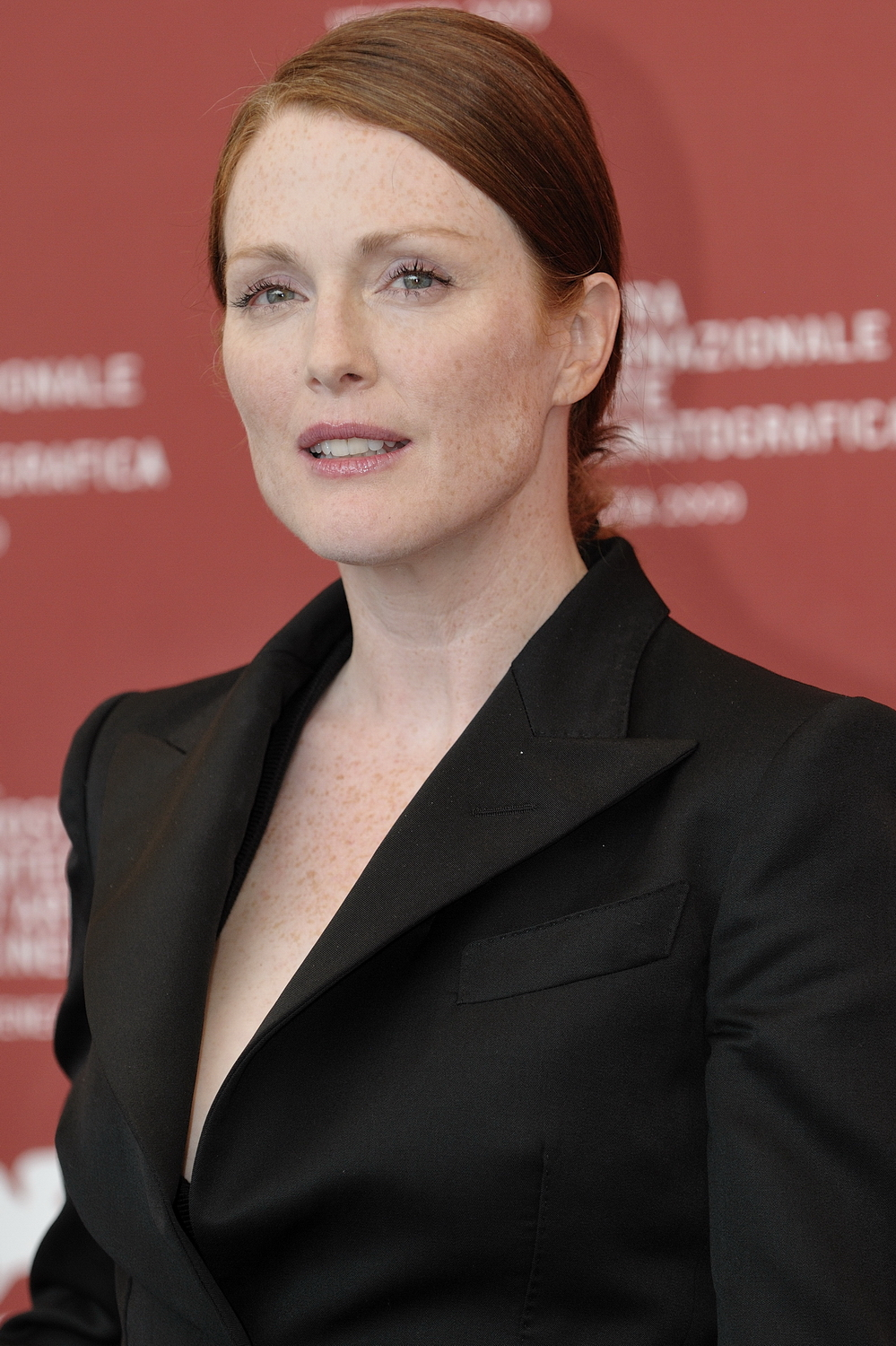
Julianne Moore

- 04. Dezember: Glynis Nunn, australische Leichtathletin und Olympiasiegerin
- 05. Dezember: Frans Adelaar, niederländischer Fußballspieler und -trainer
- 05. Dezember: Jill Farrant, südafrikanische Pflanzenphysiologin
- 05. Dezember: Günter Hermann, deutscher Fußballspieler
- 06. Dezember: Ralf Lindermann, deutscher Schauspieler
- 07. Dezember: Robert Amper, deutscher Schauspieler, Regisseur, Autor und Synchronsprecher
- 07. Dezember: Holger C. Gotha, deutscher Schauspieler, Regisseur und Drehbuchautor
- 07. Dezember: Yasuhide Itō, japanischer Komponist und Pianist
- 07. Dezember: Abdellatif Kechiche, französischer Regisseur, Drehbuchautor und Schauspieler
- 07. Dezember: Erhard Riedlsperger, österreichischer Drehbuchautor und Regisseur
- 08. Dezember: Aaron Allston, US-amerikanischer Autor († 2014)
- 08. Dezember: Inger Helene Nybråten, norwegische Skilangläuferin
- 09. Dezember: Christoph Chorherr, österreichischer Politiker
- 10. Dezember: Kenneth Branagh, britischer Schauspieler und Regisseur
- 10. Dezember: Stefan Münz, deutscher Autor der Referenz für Hypertext, SELFHTML
- 10. Dezember: Stefan Dotzler, deutscher Skilangläufer
- 11. Dezember: Rachel Portman, britische Komponistin
- 11. Dezember: Roberto Fraga, französischer Spielautor
- 12. Dezember: Volker Beck, deutscher Politiker Volker Beck, 2010

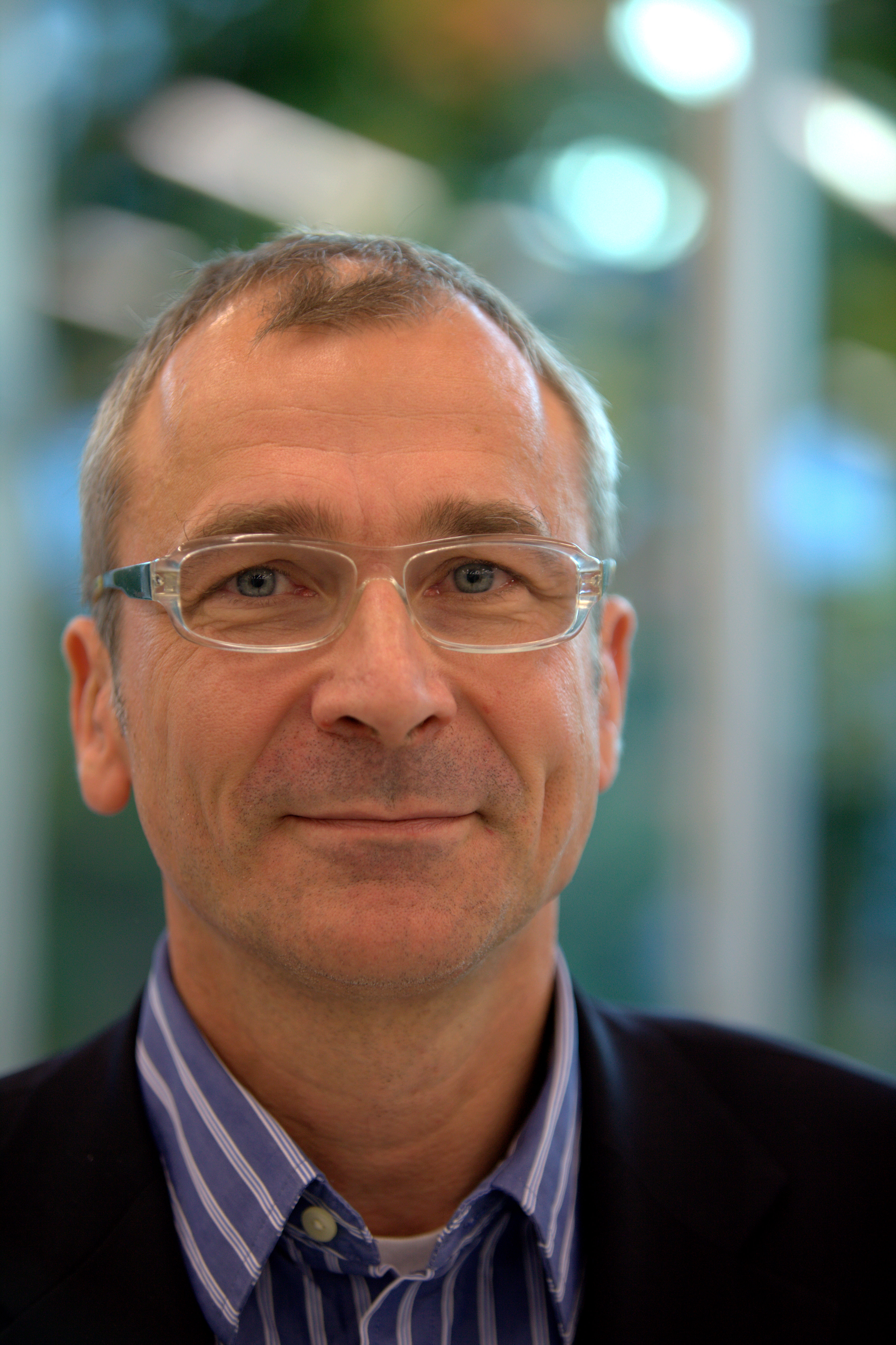
Volker Beck, 2010

- 12. Dezember: Martina Hellmann, deutsche Leichtathletin
- 12. Dezember: Nicola Horlick, britische Fondsmanagerin
- 12. Dezember: Andreas Knie, deutscher Sozialwissenschaftler
- 12. Dezember: Lee Kyeong-yeong, südkoreanischer Schauspieler
- 13. Dezember: José Eduardo Agualusa, angolanischer Schriftsteller
- 13. Dezember: Trey Gunn, US-amerikanischer Musiker
- 13. Dezember: Hendrik Schubert, deutscher Biologe und Professor für Ökologie
- 14. Dezember: Ebrahim Raissi, iranischer Geistlicher und Politiker († 2024)
- 15. Dezember: Andrea Simmen, Schweizer Schriftstellerin († 2005)
- 16. Dezember: John Cryan, britischer Bankmanager
- 16. Dezember: Detlef Dähn, deutscher Historiker, Fotograf und Autor
- 17. Dezember: Moreno Argentin, italienischer Radrennfahrer
- 17. Dezember: Claudia Neidig, deutsche Schauspielerin
- 17. Dezember: Jürgen Tarrach, deutscher Schauspieler
- 18. Dezember: Hans-Jörg Criens, deutscher Fußballspieler († 2019)
- 18. Dezember: Günther Kronenbitter, deutscher Historiker
- 18. Dezember: Kazuhide Uekusa, japanischer Wirtschaftswissenschaftler, Vorsitzender des Three-Nations Research Institute
- 19. Dezember: Oliver Fehn, deutscher Schriftsteller und Übersetzer († 2019)
- 20. Dezember: Nalo Hopkinson, US-amerikanische Autorin
- 21. Dezember: Shuichi Abe, japanischer Politiker
- 22. Dezember: Felicitas Hoppe, deutsche Schriftstellerin
- 22. Dezember: Jean-Michel Basquiat, US-amerikanischer Graffitikünstler, Maler und Zeichner († 1988)
- 23. Dezember: Jürgen Lechl, deutscher Eishockeyspieler
- 23. Dezember: Susanne Riermeier, deutsche Skilangläuferin
- 24. Dezember: Peter Hauk, deutscher Forstmann und Politiker
- 24. Dezember: Tshamano Sebe, südafrikanischer Schauspieler
- 26. Dezember: Ruud Kaiser, niederländischer Fußballspieler und -trainer
- 26. Dezember: Mutter Meera, indische Mystikerin
- 27. Dezember: Maryam d’Abo, britische Schauspielerin
- 27. Dezember: Gerald Eckert, deutscher Komponist, Cellist, und Kunstmaler
- 27. Dezember: Martin Glover, englischer Musikproduzent
- 27. Dezember: Valdas Tutkus, Oberbefehlshaber der litauischen Streitkräfte
- 28. Dezember: Ray Bourque, kanadischer Eishockeyspieler
- 28. Dezember: Terri Garber, US-amerikanische Fernsehschauspielerin
- 29. Dezember: Carola Anding, deutsche Skilangläuferin
- 30. Dezember: Rick Amann, deutscher Eishockeyspieler
- 30. Dezember: Peter Schulz, deutscher Fußballspieler und -trainer
- 30. Dezember: Sabine Zimmermann, deutsche Politikerin
- 31. Dezember: Ute Nestler, deutsche Skilangläuferin

### Tag unbekannt
- Esma Abdelhamid, tunesische Autorin
- Walter Achatz, deutscher Architekt
- Adeva, US-amerikanische House- und R&B-Sängerin
- Hikmet Temel Akarsu, türkischer Roman- und Novellenschreiber und Satiriker
- Helga Amesberger, österreichische Ethnologin, Soziologin und Politikwissenschaftlerin
- El Vez, mexikanisch-amerikanischer Musiker und Singer-Songwriter, eigentlich Robert López
- Kerry Argent, australische Autorin und Illustratorin
- Konstantinos Arvanitopoulos, griechischer Politiker
- Ali Ashour, libyscher Richter und Politiker
- Kemal Astare, deutscher Schriftsteller
- Wladimir Astrachanzew, ukrainischer Violinist
- Jawad al-Bulani, irakischer Politiker
- Kenneth Allen, jamaikanischer Dancehall- und Reggae-Sänger
- Uli Auffermann, deutscher Schriftsteller, Fotograf und Journalist
- Andrea Aust, deutsche Synchronsprecherin und Schauspielerin
- Mohammad Bagheri, iranischer Generalmajor († 2025)
- Andreas Bareiss, deutscher Filmproduzent
- Wolfgang Breul, deutscher Theologe
- Carlos Carmona, argentinischer Komponist, Gitarrist und Dirigent
- Teo Ciavarella, italienischer Jazzmusiker († 2025)
- Brad Dutz, US-amerikanischer Musiker
- Mike Elizalde, US-amerikanischer Experte für Spezialeffekte und Make-up-Design
- Andreas Ernst, deutscher Psychologe und Umweltwissenschaftler
- Kelley Eskridge, amerikanische Autorin und Drehbuchautorin
- Santiago Espel, argentinischer Schriftsteller
- Ruth Florack, deutsche Literaturwissenschaftlerin und Hochschullehrerin
- Andreas Frahm, deutscher Techniker, Forschungstaucher und Erfinder
- Katja Gloger, deutsche Slawistin, Journalistin und Publizistin
- Frank Golischewski, deutscher Autor, Komponist, Regisseur, Pianist und Kabarettist
- Matthias Hermann, deutscher Musikwissenschaftler und -pädagoge, Dirigent und Komponist
- René Hofschneider, deutscher Schauspieler
- Christopher S. Kibit, US-amerikanischer Koch und Hochschullehrer
- Konrad Klek, deutscher evangelischer Theologe, Pfarrer, Organist, Universitätsmusikdirektor und Hochschullehrer
- Gary Knudson, US-amerikanischer Komponist
- Karlheinz Koinegg, deutscher Hörspielautor und Lektor
- Adele Landauer, deutsche Schauspielerin
- Mark Ledford, US-amerikanischer Jazzmusiker († 2004)
- Antje Lewald, deutsche Schauspielerin
- Jan Lublinski, freier Hörfunk- und Wissenschaftsjournalist
- Claudia Matschulla, deutsche Autorin und Schauspielerin
- Martín Mele, argentinischer Künstler
- Henrik Oskarsson, schwedischer Freestyle-Skier († 2002)
- Georg Peez, deutscher Kunstpädagoge
- Martin Ruf, deutscher Schriftsteller und Übersetzer
- Gintaras Rinkevičius, litauischer Dirigent
- Dominik Sackmann, schweizerischer Musikwissenschaftler, Musikschriftsteller und Organist
- Hussein Salami, iranischer Generalmajor († 2025)
- Martina Salomon, österreichische Journalistin
- Diane Samuels, britische Schriftstellerin
- Oliver Sauer, deutscher Schauspieler
- Veit Schubert, deutscher Schauspieler, Regisseur und Dozent für Schauspiel
- Irene Schwarz, deutsche Schauspielerin
- Richard Shindell, US-amerikanischer Folk-Musiker und Singer-Songwriter
- Zebulon Simentov, afghanischer Geschäftsmann
- Miodrag Soric, deutscher Hörfunkjournalist
- Andreas Spannagel, deutscher Jazzmusiker
- Peter Sych, australische Software-Entwickler, Instrumentenbauer und Installationskünstler
- Genc Tomorri, albanischer Fußballspieler und -trainer
- Joyce Tyldesley, britische Ägyptologin
- Maximilian Verhas, deutscher Bildhauer
- Zhou Qiang, chinesischer Politiker
- Betti Xiang, chinesische Musikerin
- Yang Wei, chinesischer Musiker
- Elmar Witt, deutscher Dirigent, Hornist und Musikpädagoge
- Katrina Wreede, US-amerikanische Komponistin, Bratschistin und Musikpädagogin
- Suzanne Ziellenbach, deutsche Schauspielerin
- Gabrielle Marceau, kanadische Hochschullehrerin

## Gestorben

### Januar
- 01. Januar: Margaret Sullavan, US-amerikanische Schauspielerin (* 1909)

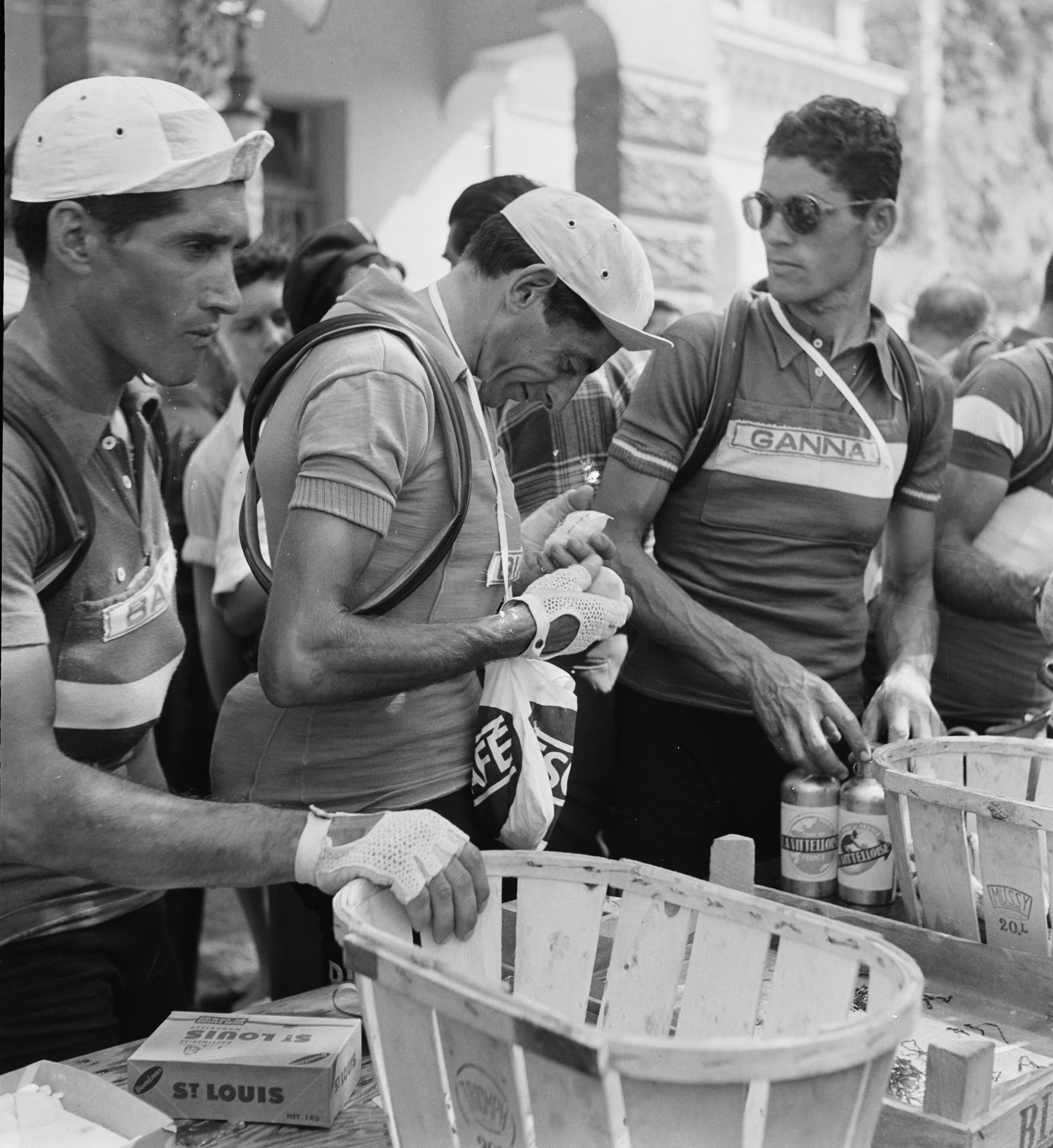
Fausto Coppi, 1952

- 02. Januar: Fausto Coppi, italienischer Radrennfahrer (* 1919)
- 03. Januar: Victor Sjöström, schwedische Regisseur und Schauspieler (* 1879)

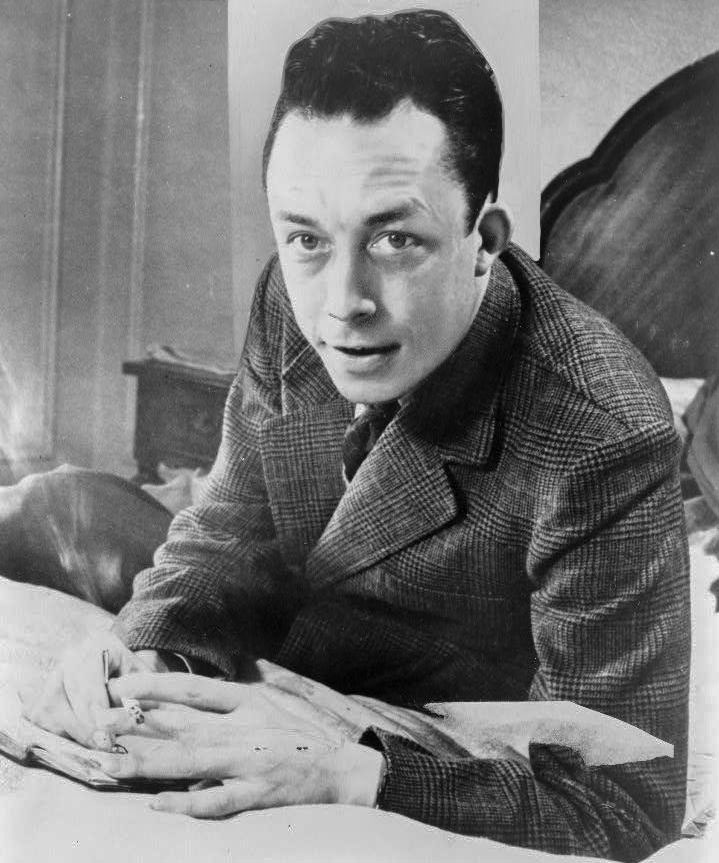
Albert Camus, 1957

- 04. Januar: Albert Camus, französischer Schriftsteller (* 1913)
- 04. Januar: Friedel Hoefer, deutsche Porträt- und Landschaftsmalerin (* 1883)
- 04. Januar: Dudley Nichols, US-amerikanischer Drehbuchautor (* 1895)
- 05. Januar: Fernand Gregh, französischer Schriftsteller und Literaturkritiker (* 1873)
- 06. Januar: Charles Hawks, US-amerikanischer Politiker (* 1899)
- 06. Januar: Erik Robert Lindahl, schwedischer Ökonom (* 1891)
- 07. Januar: Hans Bellée, deutscher Archivar und Historiker (* 1889)
- 08. Januar: Marie Luise Becker, deutsche Schriftstellerin (* 1871)
- 12. Januar: Carlos Di Sarli, argentinischer Tangomusiker (* 1903)
- 12. Januar: Nevil Shute, englischer Schriftsteller, Flugzeugingenieur und Pilot (* 1899)
- 14. Januar: Ralph Chubb, britischer Dichter, Drucker und Künstler (* 1892)
- 15. Januar: Friedrich Leibbrandt, deutscher Chemiker (* 1894)
- 18. Januar: Raymond de Tornaco, belgischer Automobilrennfahrer (* 1886)
- 18. Januar: Julius von Borsody, österreichischer Filmarchitekt und Szenenbildner (* 1892)
- 19. Januar: Ralph Peer, Country-Musiker (* 1892)
- 23. Januar: Guy Daniel-Lamazière, französischer Automobilrennfahrer (* 1877)
- 23. Januar: Wolfgang Kayser, deutscher Germanist und Literaturwissenschaftler (* 1906)
- 24. Januar: Edwin Fischer, Schweizer Pianist (* 1886)
- 24. Januar: Hino Ashihei, japanischer Schriftsteller (* 1907)
- 24. Januar: René Schiltz, französischer Automobilrennfahrer (* 1894)
- 25. Januar: Ilse Arlt, österreichische Sozialarbeiterin (* 1876)
- 25. Januar: Diana Barrymore, US-amerikanische Schauspielerin (* 1921)
- 25. Januar: Rutland Boughton, englischer Komponist (* 1878)
- 25. Januar: Ernst Gehrcke, deutscher Physiker (* 1878)
- 25. Januar: Beno Gutenberg, deutscher Seismologe (* 1889)
- 26. Januar: Ralph Horr, US-amerikanischer Politiker (* 1884)
- 26. Januar: Hans Lukaschek, deutscher Politiker (* 1885)
- 27. Januar: Oswaldo Aranha, brasilianischer Politiker (* 1894)
- 27. Januar: Eugène Daignault, kanadischer Schauspieler und Sänger (* 1895)
- 28. Januar: Zora Neale Hurston, US-amerikanische Schriftstellerin und Anthropologin (* 1891)
- 30. Januar: James Crawford Biggs, US-amerikanischer Jurist und Politiker (* 1872)
- 31. Januar: Harry Blanchard, US-amerikanischer Automobilrennfahrer (* 1931)

### Februar
- 03. Februar: Gustave Guillaume, französischer Linguist (* 1883)
- 05. Februar: Rudolf Nelson, Musiker, Pianist, Komponist und Theaterdirektor (* 1878)
- 06. Februar: Jesse Belvin, US-amerikanischer R&B-Musiker (* 1932)
- 07. Februar: Igor Kurtschatow, sowjetischer Physiker (* 1903)
- 08. Februar: John Langshaw Austin, englischer Philosoph und Linguist (* 1911)
- 08. Februar: Eduard Hermann, estnischer Geher (* 1887)
- 08. Februar: Hans Hinkel, Journalist und Ministerialbeamter (* 1901)
- 08. Februar: Giles Gilbert Scott, englischer Architekt (* 1880)
- 09. Februar: Alexander Nikolajewitsch Benois, russischer Maler, Schriftsteller und Kunsthistoriker und -kritiker (* 1870)
- 09. Februar: Leslie Callingham, britischer Automobilrennfahrer (* 1905)
- 09. Februar: Ernst von Dohnányi, ungarischer Pianist und Komponist (* 1877)
- 09. Februar: Arthur Schütz, österreichischer Ingenieur und Schriftsteller (* 1880)
- 10. Februar: Alojzije Stepinac, Erzbischof von Zagreb und Kardinal (* 1898)
- 11. Februar: Karl von Buchka, deutscher Politiker (* 1885)
- 11. Februar: Victor Klemperer, deutscher Schriftsteller und Literaturwissenschaftler (* 1881)
- 12. Februar: Oskar Anderson, Statistiker, Ökonom (* 1887)
- 12. Februar: Jean-Michel Atlan, französischer Künstler (* 1913)
- 12. Februar: Louis Audouin-Dubreuil, französischer Offizier (* 1887)
- 12. Februar: Oskar von Hindenburg, Sohn des Reichspräsidenten Paul von Hindenburg (* 1883)
- 12. Februar: Roelof Klein, niederländischer Ruderer (* 1877)
- 14. Februar: Sven Rudolphsson Lidman, schwedischer Schriftsteller (* 1882)
- 15. Februar: Tonny Kessler, niederländischer Fußballspieler (* 1889)
- 20. Februar: Philipp Wehr, deutscher Politiker (* 1906)
- 21. Februar: Edwina Mountbatten, Countess Mountbatten of Burma, Ehefrau des letzten Vizekönigs von Indien (* 1901)
- 21. Februar: Jacques Becker, französischer Filmregisseur (* 1906)
- 22. Februar: Paul-Émile Borduas, kanadischer Maler (* 1905)
- 23. Februar: Arthur Legat, belgischer Automobilrennfahrer (* 1898)
- 25. Februar: Johannes Hoffmann, deutscher Politiker (* 1889)
- 26. Februar: William J. Bulow, US-amerikanischer Politiker (* 1869)
- 27. Februar: Oszkár Asbóth, ungarischer Ingenieur und Luftfahrtpionier (* 1891)
- 27. Februar: Ettore Chimeri, venezolanischer Automobilrennfahrer (* 1924)
- 27. Februar: Hermann Lindrath, deutscher Politiker (* 1896)
- 28. Februar: Lina Drechsler Adamson, kanadische Geigerin und Musikpädagogin (* 1876)
- 28. Februar: Walter Zawadil, deutscher Politiker (* 1909)

### März
- 01. März: Paul Leverkuehn, deutscher Politiker (* 1893)
- 02. März: Arthur Louis Day, US-amerikanischer Geophysiker (* 1869)

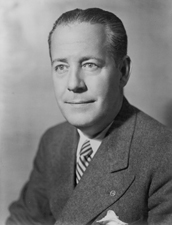
Herbert O’Conor

- 04. März: Herbert O’Conor, US-amerikanischer Politiker (* 1896)
- 04. März: Manja Tzatschewa, bulgarisch-deutsche Schauspielerin (* 1892)
- 05. März: Malcolm C. Tarver, US-amerikanischer Politiker (* 1885)
- 06. März: Pedro Reszka, chilenischer Maler (* 1872)
- 07. März: Gottfried Bohnenblust, Schweizer Hochschullehrer, Germanist, Literaturhistoriker, Komponist und Schriftsteller (* 1883)
- 09. März: Otto Ackermann, Schweizer Dirigent (* 1909)
- 09. März: Bernhard Aschner, österreichischer Physiologe und Arzt (* 1883)
- 09. März: Richard L. Neuberger, US-amerikanischer Politiker (* 1912)
- 10. März: John Harlan Amen, US-amerikanischer Staatsanwalt (* 1898)
- 11. März: Roy Chapman Andrews, US-amerikanischer Forscher, Abenteurer und Paläontologe (* 1884)
- 11. März: Frederick H. Dominick, US-amerikanischer Politiker (* 1877)
- 12. März: Semjon Bogdanow, Chef der sowjetischen Militäradministration in Brandenburg (* 1894)
- 13. März: Louis Wagner, französischer Automobilrennfahrer (* 1882)
- 17. März: Fernando Álvarez de Sotomayor, spanischer Maler (* 1875)
- 20. März: Régulo Rico, venezolanischer Komponist und Musikpädagoge (* 1877)
- 21. März: Hermann Burte, deutscher Dichter und Maler (* 1879)
- 22. März: José Antonio Aguirre y Lecube, baskischer Politiker (* 1904)
- 22. März: Agnes Arber, englische Botanikerin (* 1879)
- 23. März: Franklin Leopold Adams, US-amerikanischer Journalist, Übersetzer und Radiosprecher (* 1881)
- 23. März: Ludwig Bergsträsser, deutscher Politiker (* 1883)
- 23. März: Said Nursî, islamischer Theologe und Aufklärer türkisch-kurdischer Herkunft (* 1876)
- 24. März: Rudolf Kellerhals, Schweizer Jurist (* 1898)
- 25. März: Anna Ahrens, niederdeutsche Heimatdichterin (* 1871)
- 25. März: Erich Bachem, deutscher Ingenieur und Konstrukteur (* 1906)
- 28. März: Russell V. Mack, US-amerikanischer Politiker (* 1891)
- 29. März: Luiz Americano, brasilianischer Klarinettist, Saxophonist und Komponist (* 1900)
- 30. März: Joseph Haas, deutscher Komponist (* 1879)
- 31. März: Franz-Josef Binder, österreichischer Motorradrennfahrer und Entwicklungsingenieur (* 1908)

### April
- 01. April: Tuanku Abdul Rahman ibni Almarhum Tuanku Muhammad, malayischer König (* 1895)
- 01. April: Madeleine Rolland, französische Übersetzerin und Pazifistin (* 1872)
- 04. April: Christian Arnold, deutscher Maler (* 1889)
- 05. April: Adela Wilgocka, polnische Sängerin und Gesangspädagogin (* 1875)
- 07. April: Henri Guisan, General der Schweizer Armee während des Zweiten Weltkriegs (* 1874)
- 09. April: Arthur Benjamin, australischer Komponist (* 1893)
- 12. April: Walter Peterhans, deutscher Fotograf (* 1897)
- 15. April: Wilhelm Gülich, deutscher Politiker (* 1895)
- 18. April: Joseph Antz, deutscher Pädagoge (* 1880)
- 17. April: Eddie Cochran, US-amerikanischer Rock-’n’-Roll-Star (* 1938)
- 20. April: Xenia Alexandrowna Romanowa, russische Großfürstin (* 1875)
- 21. April: Olof Aschberg, schwedischer Bankier (* 1877)
- 21. April: Ellery Sedgwick, US-amerikanischer Schriftsteller (* 1872)
- 22. April: Ephraim Lipson, britischer Wirtschaftshistoriker (* 1888)
- 22. April: August Thienemann, deutscher Zoologe und Ökologe, Begründer der Limnologie (* 1882)
- 23. April: Kagawa Toyohiko, japanischer Theologe und Sozialreformer (* 1888)
- 24. April: Norah de Kresz, englische Pianistin und Musikpädagogin (* 1882)

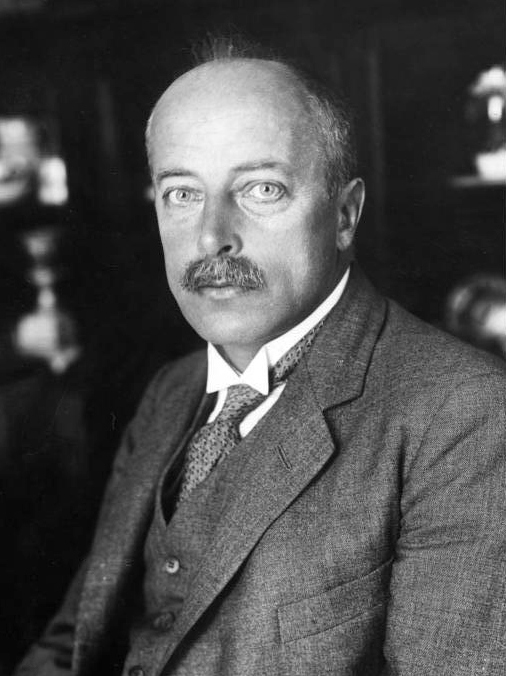
Max von Laue, 1929

- 24. April: Max von Laue, deutscher Physiker (* 1879)
- 25. April: Inocenc Arnošt Bláha, tschechischer Soziologe, Philosoph, Pädagoge (* 1879)
- 25. April: Amanullah Khan, von 1919 bis 1929 König von Afghanistan (* 1892)
- 25. April: August Kopff, deutscher Astronom und Entdecker vieler Asteroiden (* 1882)
- 25. April: Ilmari Krohn, finnischer Komponist und Musikwissenschaftler (* 1867)
- 25. April: Hope Emerson, US-amerikanische Schauspielerin (* 1897)
- 26. April: Wander Johannes de Haas, niederländischer Physiker und Mathematiker (* 1878)
- 26. April: Wolfgang Müller, deutscher Schauspieler und Kabarettist (* 1922)
- 28. April: Carlos Ibáñez del Campo, chilenischer Militär und Politiker (* 1877)
- 28. April: Anton Pannekoek, niederländischer Astronom und marxistischer Theoretiker (* 1873)
- 29. April: Adolf Cillien, deutscher Politiker und MdB (* 1893)
- 29. April: Colin Stanley Gum, australischer Astronom (* 1924)

### Mai
- 01. Mai: José María Granada, spanischer Dramatiker, Drehbuchautor und Regisseur (* 1893)
- 01. Mai: Ernst Otto Oßwald, deutscher Architekt (* 1880)
- 04. Mai: Pedro Arispe, uruguayischer Fußballspieler (* 1900)
- 06. Mai: Paul Abraham, ungarischer Komponist (* 1892)
- 08. Mai: Hugo Alfvén, schwedischer Komponist, Dirigent (* 1872)

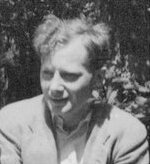
Henry Whitehead um 1934

- 08. Mai: John Henry Constantine Whitehead, britischer Mathematiker (* 1904)
- 09. Mai: Reinhold Artmann, deutscher Politiker (* 1870)
- 10. Mai: Juri Olescha, russischer Schriftsteller (* 1899)
- 11. Mai: Josef Auinger, österreichischer Kriminalbeamter (* 1897)
- 11. Mai: John D. Rockefeller II., Philanthrop (* 1874)
- 12. Mai: Cecil Armstrong Gibbs, englischer Komponist (* 1889)
- 15. Mai: Heinrich Ancker, deutscher Marineoffizier (* 1886)
- 17. Mai: Jules Supervielle, Lyriker, Verfasser von Bühnenwerken und Kurzgeschichten (* 1884)
- 21. Mai: Adolf Aber, deutscher Musikwissenschaftler und Kritiker (* 1893)
- 22. Mai: Franz Dornseiff, deutscher Altphilologe (* 1888)

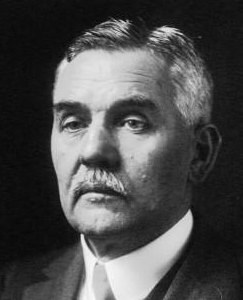
Georges Claude, 1926

- 23. Mai: Georges Claude, französischer Erfinder (* 1870)
- 27. Mai: Alfred Wilhelm Arnold, deutscher Politiker (* 1888)
- 27. Mai: George Zucco, US-amerikanischer Film- und Theaterschauspieler (* 1886)
- 27. Mai: James Montgomery Flagg, US-amerikanischer Zeichner und Illustrator (* 1877)
- 30. Mai: Boris Leonidowitsch Pasternak, russischer Dichter und Schriftsteller (* 1890)
- 31. Mai: Walther Funk, deutscher Journalist und Politiker (* 1890)
- 31. Mai: Willem Elsschot, niederländischsprachiger Schriftsteller aus Belgien (* 1882)

### Juni
- 01. Juni: Paula Hitler, Schwester Adolf Hitlers (* 1896)
- 02. Juni: Eugène Trillaud, französischer Automobilrennfahrer (* 1907)
- 04. Juni: Willy Anker, deutscher Politiker (* 1885)

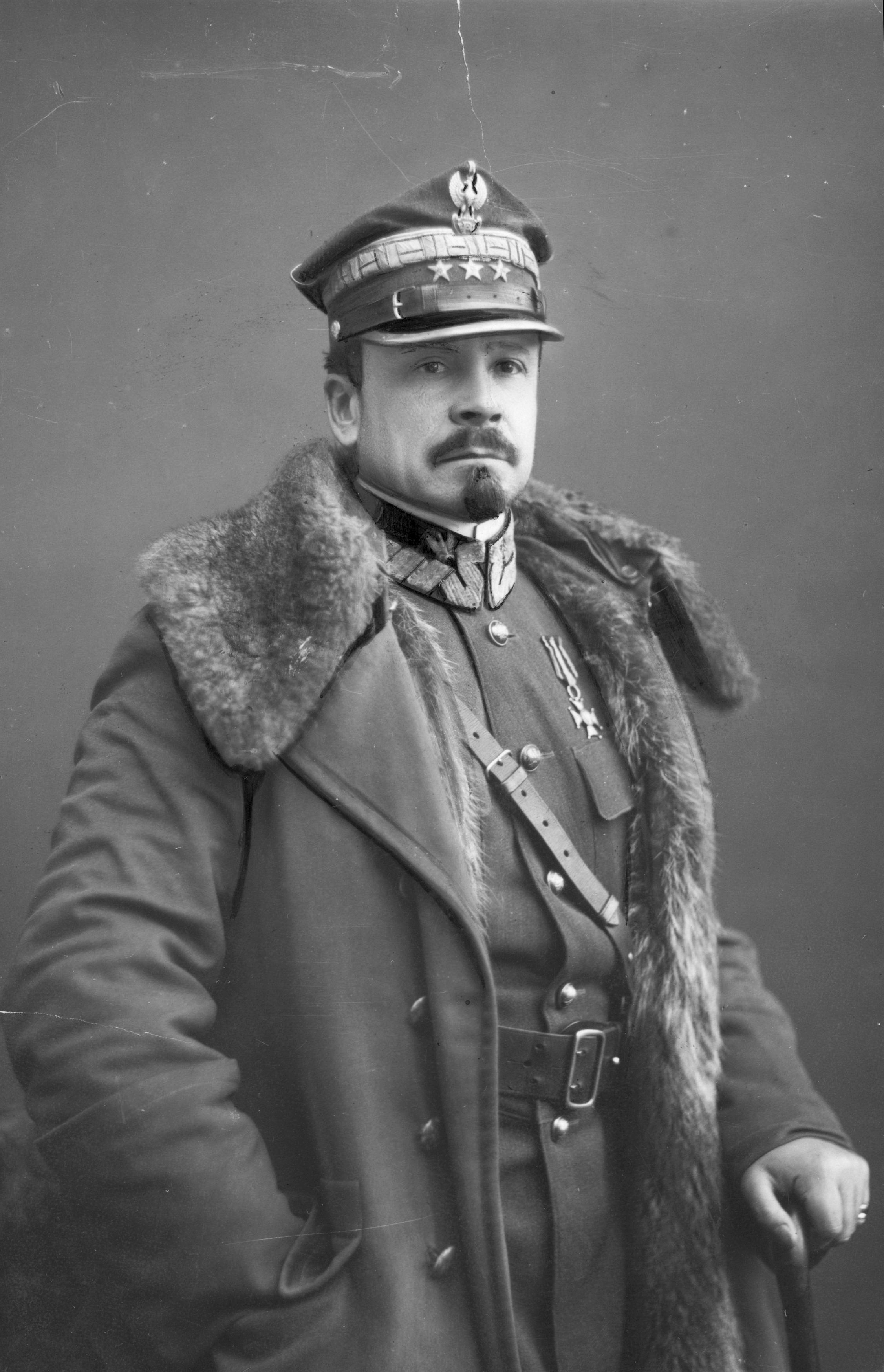
Józef Haller

- 04. Juni: Józef Haller von Hallenburg, General der 2. polnischen Republik (* 1873)
- 04. Juni: Jan Morávek, tschechischer Historiker und Archivar (* 1887)
- 06. Juni: Hermann Rützler, österreichischer Fotograf und Automobilrennfahrer (* 1883)
- 07. Juni: Clemens Laar, deutscher Schriftsteller (* 1906)
- 08. Juni: Josef Karlmann Brechenmacher, deutscher Etymologe (* 1877)
- 09. Juni: Semjon Lawotschkin, sowjetischer Flugzeugkonstrukteur (* 1900)
- 09. Juni: Hans José Rehfisch, deutscher Dramatiker (* 1891)
- 12. Juni: Hugo Atzwanger, österreichischer Maler, Grafiker, Fotograf und Volkskundler (* 1883)
- 13. Juni: Gaston Delalande, französischer Automobilrennfahrer (* 1874)
- 13. Juni: Wilhelm Keppler, deutscher Unternehmern und SS-Obergruppenführer (* 1882)
- 13. Juni: Ken McArthur, südafrikanischer Marathonläufer und Olympiasieger (* 1881 oder 1882)
- 14. Juni: Paul John Kvale, US-amerikanischer Politiker (* 1896)
- 14. Juni: Frank Silver, US-amerikanischer Songwriter, Bandleader und Vaudevilledarsteller (* 1896)
- 16. Juni: Harry Pollitt, britischer Kommunist und Generalsekretär der Communist Party of Great Britain (* 1890)
- 19. Juni: Chris Bristow, englischer Automobilrennfahrer (* 1937)
- 19. Juni: Alan Stacey, englischer Automobilrennfahrer (* 1933)
- 20. Juni: Herbert Fritsche, deutscher Dichter (* 1911)
- 22. Juni: Hermann Duncker, deutscher Politiker und Gewerkschaftsfunktionär (* 1874)
- 23. Juni: Harald Cosack, deutsch-baltischer Historiker, Übersetzer und Hochschullehrer (* 1880)
- 23. Juni: Martin Schenck, deutscher Biochemiker (* 1876)
- 24. Juni: Harald Moltke, dänischer Porträt- und Landschaftsmaler (* 1871)
- 25. Juni: Otto Ender, österreichischer Politiker (* 1875)

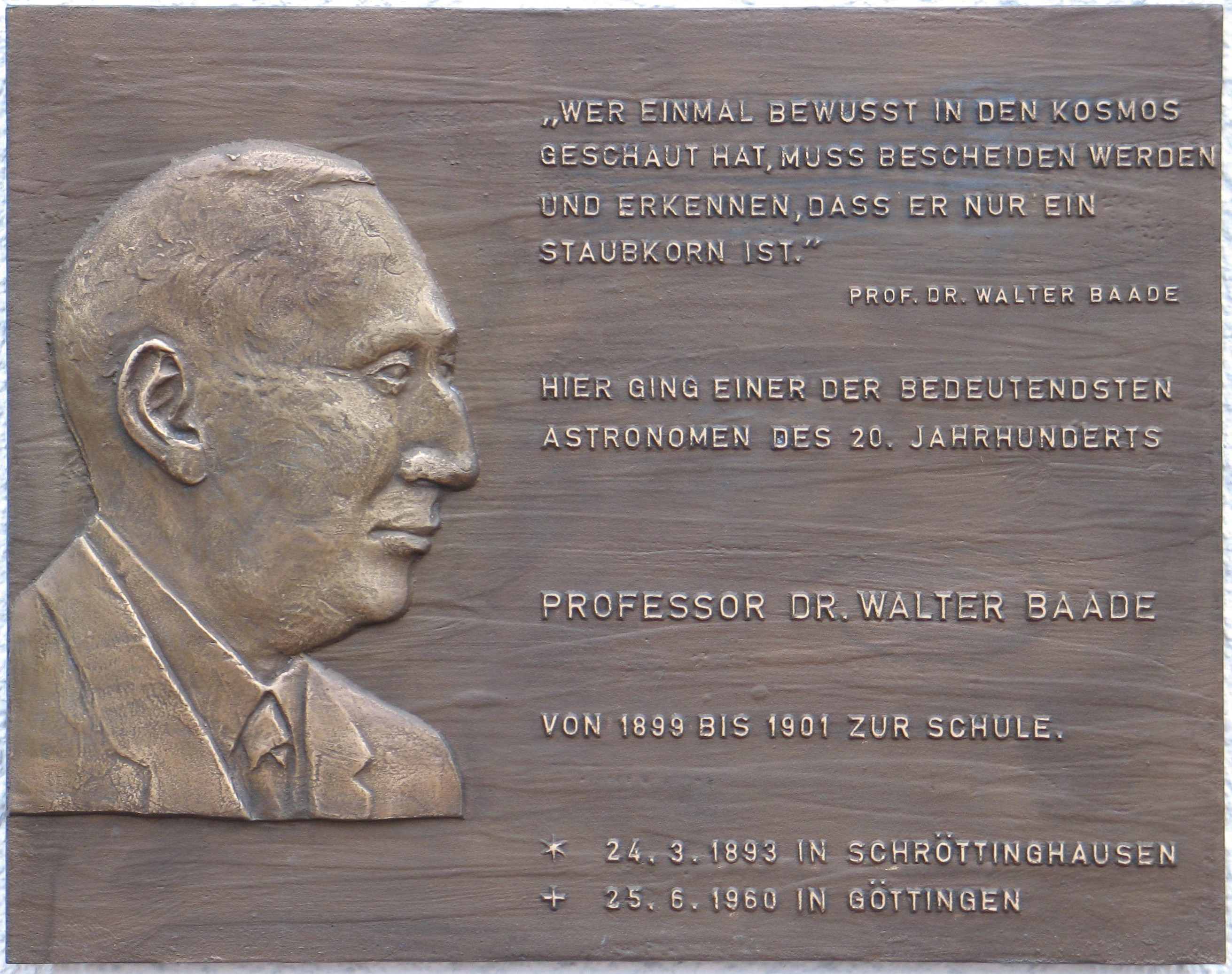
Walter Baade.

- 25. Juni: Walter Baade, deutscher Astronom und Astrophysiker (* 1893)
- 26. Juni: Fridolin Keidel, deutscher Flugpionier (* 1882)
- 27. Juni: Otto Köhler, deutscher Politiker und MdB (* 1897)
- 27. Juni: Charlotte Dod, englische Tennisspielerin (* 1871)
- 28. Juni: Juan Jover, spanischer Automobilrennfahrer (* 1903)
- 28. Juni: Jean Viale, französischer Autorennfahrer (* 1905)
- 30. Juni: Clarence Cameron White, US-amerikanischer Komponist (* 1880)

### Juli
- 01. Juli: Hermann Neubacher, österreichischer Wirtschaftsfachmann und Politiker (* 1893)
- 05. Juli: Otto Hersing, deutscher Marineoffizier (* 1885)
- 06. Juli: Aneurin Bevan, britischer Politiker (* 1897)

Johann Gottfried Bischoff mit Frau Margarete, 1907

- 06. Juli: Johann Gottfried Bischoff, Stammapostel der Neuapostolischen Kirche (* 1871)
- 09. Juli: Edward Burlingame Hill, US-amerikanischer Komponist (* 1872)
- 09. Juli: Walter Scharwenka, deutscher Komponist und Organist (* 1881)
- 10. Juli: Hans Jahn, deutscher Politiker (* 1885)
- 12. Juli: E. Maurice Adler, US-amerikanischer Filmproduzent und Drehbuchautor (* 1906)
- 12. Juli: Pietro Fumasoni Biondi, Kardinal der römisch-katholischen Kirche (* 1872)
- 13. Juli: Hans Loch, deutscher Politiker, Vorsitzender der LDPD und Finanzminister der DDR (* 1898)
- 14. Juli: Maurice de Broglie, 6. Herzog von Broglie, Physiker, Mitglied der Académie française (* 1875)
- 15. Juli: Clemens Schmalstich, deutscher Komponist und Dirigent (* 1880)
- 16. Juli: Albert Kesselring, Generalfeldmarschall im Dritten Reich (* 1885)
- 16. Juli: John Phillips Marquand, US-amerikanischer Schriftsteller (* 1893)
- 18. Juli: Paco Escribano, dominikanischer Humorist (* 1917)
- 20. Juli: Hans Schlange-Schöningen, deutscher Politiker, Reichsminister (* 1886)
- 21. Juli: Massimo Bontempelli, italienischer Schriftsteller (* 1878)
- 22. Juli: Wolf von Niebelschütz, deutscher Schriftsteller und Historiker (* 1913)
- 23. Juli: Elie Spivak, kanadischer Geiger und Musikpädagoge (* 1902)

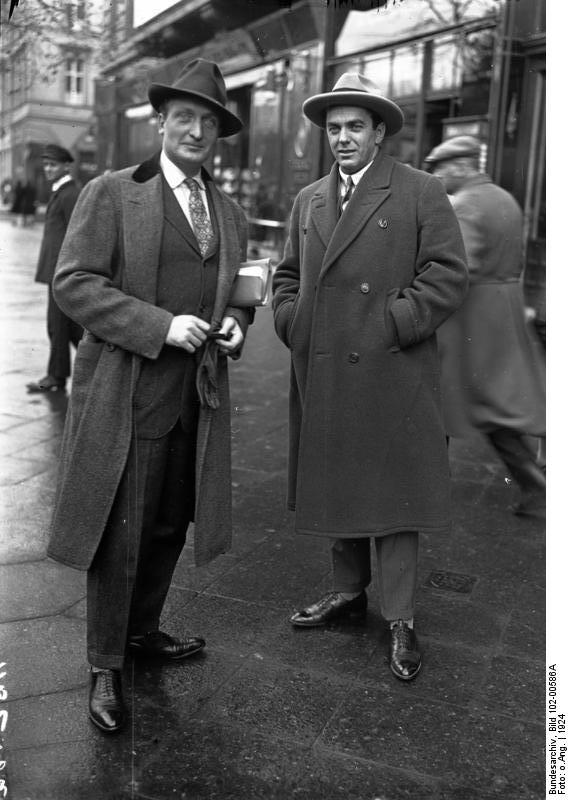
Hans Albers (links) und ein italienischer Tenor, 1924

- 24. Juli: Hans Albers, deutscher Schauspieler (* 1891)
- 26. Juli: Cedric Gibbons, US-amerikanischer Art Director (* 1893)
- 26. Juli: Váša Příhoda, tschechischer Geiger (* 1900)
- 27. Juli: Liesl Karlstadt, bayerische Soubrette, Schauspielerin und Kabarettistin (* 1892)
- 28. Juli: Enrique Amorim, uruguayischer Schriftsteller (* 1900)
- 28. Juli: Ethel Lilian Voynich, britische Schriftstellerin (* 1864)
- 29. Juli: Max Becker, deutscher Politiker (* 1888)
- 29. Juli: Robert P. Bass, US-amerikanischer Politiker (* 1873)
- 30. Juli: Arnold Königs, deutscher Architekt und Bauunternehmer (* 1871)
- 30. Juli: Carl Otto Czeschka, österreichischer Grafiker und Maler (* 1878)
- 31. Juli: Martin Karl Hasse, deutscher Hochschullehrer, Komponist und Musikschriftsteller (* 1883)
- 31. Juli: Philip Perlman, US-amerikanischer Jurist und Politiker (* 1890)

### August
- 01. August: Ascan Lutteroth, deutscher Landgerichtsdirektor (* 1874)
- 04. August: Frédéric Théllusson, belgischer Automobilrennfahrer (* 1894)
- 05. August: Arthur Meighen, kanadischer Politiker (* 1874)
- 07. August: André Bloch, französischer Komponist (* 1873)
- 09. August: Marie Ulfers, deutsche Schriftstellerin (* 1888)
- 10. August: Frank Lloyd, britisch-US-amerikanischer Schauspieler, Regisseur und Produzent (* 1886)

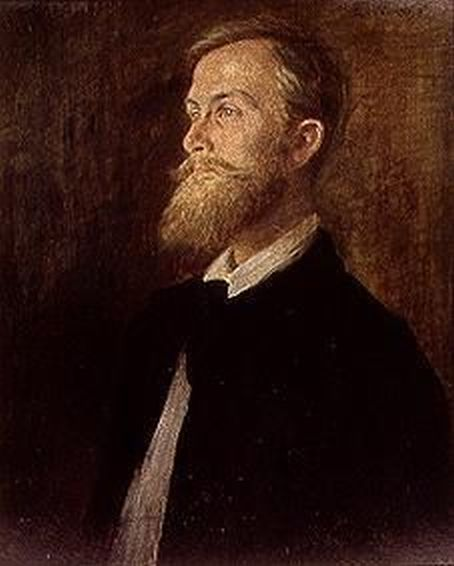
Emil Strauß. Porträt von Ernst Würtenberger

- 10. August: Emil Strauß, deutscher Dichter (* 1866)
- 10. August: Oswald Veblen, US-amerikanischer Mathematiker (* 1880)
- 11. August: Walter Stengel, deutscher Kulturhistoriker (* 1882)
- 14. August: Jaime Cortesão, portugiesischer Arzt, Politiker, Historiker und Autor (* 1884)
- 18. August: Carlo Emilio Bonferroni, italienischer Mathematiker (* 1892)
- 18. August: Blanche Gauthier, kanadische Schauspielerin und Sängerin (* 1884)
- 20. August: John Francis O’Hara, Erzbischof von Philadelphia und Kardinal (* 1888)
- 20. August: Paul Smets, deutscher Musikwissenschaftler, Glocken- und Orgelsachverständiger (* 1901)
- 23. August: Oscar Hammerstein, US-amerikanischer Produzent und Musicalautor (* 1895)
- 24. August: Erwin Ackerknecht, deutscher Volksbibliothekar, Direktor des Schiller-Nationalmuseums (* 1880)
- 25. August: Raymond Abrashkin, US-amerikanischer Schriftsteller, Drehbuchautor und Regisseur (* 1911)
- 29. August: Vicki Baum, österreichische Harfenistin und Schriftstellerin (* 1888)
- 29. August: Artur Kutscher, deutscher Literatur- und Theaterwissenschaftler (* 1878)

### September
- 02. September: Max Nathan, deutscher Automobilrennfahrer (* 1919)
- 03. September: Werner Bunnenberg, deutscher Ingenieur und Hochschullehrer (* 1900)
- 04. September: Alfred E. Green, US-amerikanischer Regisseur (* 1889)
- 05. September: Earl Long, US-amerikanischer Politiker (* 1895)
- 07. September: Clive Gallop, britischer Konstrukteur und Automobilrennfahrer (* 1892)
- 07. September: Alfonso Ortiz Tirado, mexikanischer Arzt und Sänger (* 1893)

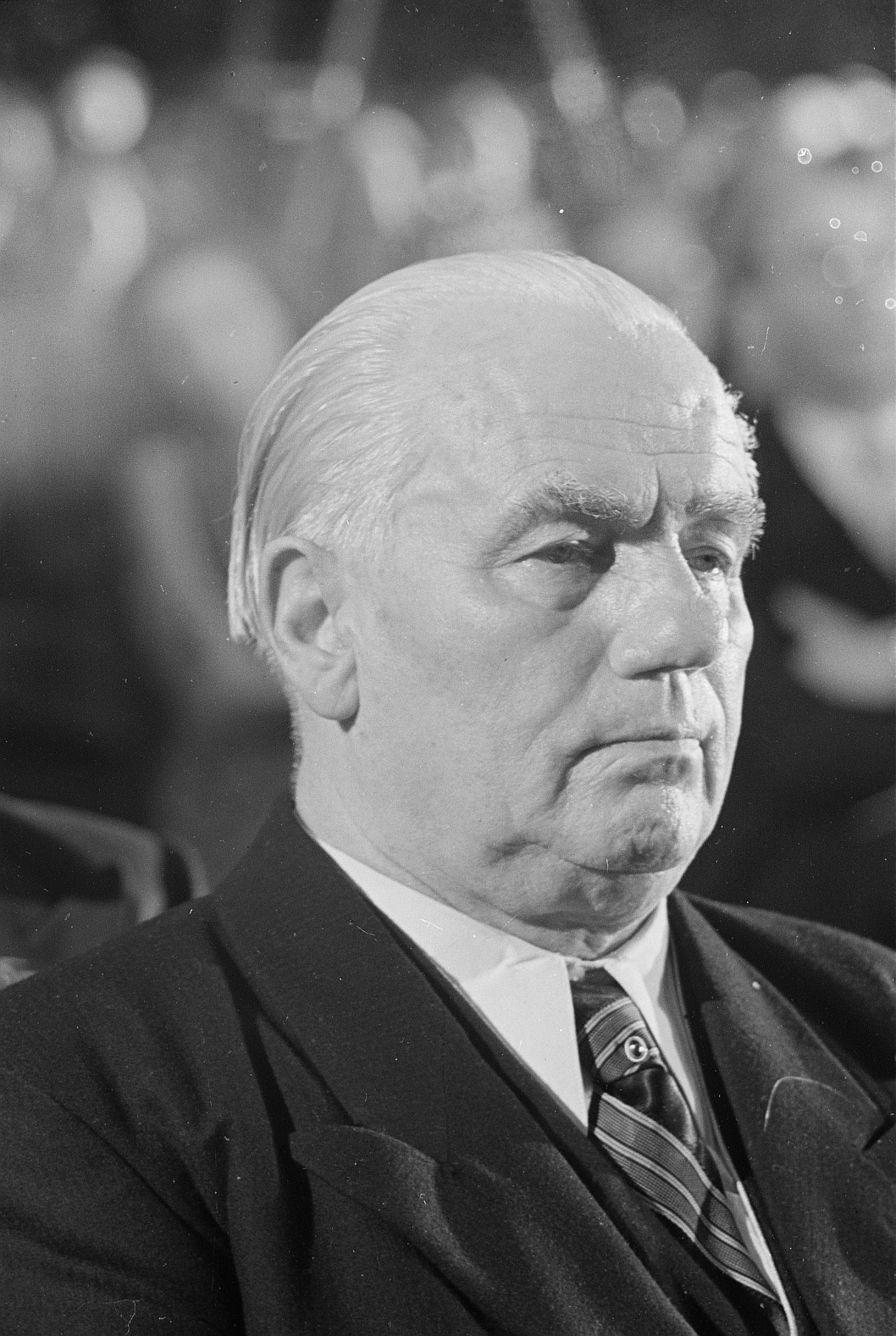
Wilhelm Pieck

- 07. September: Wilhelm Pieck, deutscher Kommunist, Politiker und Präsident der DDR (* 1876)
- 08. September: Feroze Gandhi, indischer Politiker und Journalist (* 1912)

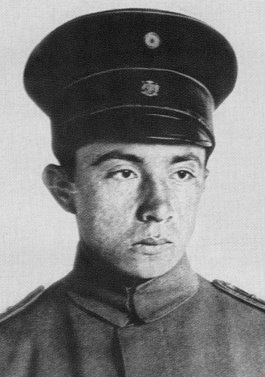
Dagoberto Godoy

- 08. September: Dagoberto Godoy, chilenischer Pilot, der als Erster die Anden überflog (* 1893)
- 08. September: Oscar Pettiford, US-amerikanischer Musiker (* 1922)
- 09. September: Leonhard Adam, deutscher Rechtswissenschaftler und Ethnologe (* 1891)
- 09. September: Jussi Björling, schwedischer Sänger (* 1911)
- 11. September: Karl Benno von Mechow, deutscher Schriftsteller (* 1897)
- 12. September: Egon Berger-Waldenegg, österreichischer Jurist, Politiker und Gutsbesitzer (* 1880)
- 12. September: Curt Goetz, deutsch-schweizerischer Schriftsteller und Schauspieler (* 1888)
- 13. September: Dino Borgioli, italienischer Opernsänger (* 1891)
- 13. September: Thomas C. Hennings, US-amerikanischer Politiker (* 1903)
- 13. September: Leó Weiner, ungarischer Komponist (* 1885)
- 14. September: Richard Sjöberg, schwedischer Leichtathlet (* 1890)
- 14. September: Just Dillgardt, deutscher Politiker (* 1889)
- 21. September: Franz Merkle, deutscher Volkswirt (* 1905)
- 21. September: Frank Elmore Ross, US-amerikanischer Astronom und Physiker (* 1874)
- 22. September: Melanie Klein, österreichisch-britische Psychoanalytikerin (* 1882)
- 24. September: Harald Braun, deutscher Regisseur (* 1901)
- 24. September: Mátyás Seiber, ungarischer Komponist (* 1905)
- 24. September: Johnny Thomson, US-amerikanischer Automobilrennfahrer (* 1922)
- 27. September: Herman Nohl, Pädagoge, Philosoph (* 1879)
- 27. September: Sylvia Pankhurst, britische Frauenrechtlerin (* 1882)
- 29. September: Franz Arnold, deutscher Dramatiker (* 1878)
- 30. September: Anne Marie Basse, dänische Malerin (* 1877)

### Oktober
- 01. Oktober: Giuseppe Fietta, Kardinal der römisch-katholischen Kirche (* 1883)
- 02. Oktober: Alfred Jäger, deutscher Ruderer (* 1873 oder 1974)

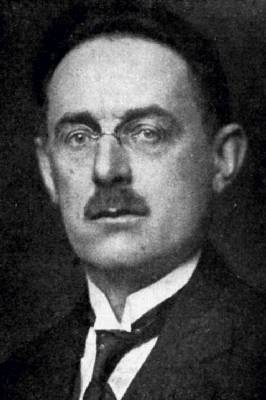
Karel Absolon.

- 06. Oktober: Karel Absolon, tschechischer Archäologe und Speläologe (* 1877)
- 09. Oktober: Chalifa ibn Harub ibn Thuwaini, Sultan von Sansibar (* 1879)
- 10. Oktober: Basil Ruysdael, US-amerikanischer Schauspieler (* 1878)
- 11. Oktober: Clément Thibaudeau, französischer Automobilrennfahrer (* 1900)

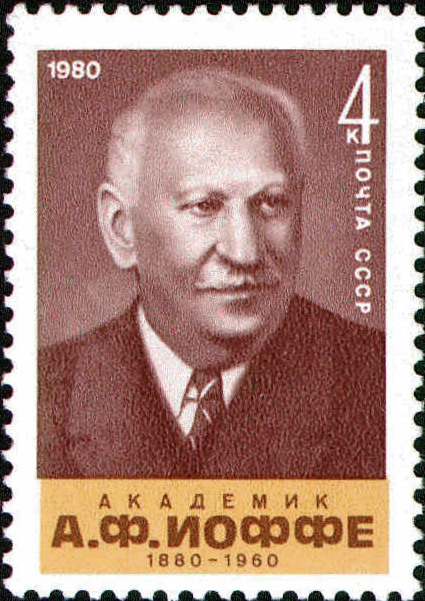
Abram Fjodorowitsch Joffe

- 12. Oktober: Inejirō Asanuma, japanischer Politiker (* 1898)
- 12. Oktober: Hans Helmhart Auer von Herrenkirchen, deutscher Volkswirt und Hochschullehrer (* 1877)
- 14. Oktober: Abram Ioffe, sowjetischer Physiker (* 1880)
- 14. Oktober: Sigurd Hoel, norwegischer Schriftsteller (* 1890)
- 15. Oktober: Henny Porten, Schauspielerin und Star des deutschen Stummfilms (* 1890)
- 19. Oktober: John S. Gibson, US-amerikanischer Politiker (* 1893)
- 19. Oktober: Franz Schwede, nationalsozialistischer Politiker (* 1888)
- 19. Oktober: George Stevenson Wallace, australischer Komiker und Schauspieler (* 1895)
- 20. Oktober: Edward D. Crippa, US-amerikanischer Politiker (* 1899)
- 21. Oktober: Paul Fallot, französischer Geologe und Paläontologe (* 1889)
- 24. Oktober: François Piazzoli, französischer Automobilrennfahrer (* 1886)
- 26. Oktober: Erik Peterson, römisch-katholischer Theologe (* 1890)
- 28. Oktober: Margarita Abella Caprile, argentinische Schriftstellerin (* 1901)
- 29. Oktober: Johan Gunnar Andersson, schwedischer Archäologe, Paläontologe und Geologe (* 1874)

### November
- 01. November: Heinrich Albert, deutscher Politiker und der letzte Reichsschatzminister (* 1874)
- 02. November: Anni Holdmann, deutsche Leichtathletin und Olympiateilnehmerin (* 1900)

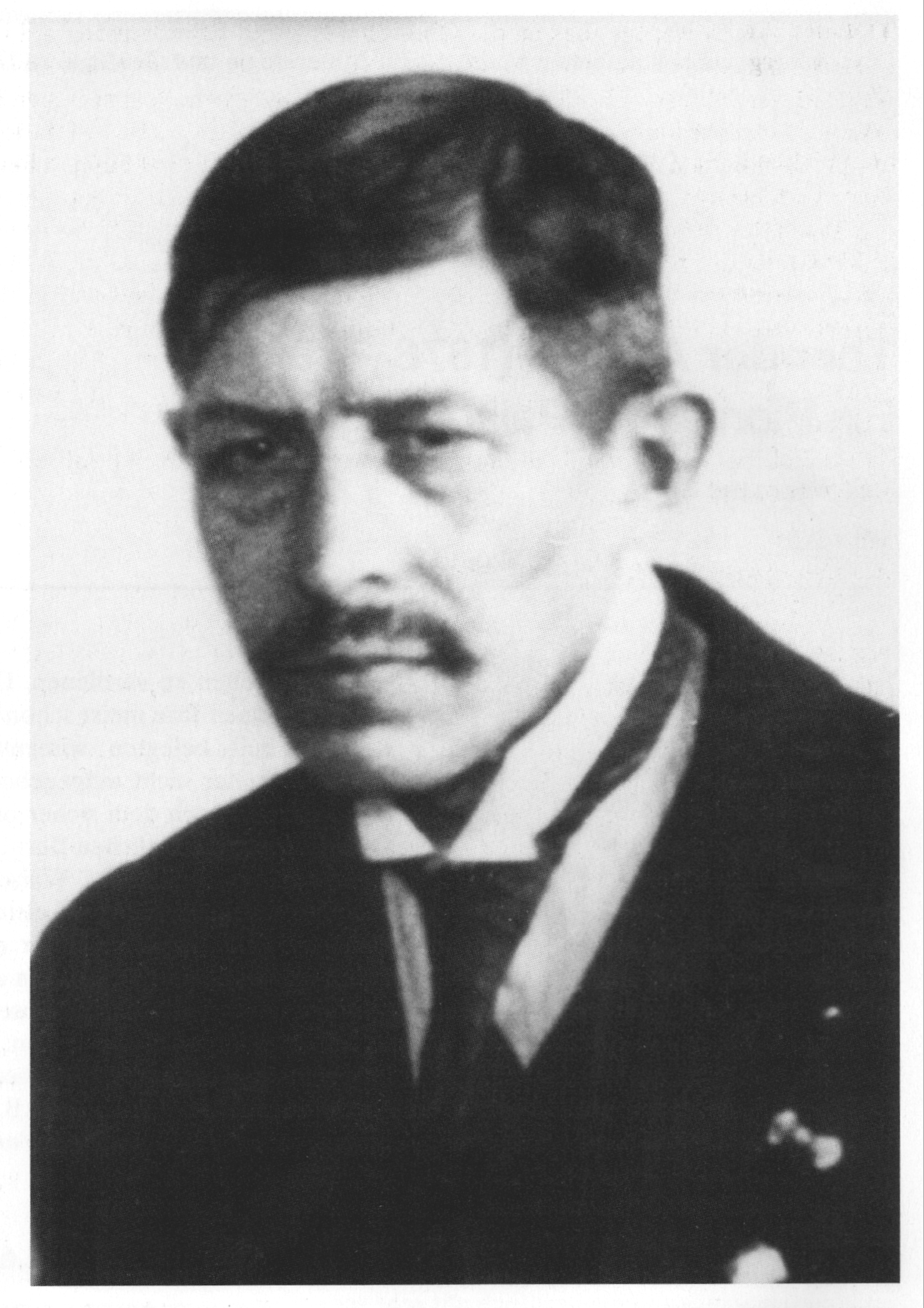
Theodor Arldt, 1927

- 02. November: Dimitri Mitropoulos, griechisch-amerikanischer Dirigent (* 1896)
- 05. November: Johnny Horton, US-amerikanischer Country-Sänger (* 1925)
- 05. November: Mack Sennett, US-amerikanischer Filmemacher (* 1880)
- 06. November: Josef Hilgers, deutscher General (* 1889)
- 06. November: Erich Raeder, deutscher Großadmiral (* 1876)
- 07. November: A. P. Carter, US-amerikanischer Country-Musiker (* 1891)
- 08. November: Ernst Beutler, deutscher Literaturhistoriker und Goethe-Forscher (* 1885)
- 08. November: Anna Mahé, französische Anarchistin (* 1882)
- 09. November: Ernst Wilhelm Bohle, NSDAP-Gauleiter und Leiter der Auslandsorganisation (* 1903)
- 10. November: Isadore Freed, US-amerikanischer Komponist (* 1900)
- 11. November: Hermann Apelt, deutscher Politiker (* 1876)
- 11. November: Theodor Arldt, deutscher Naturwissenschaftler, Historiker und Schriftsteller (* 1878)
- 11. November: Monte Attell, US-amerikanischer Boxer (* 1885)
- 11. November: Karl Wegele, deutscher Fußballspieler (* 1887)
- 16. November: Wilhelm Apel, deutscher Politiker (* 1873)

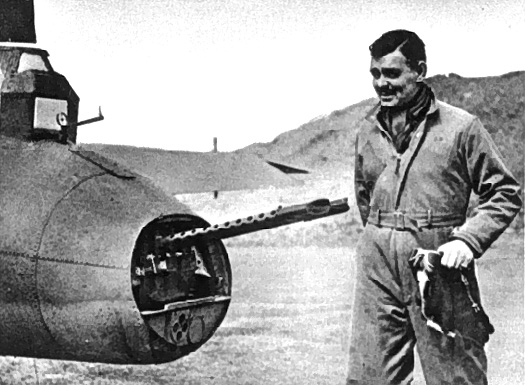
Clark Gable, 1943

- 16. November: Clark Gable, US-amerikanischer Schauspieler (* 1901)
- 19. November: Yoshii Isamu, japanischer Schriftsteller (* 1886)
- 19. November: Josef Callenberg, deutscher Baumeister (* 1854)
- 20. November: Seth Abderhalden, Schweizer Bergsteiger und Extremkletterer (* 1926)
- 24. November: Olga Alexandrowna Romanowa, Großfürstin von Russland (* 1882)
- 25. November: Die Schwestern Mirabal, dominikanische Regimegegnerinnen Trujillos (Patria * 1924; Minerva * 1926; Maria Teresia * 1935)
- 25. November: Ernest Martin Skinner, US-amerikanischer Orgelbauer (* 1866)
- 28. November: Bernhard Fischer-Schweder, Polizeichef von Tilsit, Massenmörder (* 1904)
- 28. November: Tsunenohana Kan’ichi, japanischer Sumo-Ringer und 31. Yokozuna (* 1896)
- 28. November: Richard Wright, US-amerikanischer Schriftsteller (* 1908)

### Dezember
- 01. Dezember: Ernst Rowohlt, deutscher Verleger (* 1887)
- 02. Dezember: Fritz August Breuhaus de Groot, deutscher Architekt und Gestalter (* 1883)
- 05. Dezember: Haschim Chalid al-Atassi, syrischer Staatsmann (* 1875)
- 06. Dezember: Gunnar Graarud, norwegischer Opernsänger (* 1886)
- 07. Dezember: Paulius Augius, litauischer Maler und Holzschnittkünstler (* 1909)
- 07. Dezember: Richard Ermisch, deutscher Architekt und Oberbaurat in Berlin (* 1885)
- 07. Dezember: Clara Haskil, rumänische Pianistin (* 1895)
- 07. Dezember: Walter Noddack, deutscher Chemiker (* 1893)
- 14. Dezember: Robert Grumbach, jüdischer Rechtsanwalt und Politiker (* 1875)

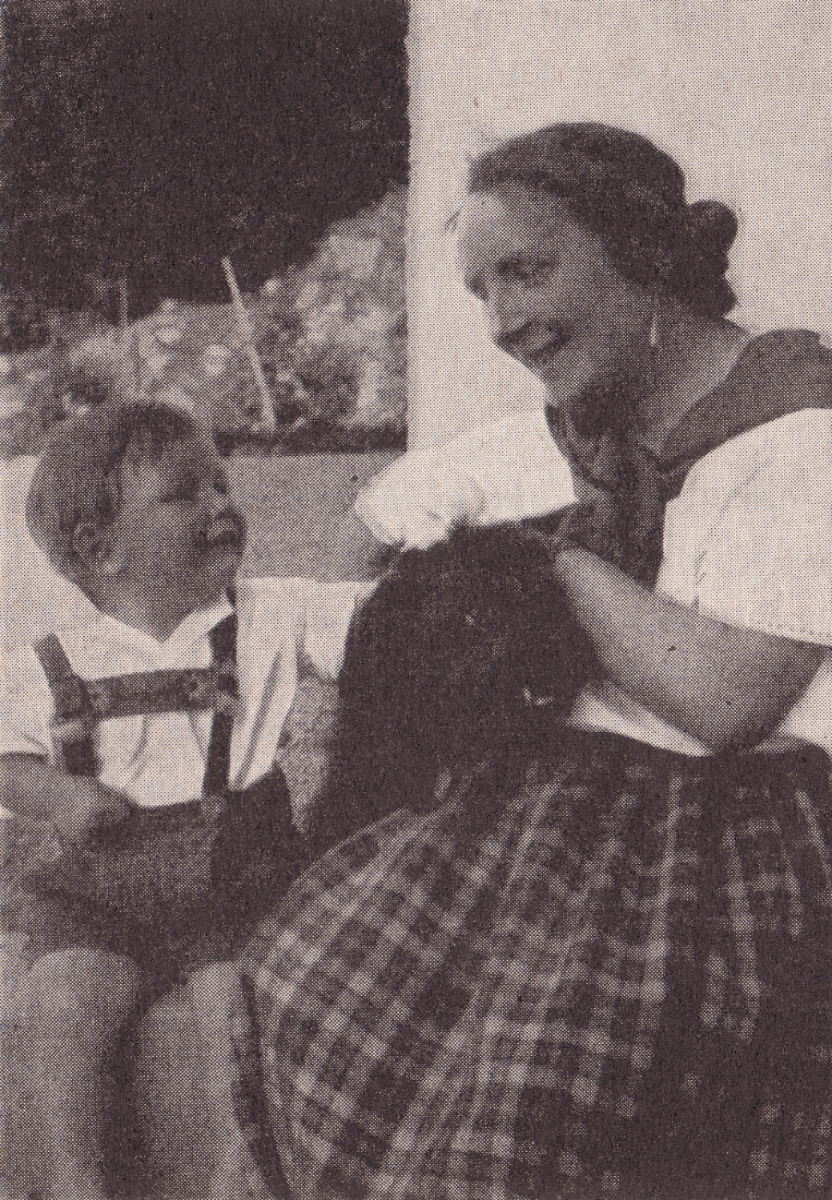
Hermine Körner und Enkel Peter Götz

- 14. Dezember: Hermine Körner, deutsche Schauspielerin, Regisseurin, Theaterleiterin (* 1878)
- 14. Dezember: Friedrich Maier, deutscher Politiker (* 1894)
- 15. Dezember: Véra Clouzot, französisch-brasilianische Schauspielerin (* 1913)
- 17. November: Herbert Douglas Austin, US-amerikanischer Romanist und Italianist (* 1876)
- 20. Dezember: Wilhelm Kosch, österreichischer Literaturhistoriker und Lexikograph (* 1879)
- 21. Dezember: Eric Temple Bell, schottisch-amerikanischer Mathematiker (* 1883)
- 25. Dezember: Aurelio Mistruzzi, italienischer Bildhauer und Medailleur (* 1880)
- 25. Dezember: Clyde Tingley, US-amerikanischer Politiker (* 1882)
- 31. Dezember: Joseph Wendel, Erzbischof von München und Freising (* 1901)

### Tag unbekannt
- Haşmet Akal, türkischer Kunstmaler (* 1918)
- Arturo Ambrosio, italienischer Produzent und Regisseur (* 1869)
- Eugène Aroneanu, rumänischer Jurist, Widerstandskämpfer und Autor
- Geoffroy Atkinson, US-amerikanischer Romanist (* 1892)
- Marie-Berthe Aurenche, französische Malerin (* 1906)
- Ed Bell, auch Sluefoot Joe oder Barefoot Bill, US-amerikanischer Blues-Musiker (* 1905)
- Pieter Herfst, niederländischer Pianist und Dirigent (* 1887)
- Gertrud Schaeffer, deutsche Malerin und Grafikerin (* 1892)

## Nobelpreise
- Physik: Donald A. Glaser
- Chemie: Willard Frank Libby
- Medizin: Frank Macfarlane Burnet und Peter Brian Medawar
- Literatur: Saint-John Perse
- Friedensnobelpreis: Albert John Luthuli

## Musik
- Jacqueline Boyer gewinnt am 29. März in London mit dem Lied Tom Pillibi für Frankreich die 5. Auflage des Eurovision Song Contest
- Liste der Nummer-eins-Hits in Deutschland (1960)
- Die englische Rockband The Beatles wird gegründet